# Тель-Авив
Тель-Ави́в (Тель-Ави́в-Я́ффа; ивр. תֵּל אָבִיב-יָפוֹ‎ — Тель-Авив-Яфо; араб.  تل أَبيب-يافا‎) — город в Израиле на восточном побережье Средиземного моря, второй в Израиле по численности населения (460 613 человек на 2020 год), экономический и культурный центр страны. Находится в 65 км к северо-западу от столицы Израиля — Иерусалима. Тель-Авив был основан в 1909 году как еврейский район Яффы, древнего порта и регионального центра. Во время британского правления (1917—1948) город быстро рос в результате нескольких волн еврейской иммиграции. В 1921 году Тель-Авив отделился от Яффы, а в 1950, после образования Государства Израиль, вновь объединился под нынешним названием. В Тель-Авиве состоялась церемония провозглашения независимости Государства Израиль. Сегодня в городе располагается большинство иностранных посольств, а также несколько министерств.
В городе сконцентрирована шестая часть рабочих мест страны, он является глобальным городом и хай-тек-центром мирового уровня. В 2021 году консалтинговое агентство Economist Intelligence Unit (Economist Group) назвало Тель-Авив самым дорогим городом мира. В городе находятся почти все штаб-квартиры банков и страховых компаний страны, там же расположена единственная биржа Израиля. Тель-Авив — главный транспортный узел страны, там сходятся основные железные и автомобильные дороги. В городе находится одна из крупнейших больниц Израиля и крупнейший в стране Тель-Авивский университет.
В городе базируется сильнейшая баскетбольная команда Израиля и два крупных футбольных клуба; там расположены крупнейшие спортивные арены страны. В Тель-Авиве сосредоточены крупнейшие музеи, театры и музыкальные учреждения Израиля. Тель-Авив является символом светского, либерального и просвещённого Израиля.

## Этимология
Название «Тель-Авив» встречается в Ветхом Завете (Иез. 3:15) и переводится с иврита как «холм весны»: «тель» (ивр. תל‎) — курган или холм, «ави́в» (ивр. אביב‎) — весна.
В 1910 году видный сионистский деятель Менахем Шейнкин предложил в качестве имени квартала название первого перевода на иврит утопического романа основателя сионизма Теодора Герцля «Altneuland» («Альтно́йланд» — «Старая новая страна»), сделанный Нахумом Соколовым. 21 мая 1910 года на общем собрании жителей квартала Ахузат-Баит большинством голосов было выбрано новое название — Тель-Авив. «Холм» в названии символизирует старину, а «весна» — новизну.
В 1950 году, когда прилегающие друг к другу Тель-Авив и Яффа были объединены в один населённый пункт, было решено официально назвать его «Тель-Авив-Яффа».

## Физико-географическая характеристика

### Географическое положение

Карта тель-авивской агломерации

Тель-Авив лежит на берегу Средиземного моря, в центральной части Израильской прибрежной равнины, на стыке Шарона и Шефелы. На ровной береговой линии города выделяется мыс, на котором расположена древняя часть Яффы. Рельеф города обусловлен наличием трёх невысоких хребтов, сложеных из куркара (левантийской разновидности песчаника), которые тянутся параллельно берегу. Прибрежный хребет, частично разрушившийся под действием волн, достигает высоты 35 м, он образует крутые скалы на берегу моря, а также цепочку подводных скал, одна из которых выступает над водой и известна как «скала Андромеды». Второй хребет находится в 2 км от берега, он прерывистый и имеет высоту до 30 м. Единственная выделяющаяся его часть — холм Шейх-Мунис (или Шейх-Муаннис) за рекой Яркон. Третий хребет лежит, в основном, за пределами города — в Гиватаиме и Рамат-Гане. Хребты частично покрыты красным песком (хамрой). Между хребтами лежат низины, имеющие плохой сток, отчего эти земли были болотистыми. Берег моря в городе песчаный, за исключением Яффы, тель-авивского порта и Рединга. Уклон дна пологий — на расстоянии 200 м от берега глубина составляет 5 м. Тель-Авив вытянут вдоль средиземноморского побережья на 13,5 км, расстояние от моря до восточных окраин — от 3 до 6 км. Площадь города составляет 50 км².
Тель-Авив постепенно сросся с окрестными городами, включая Рамат-Ган, Бней-Брак, Гиватаим, Холон, Бат-Ям и Петах-Тиква. Они составляют т. н. «внутреннее кольцо» агломерации Гуш-Дан. Во «внешнее кольцо» входят Кфар-Шмарьягу, Рамат-ха-Шарон, Ганей-Тиква, Гиват-Шмуэль, Кирьят-Оно, Савьон, Ор-Йехуда, Ришон-ле-Цион, Йехуд. В настоящее время всё побережье Средиземного моря на север от Тель-Авива на 50 км (вплоть до Хадеры) — это сплошная городская застройка. Побережье южнее Тель-Авива являет собой также сплошную городскую застройку до Ришон-ле-Циона. По определению Центрального статистического бюро Израиля сердцевиной агломерации является сам Тель-Авив, внутреннее кольцо включает в себя остальные части Тель-авивского округа, среднее кольцо — прилегающие к нему части Центрального округа, а внешнее — оставшаяся территория Центрального округа.

### Климат
Город имеет мягкий субтропический средиземноморский климат (Csa по Кёппену) с двумя явно выраженными сезонами: дождливым и холодным, и тёплым и сухим. Из-за близости моря перепад температур в прибрежной зоне невелик. Среднегодовая температура составляет 20°С, перепады температур — не более 10 градусов. Самый холодный месяц в году — январь, имеющий среднюю температуру в 13,2°С. В середине XX века за 36-летний период (1923—1958) температура превысила 40°С 11 раз, была ниже 0°С 3 раза. Самая высокая зарегистрированная температура — 46,5°С (1916), самая низкая — минус 1,9°С (1950). Один из самых влажных городов страны, средняя влажность воздуха составляет 70 % (у моря выше, во внутренних районах — ниже). Распространённые в Израиле суховеи почти не влияют на погоду в городе из-за непосредственной близости моря. Ветры слабые, самые сильные ветры дуют летом после полудня с запада и имеют скорость до 22 км/ч. Максимальная мощность была зарегистрирована в порту в феврале 1946 года и составила 113 км/ч. Летом погода стабильная, ясная, средняя максимальная температура составляет 30,6 °C, средняя минимальная влажность 61 %. Среднегодовая норма осадков составляет 532 мм (522 мм), дождливый сезон длится с ноября по апрель. В году в городе в среднем насчитывается около 64 дождливых дней (более 0,1 мм осадков). Осадки выпадают редко, но помногу, что приводит к затоплению некоторых участков. Снег крайне редок, единственный раз за историю города он выпал в 1950 году. Максимальная годовая сумма осадков — 1064 мм (1950 год), максимальная дневная сумма — 133 мм (8/11/1955). Из-за урбанизации и глобального потепления минимальные температуры выросли в городе с начала 1990-х годов на 3 градуса, что больше, чем где-либо в Израиле.
| Показатель                    | Янв.  | Фев. | Март | Апр. | Май  | Июнь | Июль | Авг. | Сен. | Окт. | Нояб. | Дек.  | Год   |
| ----------------------------- | ----- | ---- | ---- | ---- | ---- | ---- | ---- | ---- | ---- | ---- | ----- | ----- | ----- |
| Абсолютный максимум, °C       | 26,8  | 29,6 | 35,2 | 40,4 | 46,5 | 37,6 | 37,4 | 34,4 | 35,4 | 38,4 | 35,3  | 27,9  | 46,5  |
| Средний суточный максимум, °C | 17,5  | 17,7 | 19,2 | 22,8 | 24,9 | 27,5 | 29,4 | 30,2 | 29,4 | 27,3 | 23,4  | 19,2  | 24,04 |
| Средняя температура, °C       | 13,0  | 13,8 | 15,4 | 18,6 | 21,1 | 24,1 | 26,2 | 27,0 | 26,0 | 23,2 | 19,0  | 15,2  | 20,3  |
| Средний суточный минимум, °C  | 9,6   | 9,8  | 11,5 | 14,4 | 17,3 | 20,6 | 23,0 | 23,7 | 22,5 | 19,1 | 14,6  | 11,2  | 16,44 |
| Абсолютный минимум, °C        | 2,5   | −1,9 | 3,5  | 7,0  | 11,2 | 15   | 19   | 20   | 15,7 | 11,6 | 6,0   | 4,0   | −1,9  |
| Норма осадков, мм             | 126,9 | 90,1 | 60,6 | 18,0 | 2,3  | 0,0  | 0,0  | 0,7  | 1,4  | 26,3 | 79,3  | 126,4 | 532   |
| Температура воды, °C          | 18    | 18   | 17   | 20   | 21   | 25   | 28   | 28   | 28   | 25   | 23    | 20    | 23    |
| Источник:                     |       |      |      |      |      |      |      |      |      |      |       |       |       |

### Геология
Под Тель-Авивом лежат песчаные дюны, хребты куркара, красные суглинки, покрывающие их склоны, и глинистые почвы, образовавшиеся в руслах рек. Подобная топография типична для всей прибрежной равнины. В северной часть города главным элемент рельефа является пойма Яркона, сложенная в основном глиной и суглинком.

### Гидрография

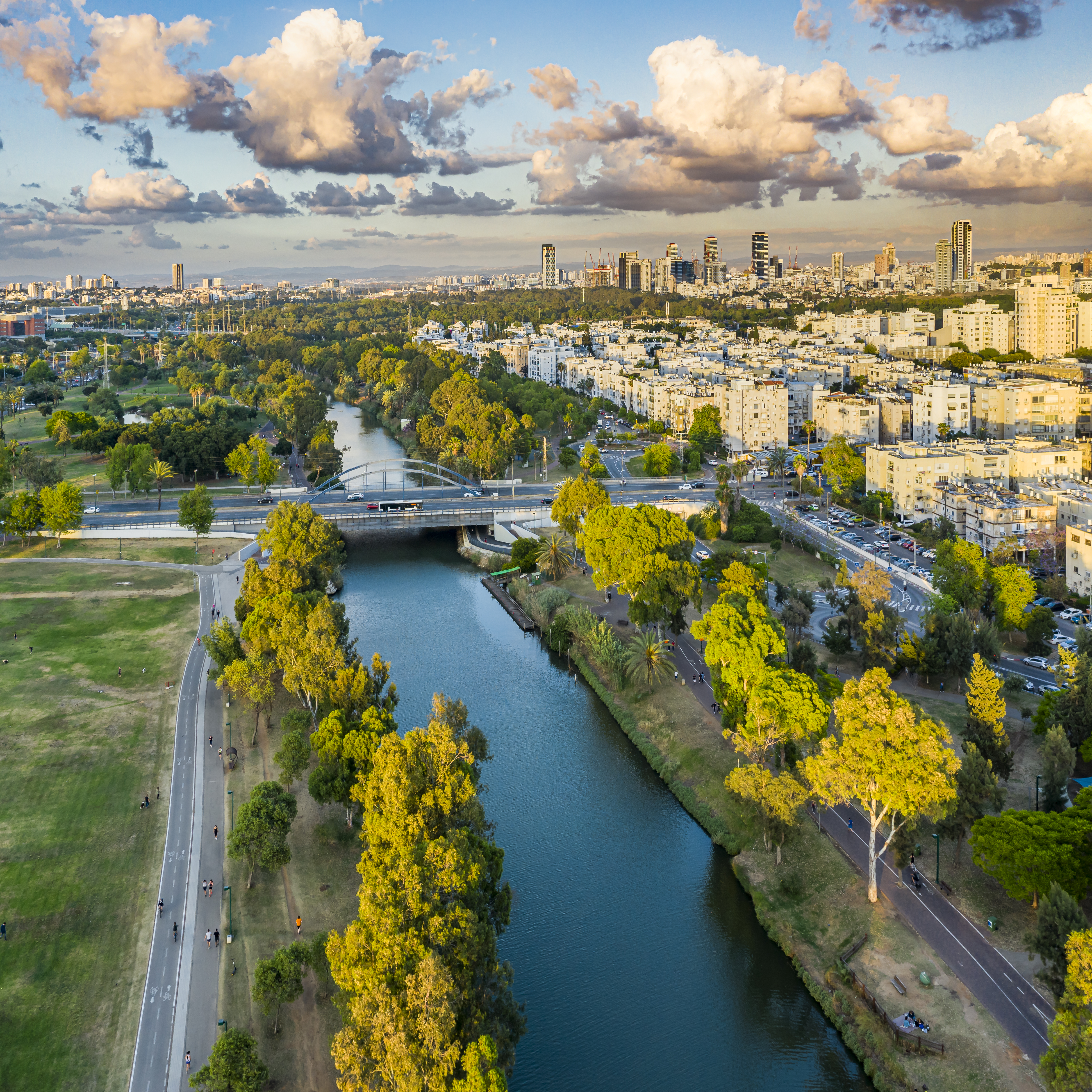
Яркон около устья

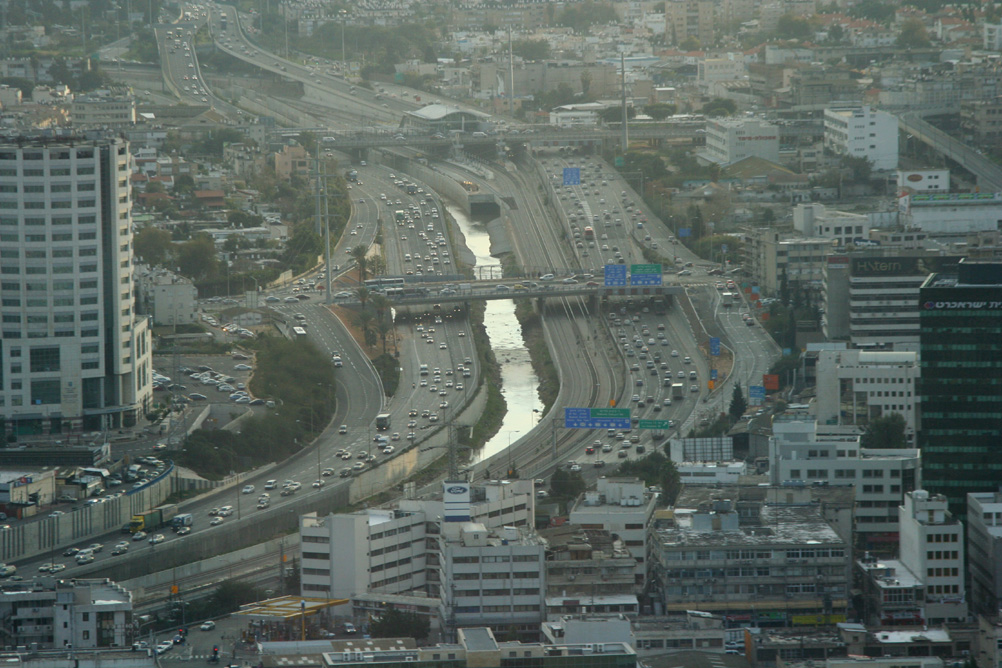
Аялон

Хребты куркара не позволяют воде течь напрямую к морю, отчего на побережье образовывались болота. Ещё в начале XX века в районе Тель-Авива было множество болотистых участков и сезонных водоёмов.
Основными водотоками города являются река Яркон, текущая на запад, и её приток Аялон. Первая пробивает хребты куркара и впадает в море на севере города. Аялон же течёт на север перпендикулярно ему по долине между двумя хребтами (центральным и восточным) до впадения в Яркон в 4 км от моря. В городе ширина Яркона составляет 35-40 м, а глубина — 3-4 м. Аялон — пересыхающая река, подверженная наводнениям во время дождей. Сегодня она большей частью течёт в рукотворном канале. До конца 1940-х годов Аялон служил восточной границей города.
Под городом лежит неглубокий прибрежный водоносный горизонт, один из важнейших в Израиле. Водоупором является толстый слой голубой глины, т. н. сакии. Горизонт сложен песком и песчаником плиоцена и плейстоцена, перемежающихся глиной и суглинком. Он наполняется водой, стекающей с Иудейских гор и напрямую, а выход имеет в Средиземное море.

### Флора и фауна
Сегодня большинство земель города застроено, но, по данным 1930-х годов, на лёгких суглинках в районе Тель-Авива самые распространённые фитоценозы были следующие: на заброшенных сельскохозяйственных землях господствовали Desmostachya bipinnata и Centaurea procurrens в сопровождении злаковых, таких как Imperata cylindrica и Aegilops sharonensis. Там, где продолжалось активное земледелие, наблюдался фитоценоз с преобладанием Ormenis mixta, который сопровождал Lupinus palaestinus. На хребтах куркара, где земледелие было невозможно, сложились фитоценозы с доминированием кустарников Helianthemum stipulatum, ретамы обыкновенной, Calicotome villosa, Ononis matrix, Hyparrhenia hirta, Thymus capitatus.
Захари в работе 1982 года упоминает и другие фитоценозы, богатые биоразнообразием: фитоценоз с преобладанием саркопотериума колючего-тимелеи волосистой, фитоценоз с преобладанием Hyparrhenia hirta-унаби христовых терниев. Также раньше на холмах росло множество геофитов, таких как Iris atropurpurea, Tulipa agenensis, Allium tel-avivense, Gagea dayana. На севере города наблюдались фитоценозы с преобладанием Calicotome villosa, которую сопровождают ретама обыкновенная и Helianthemum stipulatum. На скалах куркара распространён Thymus capitatus, который сопровождают Fumana arabica, саркопотериум колючий и тимелея волосистая. Самые крупные участки этого типа сохранились в районе Шейх Муаннис. Ныне большинство хребтов уже застроено, остались лишь немногие участки, сильно пострадавшие от человеческой деятельности. Там развились рудеральные фитоценозы.
Одним из наиболее сохранившихся биотопов города, демонстрирующим большое биоразнообразие, являются пески, они тянутся вдоль всего берега, а также встречаются в других районах. Их можно разделить на несколько типов в зависимости от мобильности песков. В районе подвижных песков у берега доминируют Ammophila arenaria и Cyperus macrorrhizus. На закреплённых песках наиболее распространён фитоценоз с преобладанием Artemisia monosperma и ретамы обыкновенной, которых сопровождают Convolvulus secundus, Polygonum palaestinum, Medicago marina, Helianthemum stipulatum, Atractylis carduus. Закреплённые пески, где ранее было развито сельское хозяйство, покрыты травами, включая злаки.

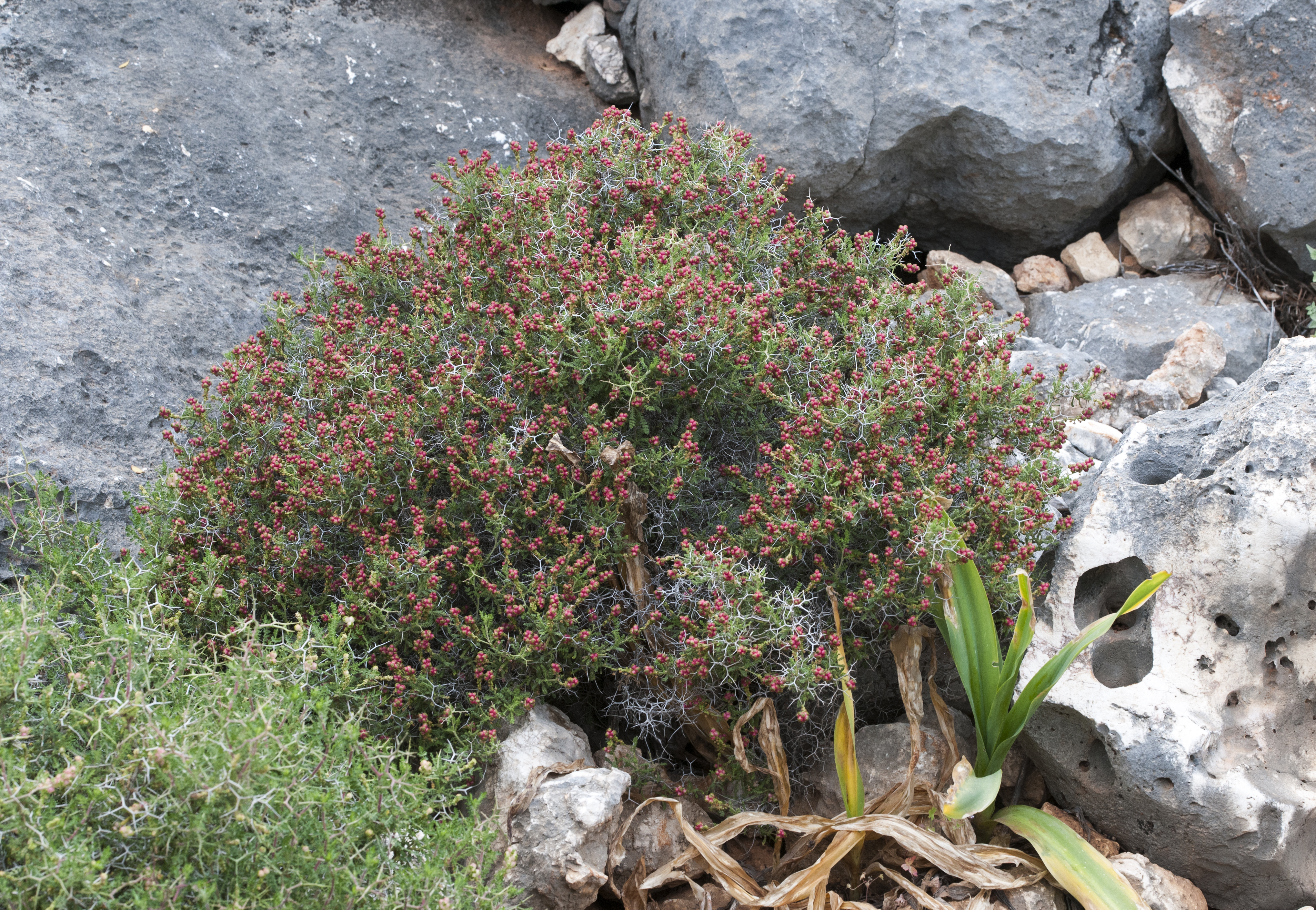
Саркопотериум колючий
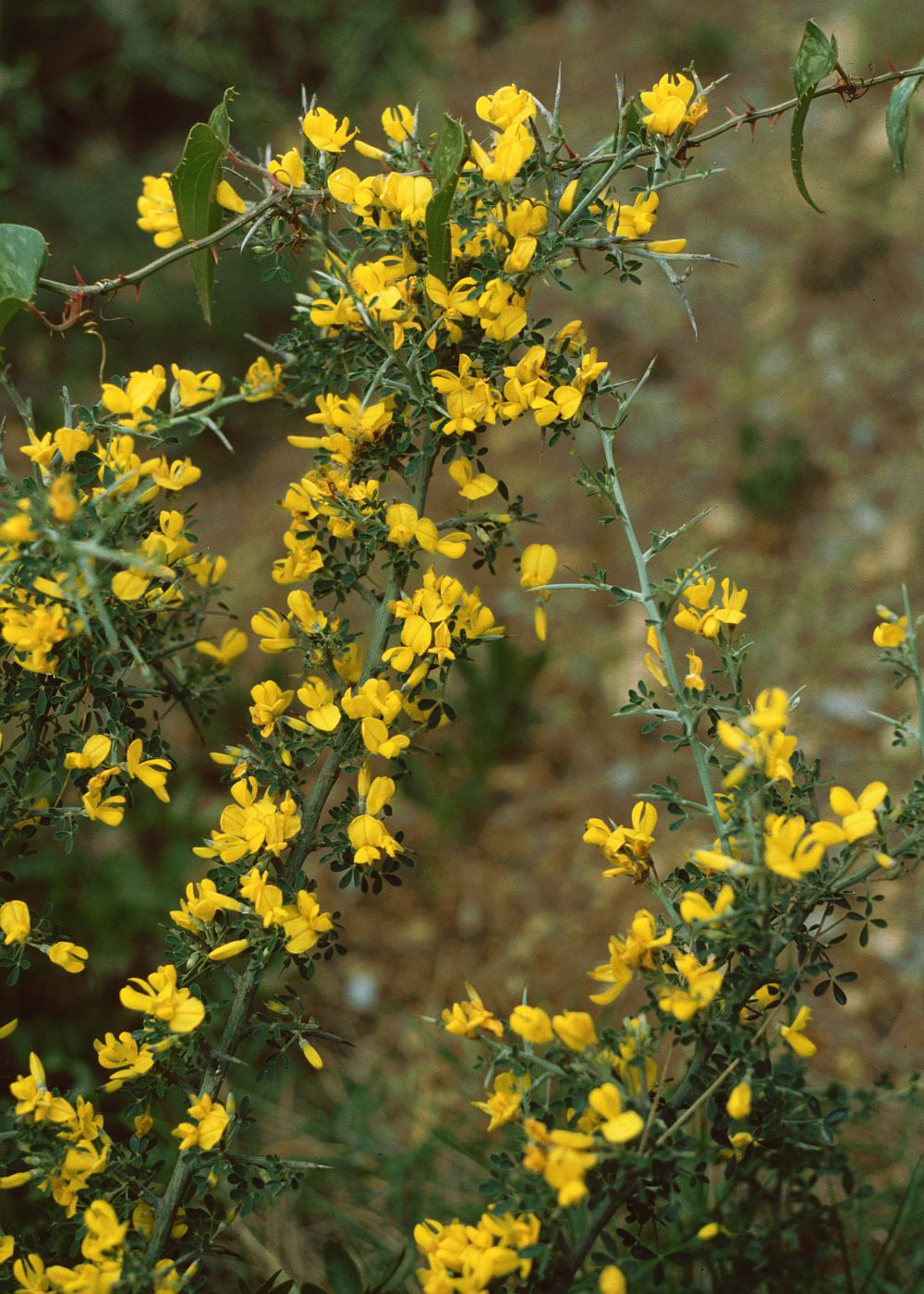
Calicotome villosa
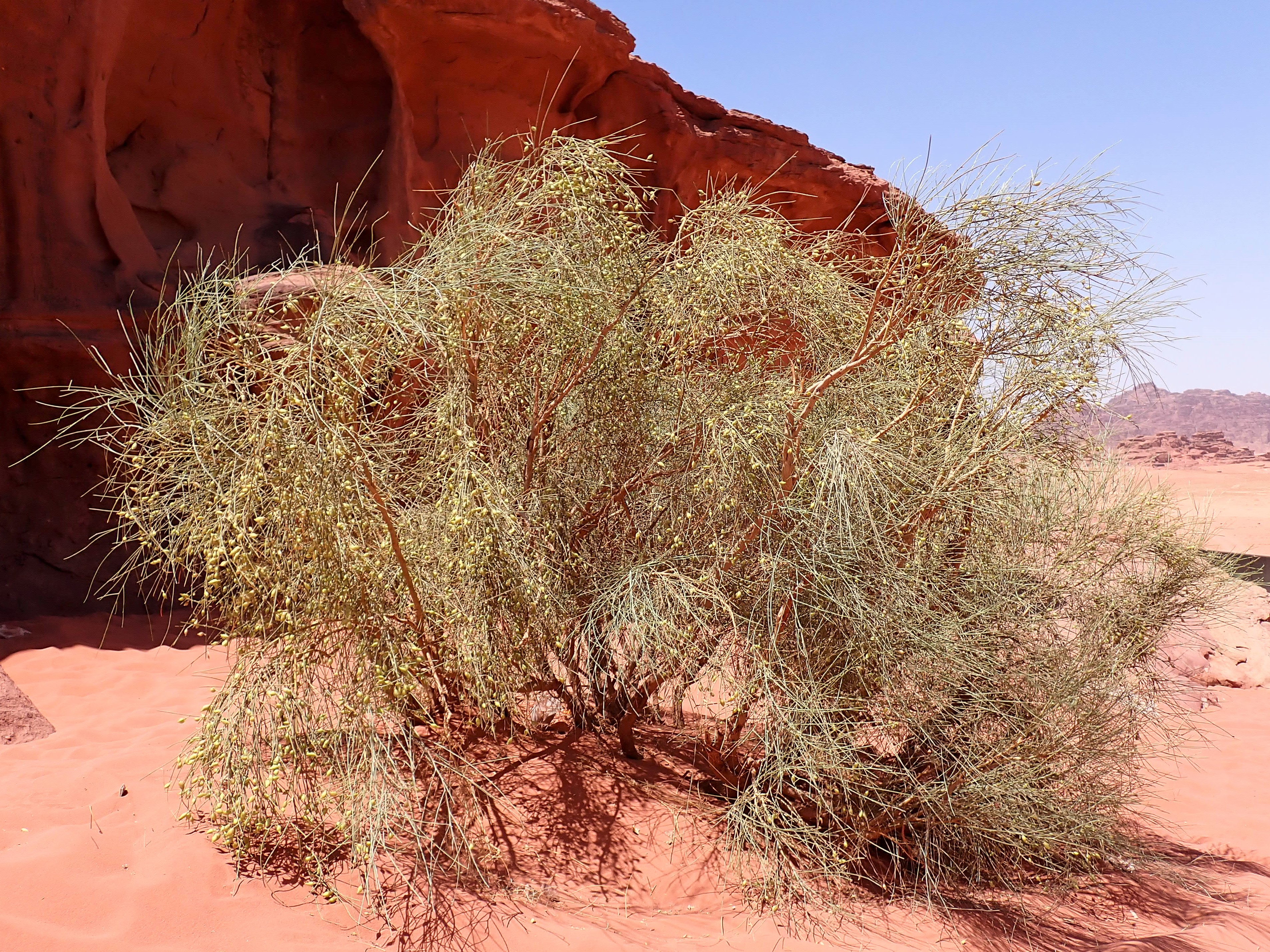
Ретама обыкновенная
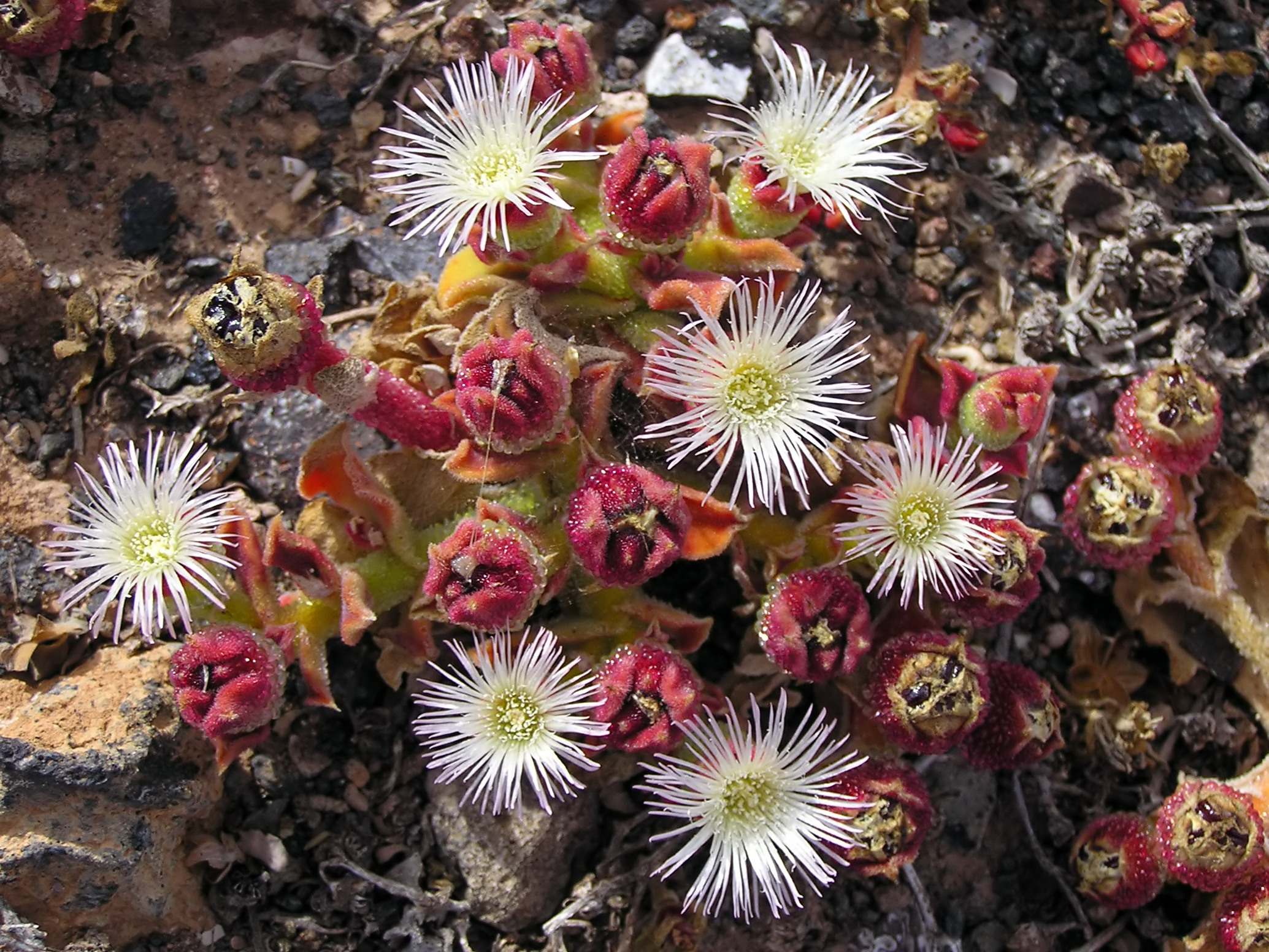
Хрустальная трава

Раньше на территории нынешнего города были распространены влажные сезонные биотопы, особенно в долинах между хребтами куркара, где скапливается вода; часто там, где у впадин глинистое дно, а также в канавах между сельхозучастками. Сегодня от них остались лишь редкие участки, находящиеся под угрозой исчезновения: пересыхающие ручьи, сезонные пруды, дренажные канавы, поймы рек и ручьёв: на севере города вокруг колледжа Левински и в сельхозучастках в районах Афека и Рамат-Авив, а на юге — пруд Митхам а-Лохамим рядом с Тель-Гиборим. В таких местах сегодня произрастают клубнекамыш морской, болотница болотная, тростник обыкновенный, Imperata cylindrica, мята болотная, дербенник трёхприцветниковый, цинанхум острый. Наличие таких биотопов критически важна для земноводных, которых на сегодняшний день сохранилось 5 видов: ближневосточный тритон, сирийская чесночница, малоазиатская квакша, лягушка Бедряги, зелёная жаба; эти популяции нестабильны. Также эти места важны для водных птих и болотных и некоторых певчих, гнездующихся в зарослях.
Городские реки сильно пострадали от деятельности человека, раньше там обильно росли характерные растения: вдоль реки были густые заросли деревьев и кустов — ивы иглолистной, кипрея волосистого, дербенника, тростника обыкновенного, ежевики, арундо. Прямо в воде можно было встретить представителей осоковых: болотницу, камыш, сыть а также Typha domingensis и ситниковые.
Со временем из водных биотопов исчезли почти все гидрофиты, из гидатофитов сохранились лишь три вида — кубышка жёлтая, ряска и Potamogeton nodosus. Лишь там, где Яркон втекает в город, сохранились небольшие участки естественной растительности, где берега заросли тростником обыкновенным, арундо, ежевикой вязолистной, сохранились также несколько экземпляров ивы иглолистной. Там, где течение замедляется, а русло извилистое, растут много прибрежных видов, любящих влагу, таких как
Cyperus dives, прутняк обыкновенный, дербенник иволистный, эклипта простёртая, зюзник европейский и Pluchea dioscoridis, а на камнях — адиантум венерин волос. В низовьях реки на берегу доминируют тростник обыкновенный и Halimione portulacoides.

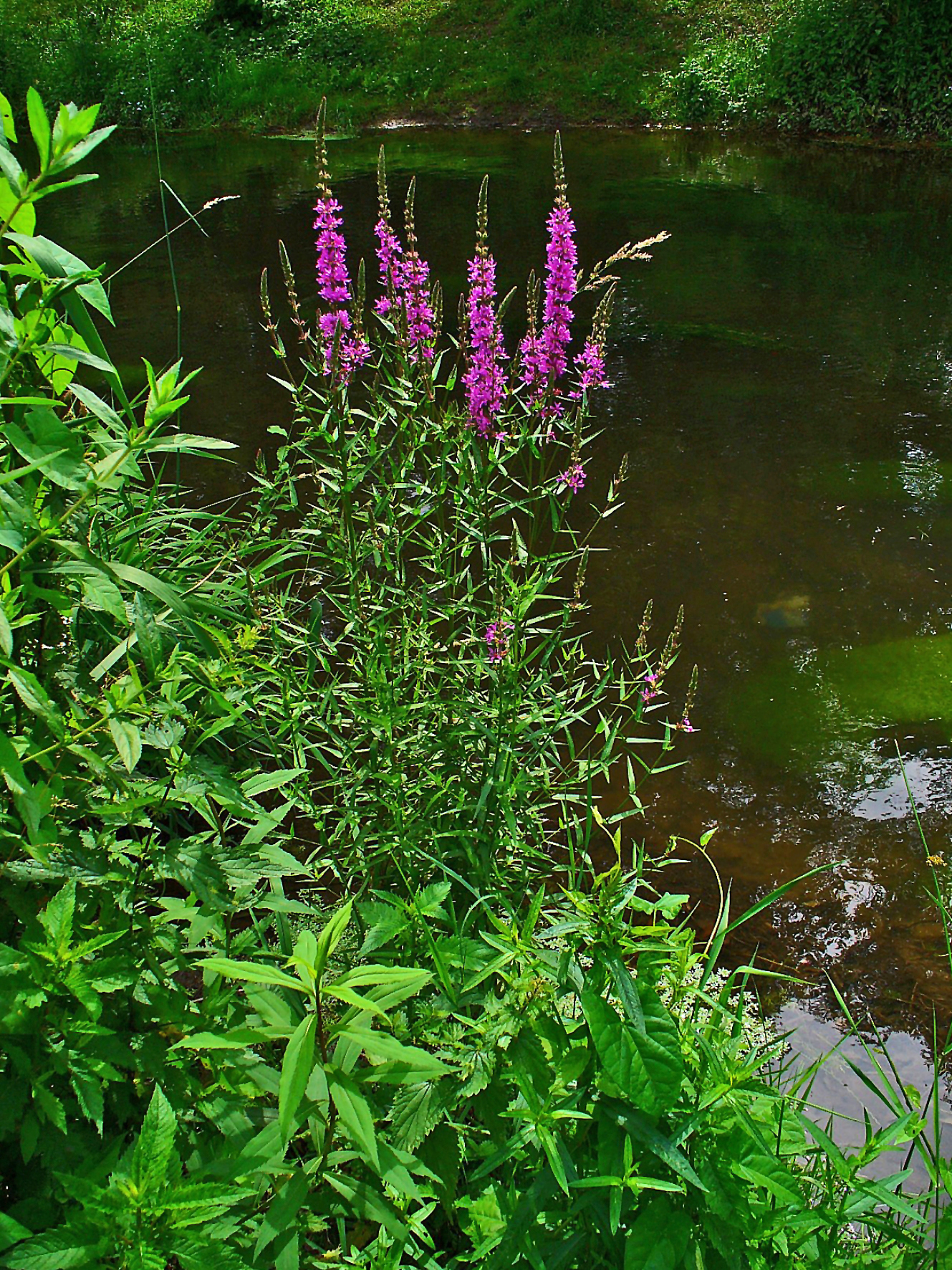
Дербенник иволистный
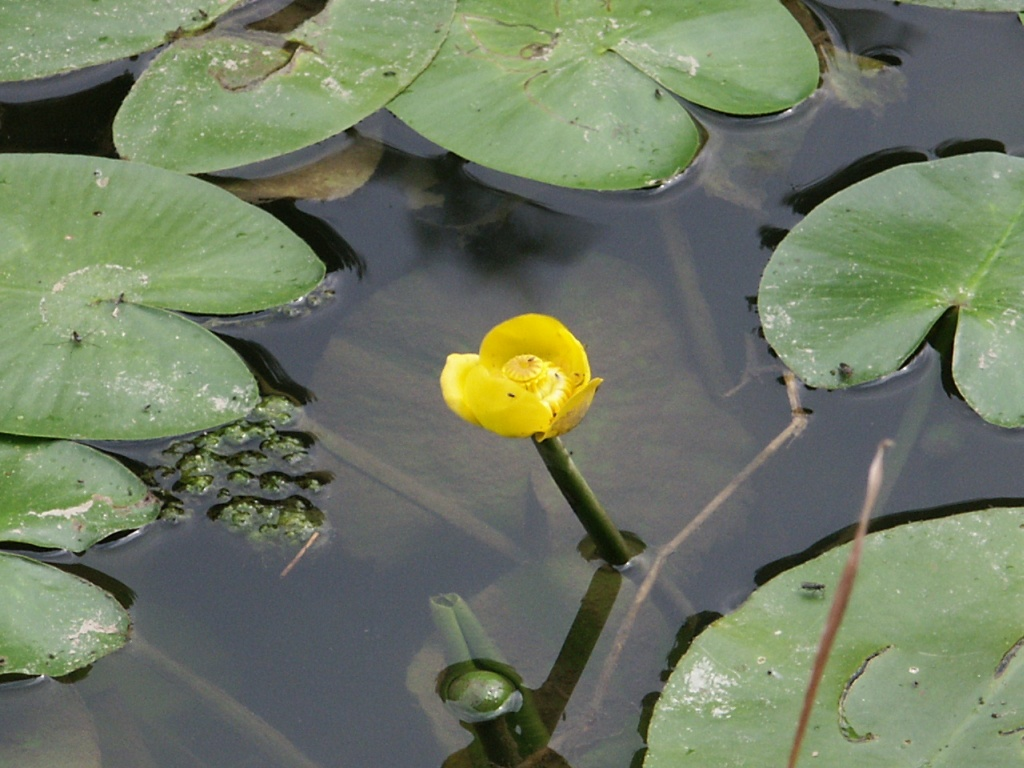
Кубышка жёлтая
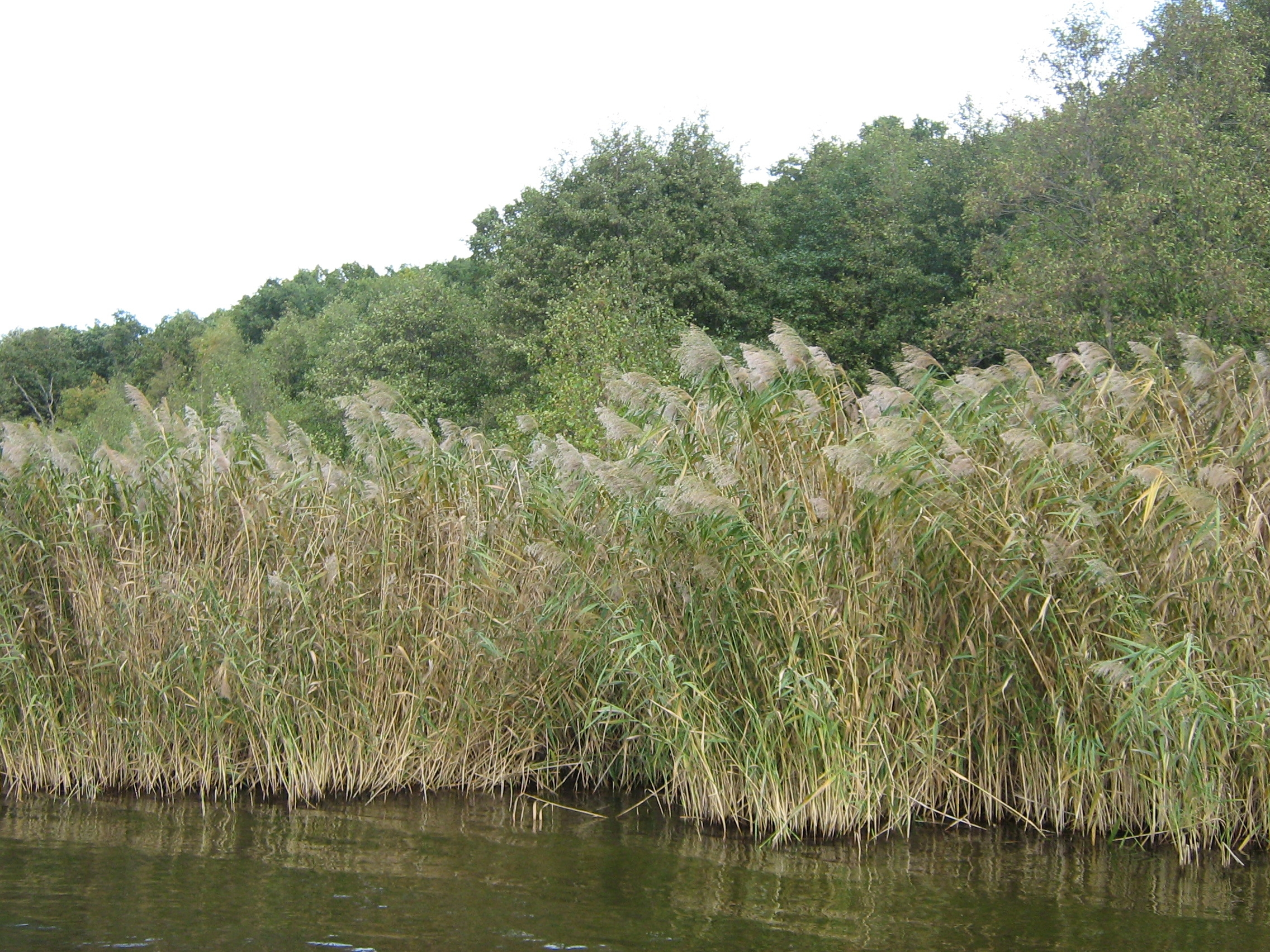
Тростник обыкновенный

Там у рек, где растут тополь евфратский и тростник обыкновенный, собираются множество птиц. В сезон можно увидеть вдоль реки стаи большого баклана, чаек, певчих птиц. Из млекопитающих у рек встречаются обыкновенный шакал, мангусты, и нутрия, которая вредит растениям. Раньше также встречались камышовый кот и дикобразы.
На незагрязнённых участках реки были зарегистрированы 11 видов рыб. Из них сегодня сохранились Tilapia zillii, речной угорь, африканский клариевый сом, карпы и серые кефали. Из земноводных там водится африканский трионикс, который находится под угрозой вымирания, и Mauremys rivulata. Также в начале 21 века распространяется инвазивный вид — красноухая пресноводная черепаха.
На побережье у самого подножья прибрежного куркарного хребта растут растения, выдерживающие солёные брызги и движение песка, такие как Silene succulenta, хрустальная трава, Ipomoea imperati, Sporobolus pungens. Ниже, где уклон более пологий, произрастают саркопотериум колючий, Elytrigia juncea, Crucianella maritima, Echium angustifolium, Limbarda crithmoides, Limonium virgatum, кермек выемчатый.
На песчаной полосе вдоль берега нет растений, но она важна для размножения черепах (зелёная и головастая черепаха). Раньше их наблюдали и в районе Тель-Авива, но сегодня это случается крайне редко. Кроме того, на песке питаются такие птицы как чайки, ржанкообразные, крачки. В Средиземном море у берегов города водятся осьминоги, собачкообразные, Hexaplex, морские коньки, рифовые рыбы, крабы, гитарные скаты.
В городских парках встречаются такие деревья, как пальмы, оливы, бомбакс, Tipuana tipu, тамариск, фикус, эвкалипт и кипарис.
По состоянию на 2023 год, в городе, включая частные участки, росло 285,6 тыс. деревьев. Общая площадь зелёных участков Тель-Авива составляет 12,4 км² (около четверти городской территории).
Фауна городских парков зависит от степени ухода за ними. В самых ухоженных живут виды, приспособившиеся к человеческой деятельности, такие, как белогрудый ёж, египетская летучая собака, турецкий полупалый геккон, стеллион. В менее ухоженных парках, где собираются опавшие листья, живут также ящерицы Ablepharus rueppellii, Phoenicolacerta laevis, Heremites vittatus. В парках, засаженных такими деревьями, как дуб кермесовый, дуб таворский, фисташка туполистная и сосна пиния, собираются птицы, некоторые виды (например, дятлы и вороны) могут гнездовать. Там, где в парке есть пруды или подобные источники воды, сохраняются водные растения и появляются водные птицы и насекомоядные, например, стрижи, ласточки и летучие мыши.

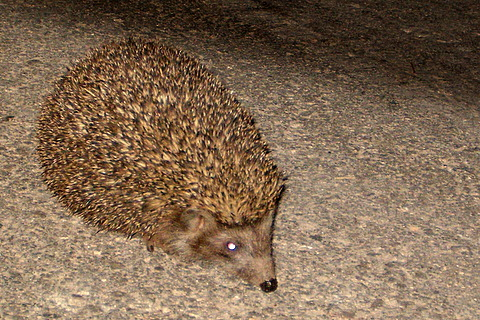
Белогрудый ёж
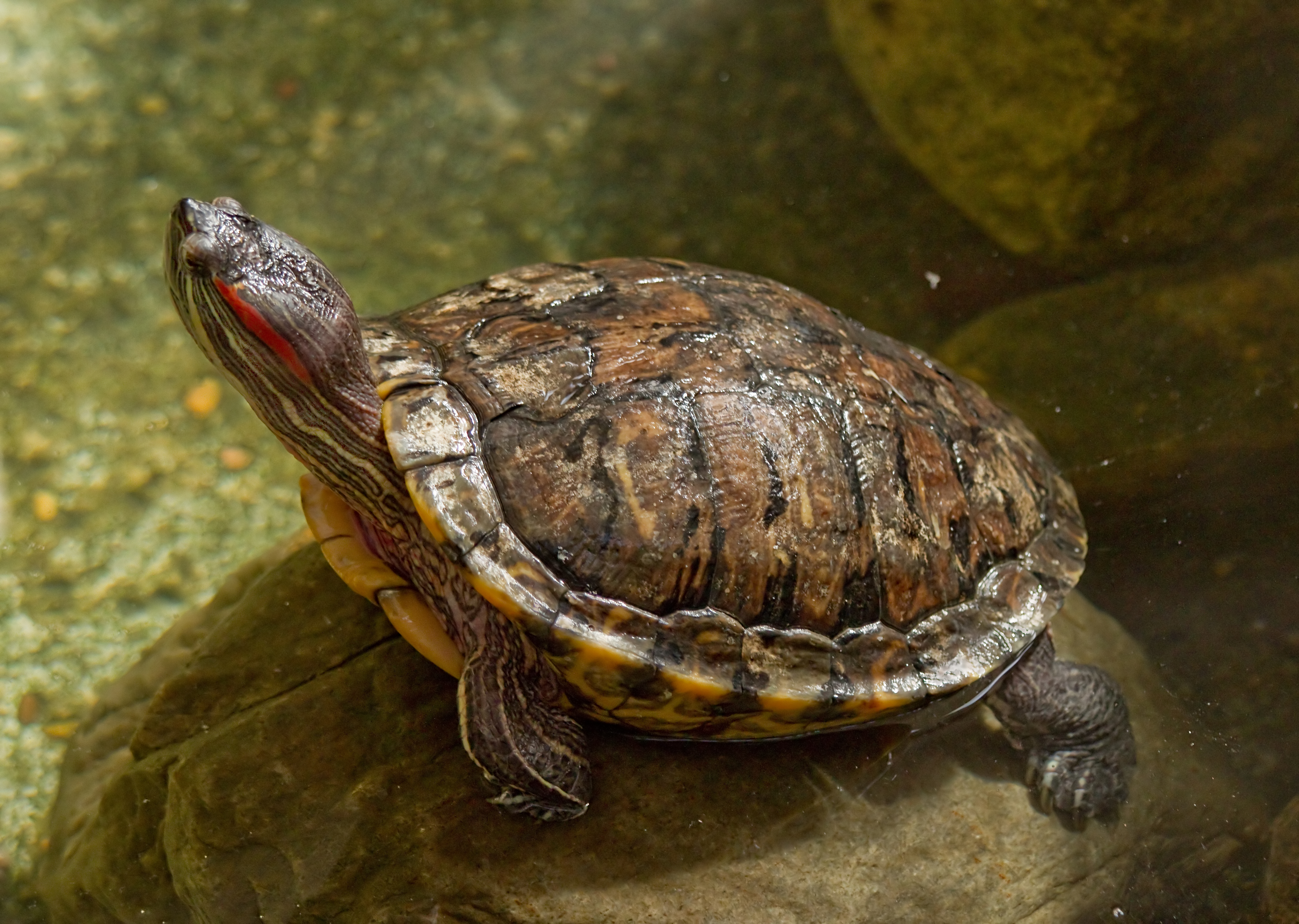
Красноухая пресноводная черепаха
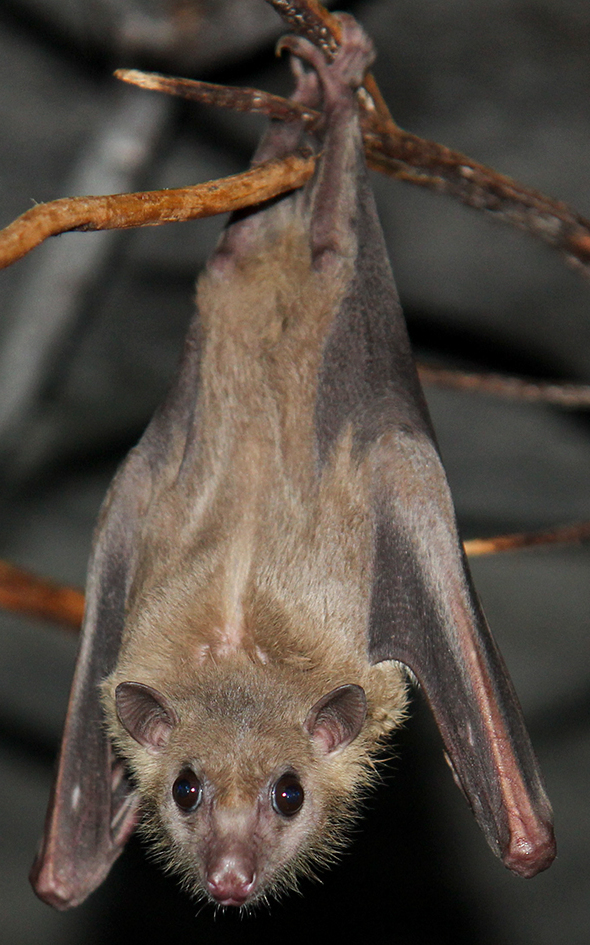
Египетская летучая собака
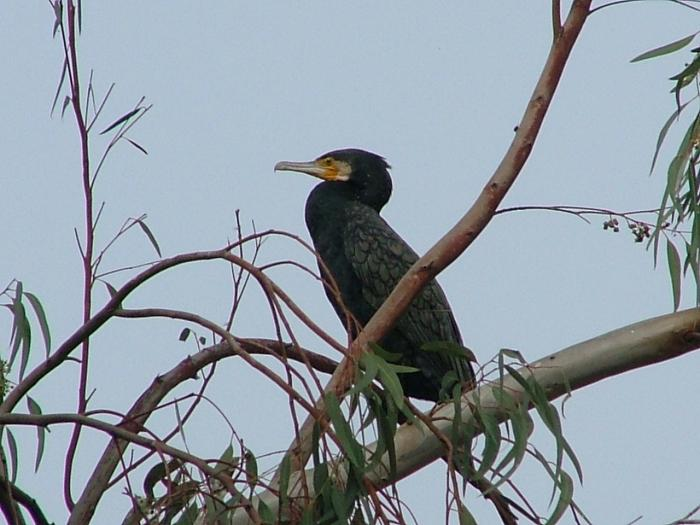
Большой баклан

Из животных следующие виды наблюдались в прошлом, но сегодня, скорее всего, уже не существуют: палестинская газель, хорьки, Meriones sacramenti, египетский тушканчик, лесной кот, барсук, камышовый кот, капский даман, полосатая гиена, и насекомоядные летучие мыши, например, широкоухий складчатогуб. Те дикие виды, которые смогли выжить в городе, живут на его окраине на немногочисленных открытых участках, сельскохозяйственных землях и заброшенных полях. Наблюдаются виды: белогрудый ёж, карликовая многозубка, белобрюхая белозубка, египетская песчанка, песчанка Андерсона, серые полёвки, переднеазиатская песчанка, обыкновенная лисица, обыкновенный шакал, капский заяц, средиземноморский нетопырь. На песке и песчаных почвах сохранились такие виды, находящиеся под угрозой исчезновения, как клиноголовый сцинк и Acanthodactylus schreiberi (последний — эндемик региона). Кроме того, на скалах куркара вдоль моря встречается краснокнижная средиземноморская черепаха, которая ранее была одним из самых распространённых земноводных в стране.
В городе встречается много видов птиц. Из певчих встречается большая синица, черноголовый щегол, обыкновенная зеленушка, палестинская нектарница, бюльбюли, чёрный дрозд, средиземноморская славка. Из водных были замечены малый пегий зимородок, белогрудый зимородок, большая белая цапля, жёлтая цапля, ночная цапля. В густых зарослях обитают тростниковая камышовка, изящная приния, бледная пересмешка, широкохвостая камышовка. Из хищных птиц известны обыкновенная пустельга, ушастая сова, обыкновенная сипуха. На застроенной местности обитают чёрный стриж, деревенская ласточка и воронки, а зимой встречается ещё множество видов. Также в городе появились несколько инвазивных видов, вытесняющих местные, особенно индийский кольчатый попугай и обыкновенная майна.

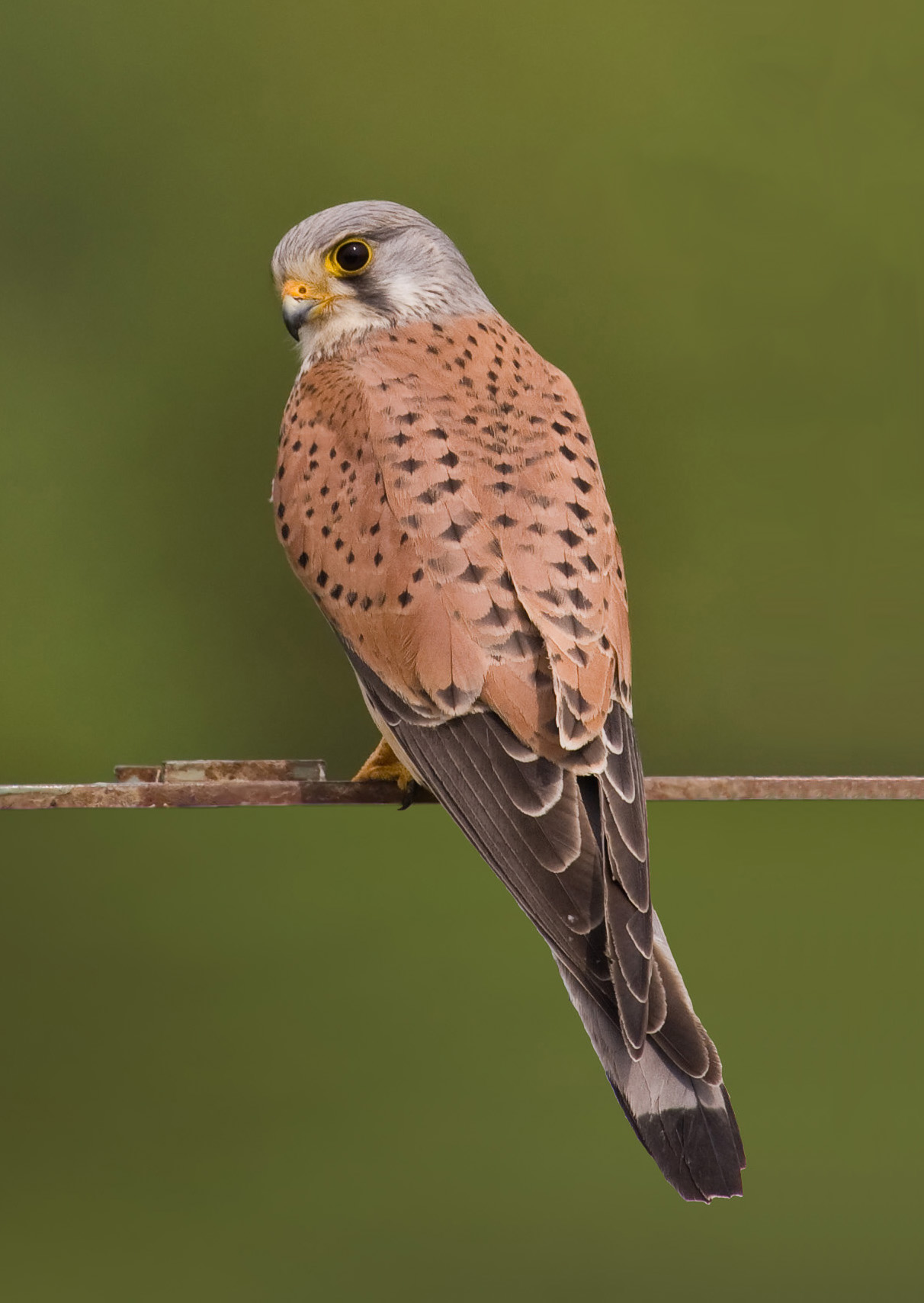
Обыкновенная пустельга
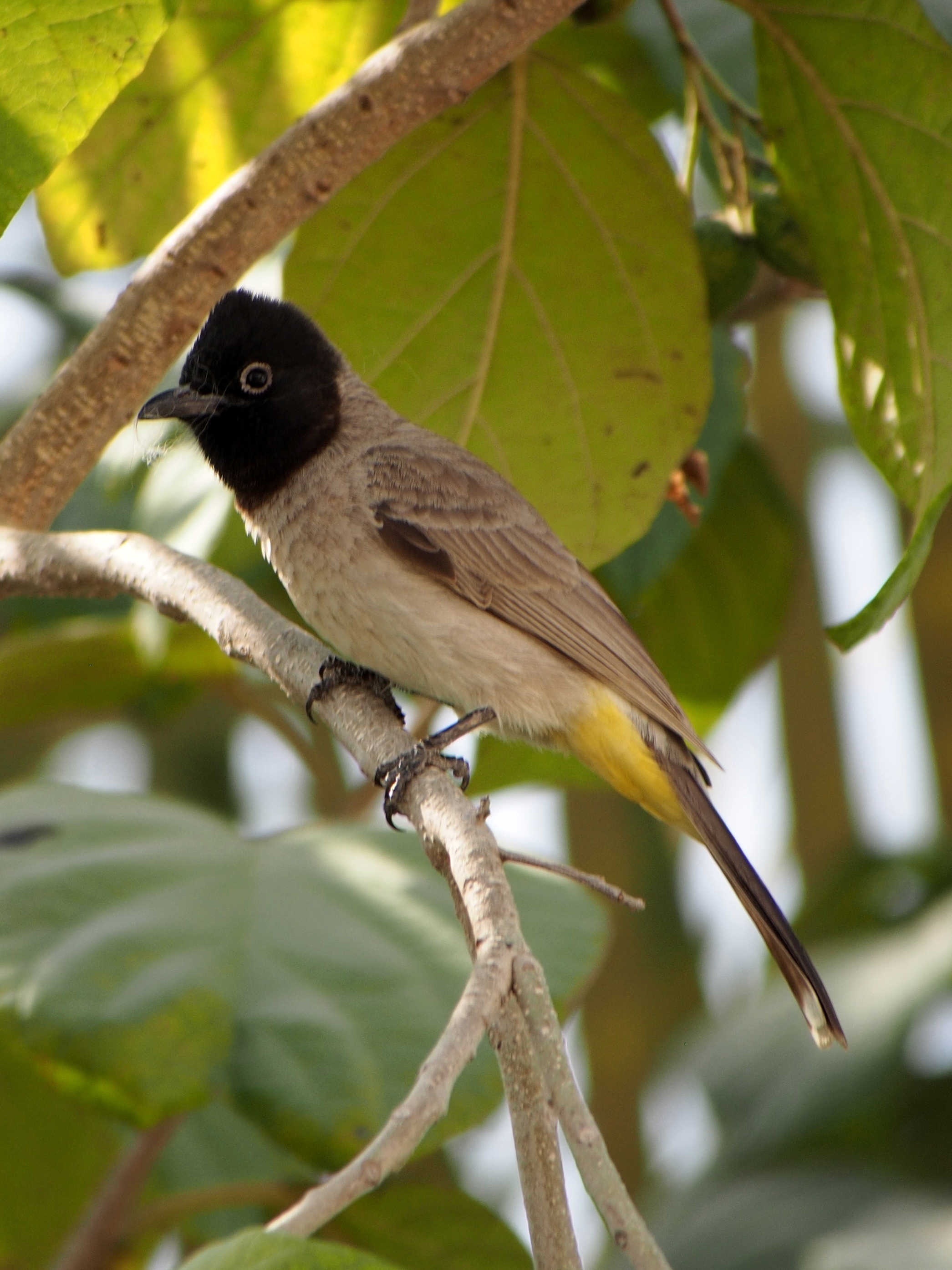
Желтопоясничный настоящий бюльбюль
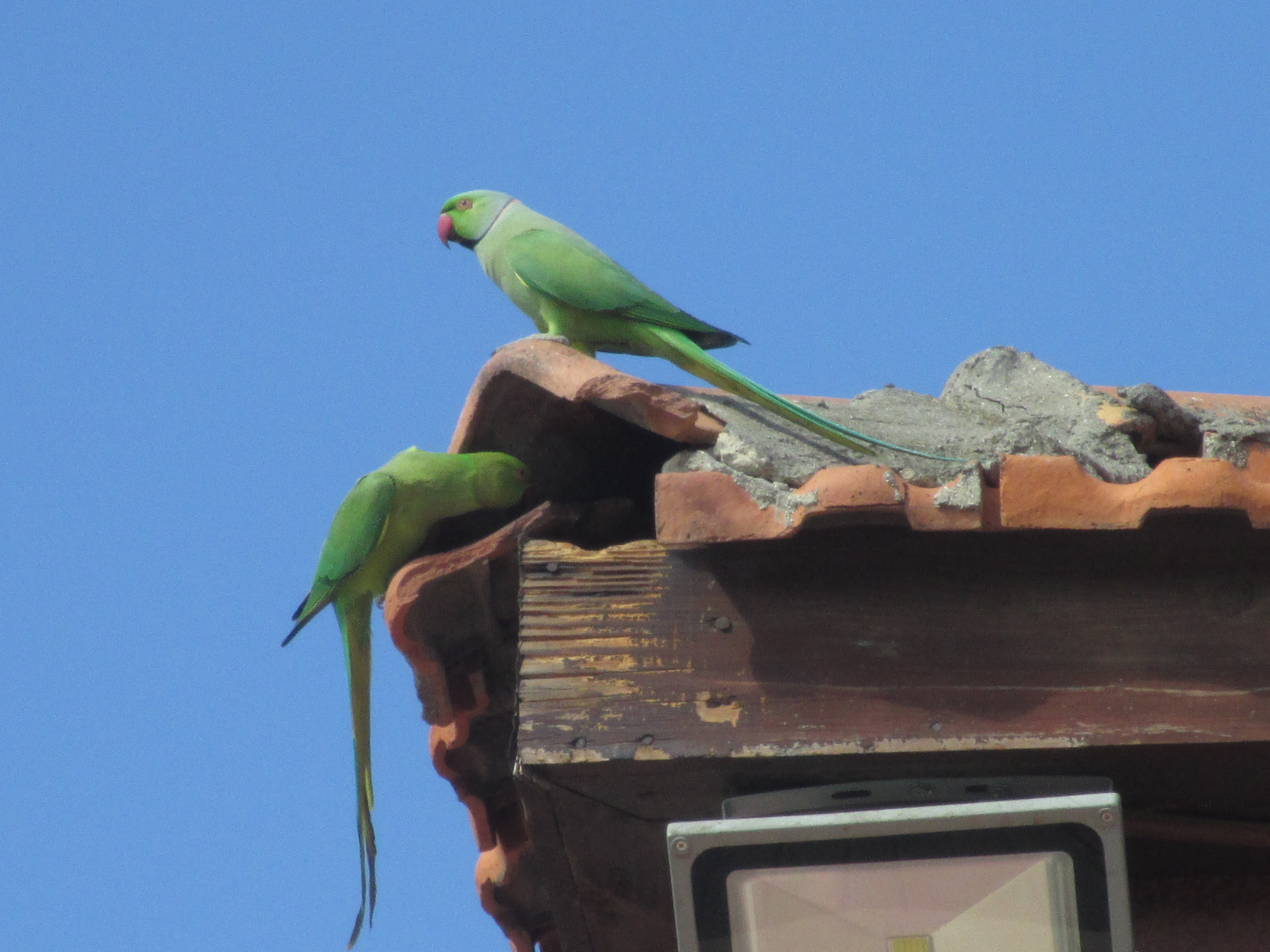
Индийский кольчатый попугай в Тель-Авиве
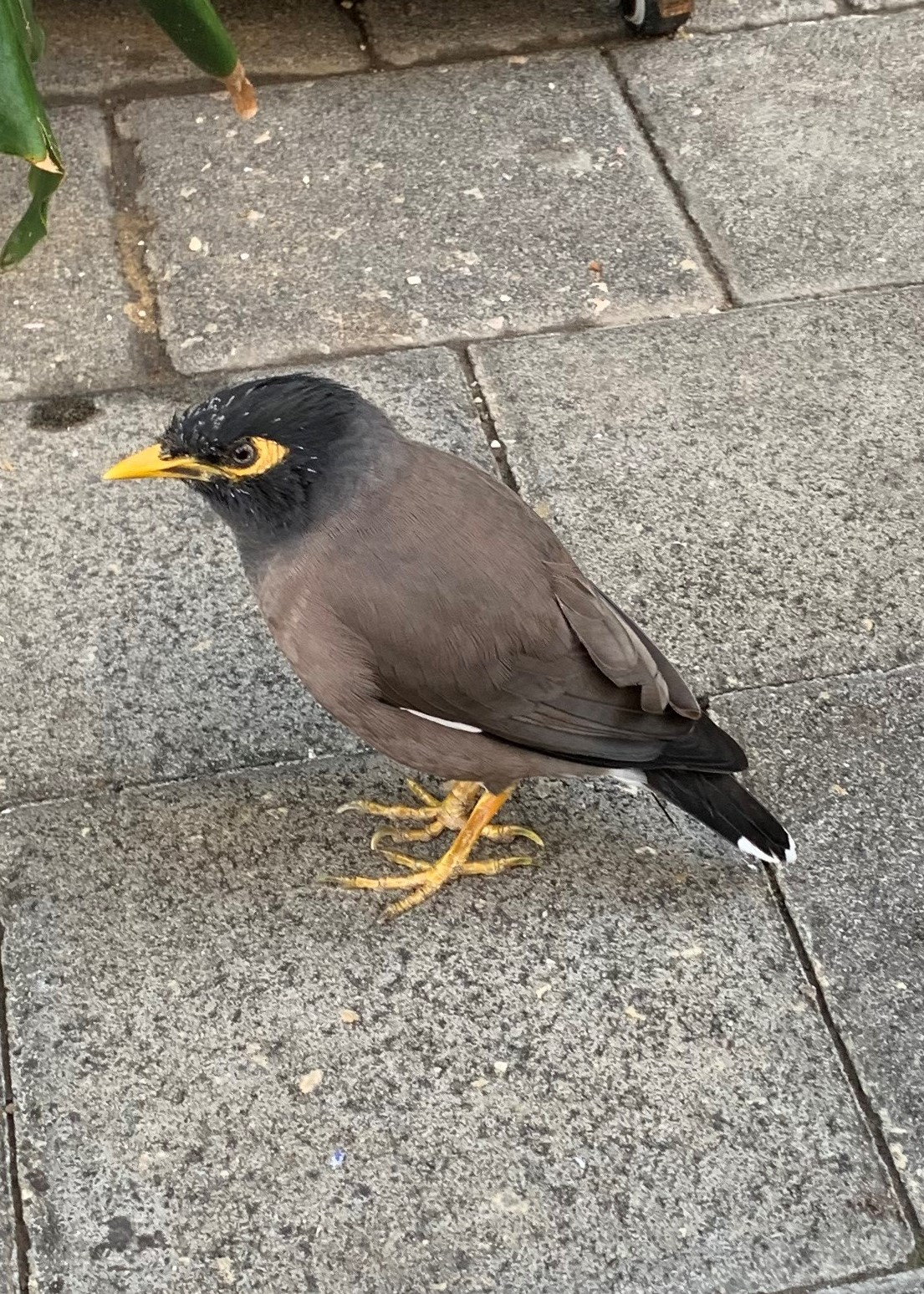
Обыкновенная майна в Тель-Авиве

### Экологическая ситуация
Согласно исследованию 2024 года, Тель-Авив занял 1267 место по загрязнению воздуха из 7812 городов по всему миру, что является худшим результатом, чем у Иерусалима и Хайфы. Особенно высоким является загрязнение в районе Центрального автовокзала.
Основными источниками загрязнения воздуха в городе являются транспортные средства и выбросы из электростанции Рединг. С 2001 года отмечено значительное улучшение качества воздуха, в том числе из-за перехода станции Ридинг в 2006 году с мазута на солярку и газ. В 2022 году не зарегистрировано первышений концентрации оксидов азота, кроме железнодорожных станций, но и там наблюдается улучшение ситуации. За редкими исключениями, концентрация озона в воздухе не превышает максимально допустимую.
Большая часть грунтовых вод в городе также загрязнена — по данным Минздрава Израиля и Управления водоснабжения за 1980—2011 годы, добыча воды из 2/3 скважин в округе была прекращена после превышения норм качества воды. Основными источниками загрязнения являются промышленность, в том числе оборонная, и сельское хозяйство. Загрязнение поверхностных и прибрежных вод возрастает во время первых осенних дождей и обильных осадков вообще. По сравнению с остальными регионами Израиля, в районе Тель-Авива высока доля загрязнённых почв, особенно в районах, где расположены или располагались заводы.
Долгие годы значителной проблемой города является загрязнение реки Яркон. До 1950-х годов она являлась второй в стране рекой по расходу воды, но в 1955 году большую часть её воды отвели на орошение полей на засушливом юге страны. Сброс в реку неочищенных или недостаточно очищенных стоков продолжался до 1970-х годов. В 1988 было основано Управление реки Яркон, занявшееся восстановлением реки. Тем не менее, загрязнение оставалось высоким. Так, в 1997 году, в ходе XV Маккабиады, на церемонии открытия игр пешеходный мост через реку обрушился, когда по нему проходила австралийская делегация. В результате погибло 4 и пострадало 35 человек, большинство из-за грибковых инфекций Pseudallerscheria boydii, заражающего лёгкие, начавшихся из-за пребывания в загрязнённой воде. Это привлекло внимание общественности к нерешённым проблемам реки. Маловодность не позволяла Яркону справляться с загрязнением, в конце XX века по нему протекало около 1 % исторического расхода воды. Для улучшения ситуации в реку вновь стали пускать больше воды, и началу 2010-х годов расход воды вырос до 850 м³/ч. Кроме того, в 2009—2011 годах были усовершенствованы водоочистные сооружения, что позволило довести качество сливаемой в реку воды до требуемых по закону значений. Также вдоль реки были разбиты сконструированные водно-болотные угодья, что позволило обеспечить более стабильные параметры качества воды.
Городские власти предпринимают различные усилия по сохранению городской природной среды. Например, в парке Ха-Яркон организован выпас овец, на открытых участках в городе восстанавливают сезонные водоёмы и создают новые, по городу высаживают местные виды растений, включая виды, привлекающие опылителей, и сеют цветы, характерные для городских почв.

### Административное деление

Карта административных районов Тель-Авива

Тель-Авив разделён на 9 административных районов (ивр. רובע‎), каждый из которых разделён на подрайоны (ивр. תת-רובע‎). Кроме того, в городе выделяются кварталы (ивр. שכונות‎), чьи границы не полностью совпадают с подрайонами. Иногда город также делят на несколько крупных частей: север города, лежащий за Ярконом (районы 1-2), центр города (районы 3-6), Яффа (район № 7), юг города (район № 8) и восток города, лежащий за автострадой «Аялон» (район № 9).
Агломерация Тель-Авива состоит из примерно 70 муниципалитетов, между которыми почти нет взаимодействия, за исключением вопросов канализационной инфраструктуры.
| Район № | Площадь (км²) | Население (тыс. чел.) | Процент общей площади | Процент населения города | Кварталы |
| ------- | ------------- | --------------------- | --------------------- | ------------------------ | --- |
| 1       | 13,13         | 57,6                  | 25,4 %                | 14 %                     | Глилот, Сде-Дов, Нофей-Ям, Тохнит-Ламед, Кохав-ха-Цафон, Рамат-Авив Гимель, Афека, Неве-Авивим, Рамат-Авив, Тель-Авивский университет                                                                 |
| 2       | 8,04          | 52,2                  | 15,6 %                | 13 %                     | Тель-Барух, Тель-Барух-Цафон, Маоз-Авив, Неот-Афека, Хадар-Йосеф, ха-Миштала, Ганей-Цахала, Рамот-Цахала, Цахала, Неве-Шарет, Ревивим, Неве-Дан, Рамат-ха-Хаяль                                       |
| 3       | 3,35          | 60                    | 6,5 %                 | 14,5 %                   | Ха-Цафон-ха-Яшан |
| 4       | 4,4           | 45,8                  | 8,5 %                 | 11 %                     | Ха-Цафон-ха-Хадаш, Бавли, Цамарот-Аялон |
| 5       | 3,02          | 37,4                  | 5,8 %                 | 9 %                      | Лев-Тель-Авив, Керем-ха-Тейманим, Неве-Цедек |
| 6       | 1,99          | 5,4                   | 3,9 %                 | 1,3 %                    | Ганей-Шарона, Монтефиори |
| 7       | 6,35          | 47,6                  | 12,3 %                | 11,5 %                   | Яффа (Аджами и Гиват-Алия, Цахалон, Старая Яффа, Яфо-Гимель, Неве-Голан, Яфо-Бет, Тель-Кабир, Неве-Офер, Михлелет-Яфо-Тель-Авив, Дакар, промышленная зона Цомет-Холон)                                |
| 8       | 3,33          | 28,6                  | 6,4 %                 | 6,9 %                    | Флорентин, Неве-Шаанан, Шапира, Кирьят-Шалом, Парк-ха-Хуршот |
| 9       | 8,10          | 79,8                  | 15,7 %                | 19,3 %                   | Нахалат-Ицхак, Бицрон, Рамат-Исраэль, Тель-Хаим, Рамат-Таясим, Орот, Яд-Элияху, ха-Тиква, Эзра, Аргазим, Левана и Едидия, Кфир, Неве-Барбур, Кфар-Шалем, Неве-Элиэзер, Неве-Хен, Нир-Авив, Парк-Даром |
| Итого   | 52            | 414,6                 | 100 %                 | 100 %                    | |

## История

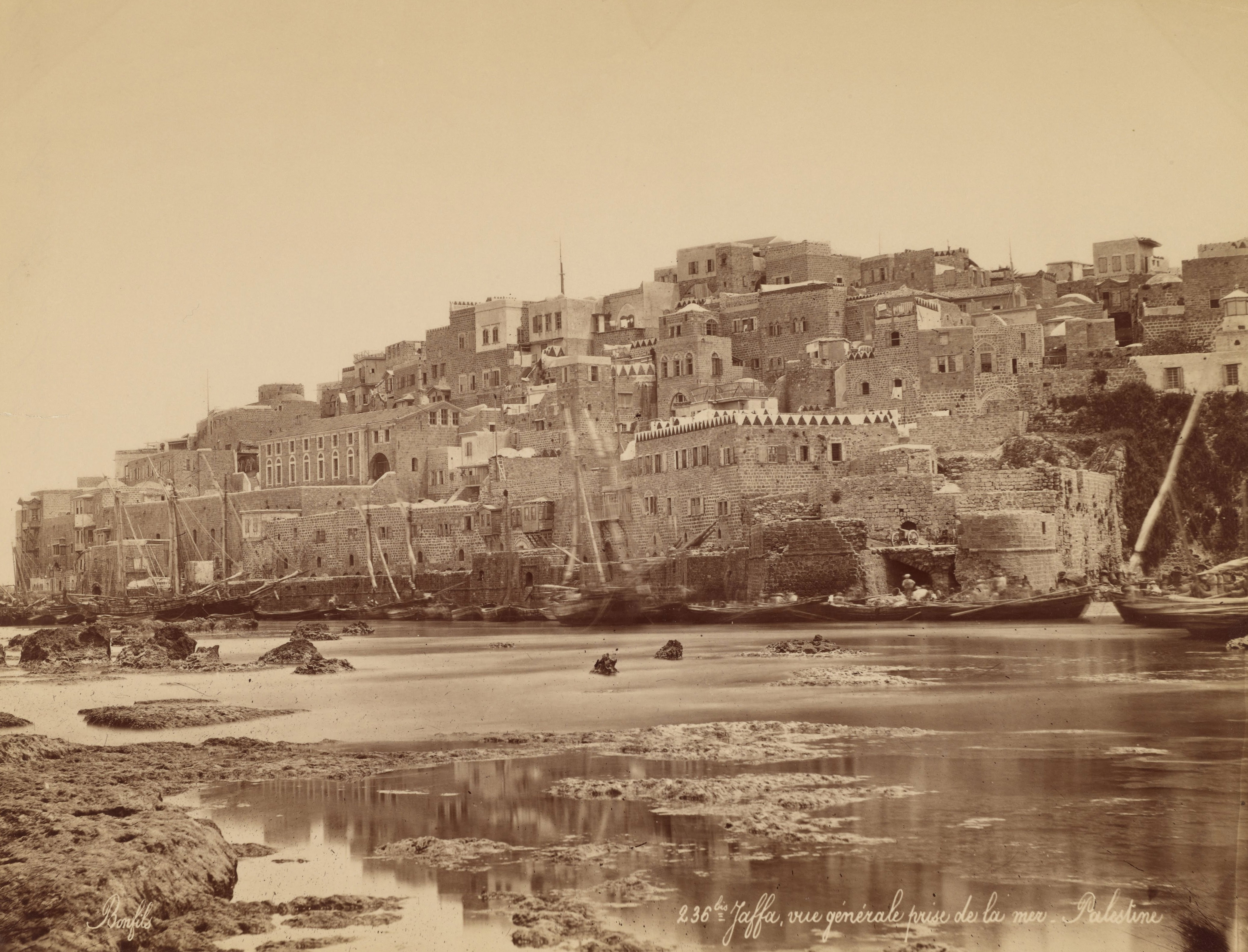
Яффский порт, снято между 1867 и 1870 гг.

Первое поселение на территории современного города появились в неолите, оно располагалось на берегах реки Яркон. В бронзовом веке поселения образовались также на Тель-Гриса и на яффском холме, они были окружены мощными укреплениями.
Благодаря защищённости от волн и ветров гавань Яффа превратилась в важный порт на этом участке побережья. С XVI по XIII века до н. э. Яффа находилась под властью египтян, а к концу VIII века до н. э. — под властью ханаанских царей. Позже городом владели ассирийцы, вавилоняне и персы. В IV веке до н. э. город был завоёван Александром Македонским, после чего на несколько веков Яффа стала греческим городом. Во II веке до н. э. в результате Маккавейской войны Яффа вошла в еврейское царство.
С 66 года до н. э. Яффу подчинил себе Рим, а в 66 году н. э. она была разрушена в результате еврейского восстания. В византийскую эпоху Яффа вновь стала важным торговым центром и главным портом Иудеи. В 636 году город был захвачен арабами и постепенно пришёл в упадок. В XII—XIII веках, во времена крестоносцев, Яффа была оживлённым городом, главным портом Иерусалимского королевства и его опорным пунктом. В начале XIV века мамлюки, опасавшиеся нового крестового похода, разрушили до основания все прибрежные города, включая Яффу.
В XVII веке, при османах, город и порт начали возрождаться, в том числе благодаря прибывающим в Иерусалим паломникам, стали развиваться сельское хозяйство и промышленность. Во второй половине XVIII века Яффа сильно пострадала в ходе войн правителя Галилеи Захира аль-Умара со своими соседями, а в 1799 году Яффу захватил и в очередной раз разрушил Наполеон. Город интенсивно развивался в начале XIX века, после его захвата египтянами в 1831 году развитие только ускорилось. В середине XIX века на юге Яффы были основаны новые арабские районы и предприняты первые попытки основать в Яффе иностранное поселение. На протяжении XIX века Яффа превратилась из незначительного городка в важнейший порт региона и второй город по населению после Иерусалима.

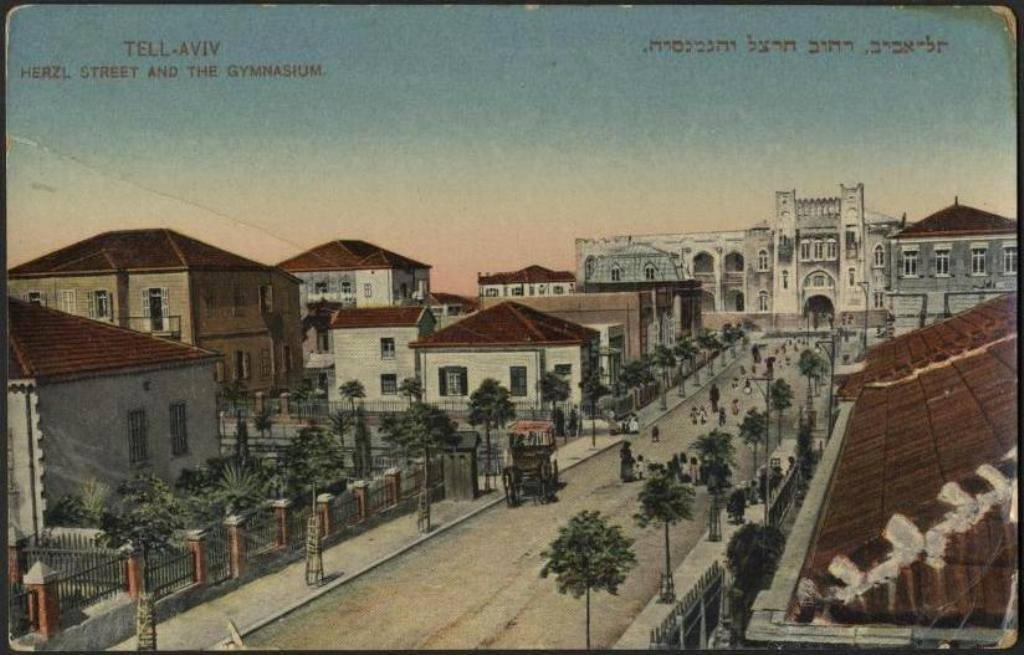
Вид на Тель-Авив, ок. 1910

Еврейская община города тоже росла, особенно после начала первой алии в 1882 году. Нехватка жилья и высокая плотность населения привели в 1887—1890 годах к основанию первых еврейских районов за городскими стенами — Неве-Цедека и Неве-Шалома.
В 1906 году было основано общество «Ахузат Баит», целью которого было строительство за пределами старой Яффы еврейского района европейского типа для обеспеченных жителей. Оно приобрело землю в 2 км от города, и 11 апреля 1909 года была проведена лотерея, в которой были разыграны участки. Этот день считается днём основания Тель-Авива. В мае началось строительство первого дома, а в октябре в свои дома въехали первые 10 семей. В следующем году район получил своё нынешнее название — Тель-Авив.
В декабре 1911 года в Тель-Авив из Яффы переместилась гимназия «Герцлия» — первая старшая школа в Палестине, где преподавание шло на иврите. В первые годы она являлась важным источником дохода жителей района. Вслед за гимназией в Тель-Авив постепенно перешли большинство еврейских учреждений и организаций, располагавшихся в Яффе. На участках вокруг Тель-Авива тоже стали появляться новые районы, вскоре объединявшиеся с Тель-Авивом. Важной причиной являлось наличие в Тель-Авиве насосной станции. Во время Первой мировой войны развитие города остановилось, торговля резко сократилась. В марте 1917 года, с приближением линии фронта к городу, жители Тель-Авива были принудительно эвакуированы. Они расселились по разным еврейским поселениям, и смогли вернуться лишь в конце года, после того, как англичане захватили город.

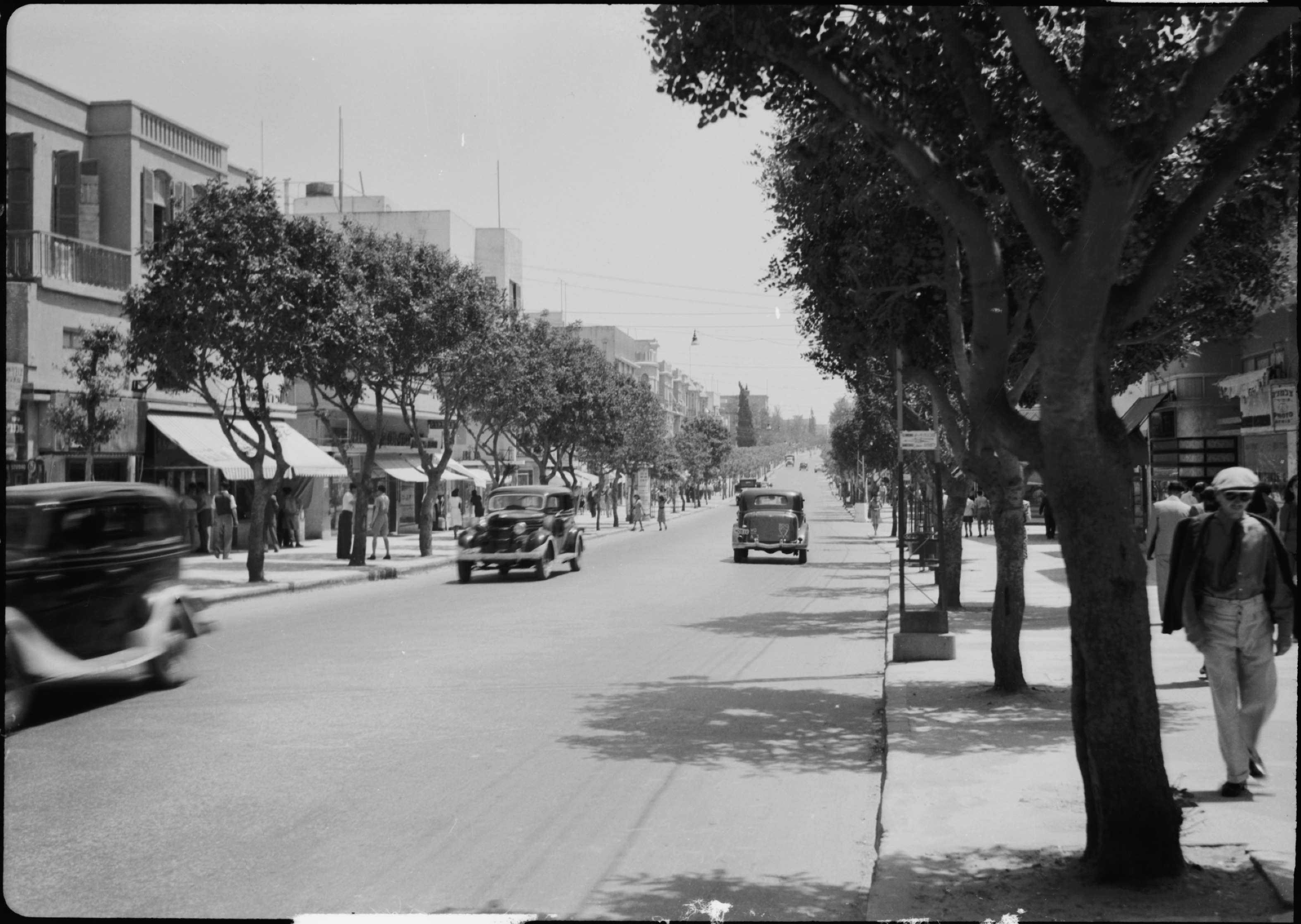
Улица Алленби в 1934 году

После войны, во время британского правления, город быстро рос в результате волн еврейской иммиграции — третьей (1919—1923), четвёртой (1924—1929) и пятой (1929—1939) алии. Прибывшие из Европы евреи приносили с собой капитал, навыки и повышали спрос на жильё; недвижимость и строительство занимали большую долю в городской экономике. Антиеврейские беспорядки в Яффе, включая погром 1921 года и беспорядки 1929 года приводили к оттоку еврейского населения города в Тель-Авив. Также в 1920-е и 1930-е годы в городе было заметно противостояние рабочих партий и ревизионистов, которое неоднократно приводило к столкновениям, пик которых пришёлся на 1933—1934 год из-за убийства политика Хаима Арлозорова. В 1921 году Тель-Авив получил статус тауншипа, что позволило ему стать почти полностью независимым от Яффы, а в 1934 — города. Во время арабского восстания 1936—1939 годов множество жителей города погибло и было ранено в результате нападений арабов, в ответ на арабов нападали еврейские подпольные группы. Параллельно еврейские организации боролись против британских властей, ограничивавших еврейскую иммиграцию в Палестину.
Во время Второй мировой войны город дважды бомбили — в 1940 году итальянцы, а в 1941 — немцы. После войны возобновилась борьба евреев против британцев. В ответ на нападения на военных англичане неоднократно вводили в городе комендантский час и проводили операции по поимке подпольщиков. Во время крупнейшей из них (операция «Акула») было задержано 787 человек и обнаружены 5 складов с оружием. Также возобновились столкновения между евреями и арабами, с обеих сторон гибли люди. После голосования в ООН по плану разделу Палестины, столкновения стали более масштабными, на границе города с Яффой происходили перестрелки. В конце апреля силы Хаганы и Иргуна захватили окружающие деревни и окружили Яффу, что привело к бегству большинства жителей города. 14 мая 1948 года в городском музее состоялась церемония провозглашения независимости Государства Израиль. В течение войны за независимость город неоднократно бомбили египтяне. С началом войны Тель-Авив стал временной столицей еврейского государства. Летом 1948 года в Тель-Авиве произошли столкновения между Хаганой и Иргуном, в ходе которых был потоплен корабль «Альталена».
После образования Государства Израиль парламент и правительство перебрались в Иерусалим, и город потерял политическое значение. В 1950 году к Тель-Авиву была присоединена Яффа. В первые годы благодаря притоку репатриантов население города выросло на 100 тыс. человек, но к началу 1960-х рост остановился. В результате политики рассредоточения населения и нехватки земли начался отток населения в окружающие города. Тем не менее, Тель-Авив сохранил роль коммерческого, банковского и финансового центра Израиля. В 1967 году, во время Шестидневной войны, город подвергся артиллерийским обстрелам с иорданской территории; в 1970-е годы он пострадал от терактов, крупнейшим из которых стал захват гостиницы «Савой». После принятия 478-й резолюции СБ ООН в Тель-Авив из Иерусалима переместились почти все иностранные посольства, располагавшиеся там.

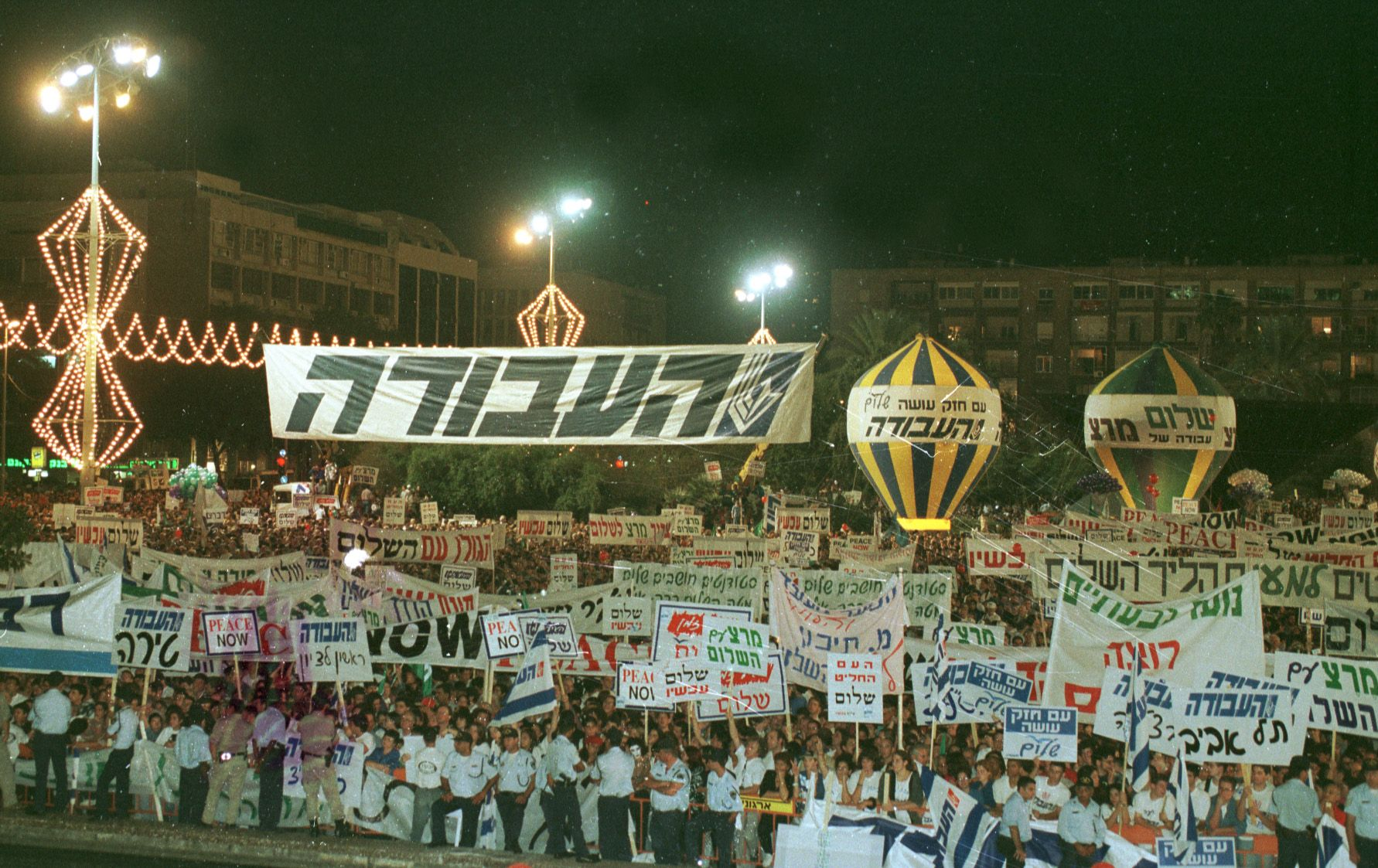
Митинг в поддержку мирного процесса, 1995

В 1980-е в город начала возвращаться молодёжь, центр города был отремонтирован и благоустроен, магазины стали работать допоздна, а места развлечений открылись по субботам. В конце 1980-х в городе резко выросло число рабочих мест, в основном в отраслях финансов и бизнеса. Возросло разнообразие культурных мероприятий, что притягивало туда людей. В период между 1989 и 1993 годами город принял множество репатриантов из СССР. В начале 1990-х годов город пострадал от иракских обстрелов и от терактов во время первой интифады. В 1995 году на площади Царей Израиля был убит премьер министр Ицхак Рабин. В начале 2000-х в городе произошла новая волна терактов, но городская экономика продолжала расти, особенно в сфере высоких технологий и стартапов. В 2010-х и 2020-х годах город был центром крупных протестных движений, таких как палаточные протесты против высоких цен и протесты против судебной реформы.
В 2021 году южная часть города пострадала от межэтнических беспорядков, в 2023 году там произошли столкновения иммигрантов из Эритреи.
В 2023 году открыта легкорельсовая транспортная система Тель-Авива.

## Население
По данным Центрального статистического бюро Израиля, население на начало 2020 года составляло 460 613 человек.Тель-Авив является вторым (после Иерусалима) по величине городом страны. На 2021 год плотность населения составляла 7600 чел/км².

Демографическая пирамида Тель-Авива в 2021

В 2021 году 94,3 % населения города составляли евреи; арабы составляли 4,8 % (из них 83,3 % мусульмане, а 15,7 % — христиане). Существует маленькая община друзов. Большая часть евреев — ашкеназы, хотя их доля снижается. На начало XXI века около 60 % еврейского населения считало себя светскими, около трети — соблюдающими традиции и 8 % — религиозными. По данным 2015 года, религиозными себя считали 4,7 % жителей, а соблюдающими традиции — 8,7 %. В 1990-х годах город испытал приток гастарбайтеров, которые к 2000 году составляли уже около 16 % (по другим данным — 9 %) его населения. В начале 2000-х власти стали прилагать усилия по депортации нелегальных мигрантов, что привело к сокращению количества мигрантов до примерно 50 тыс. человек в начале 2010-х годов. Кроме того, в городе живёт немало беженцев из Африки, чьё количество, по оценкам, тоже достигает около 50 тыс.
Общее население агломерации Тель-Авива составляет 4,4 млн человек (2023), она является крупнейшей в мире по количеству евреев (на 2 месте — Нью-Йорк).
Естественный прирост населения составляет 1,7 % (9,6/1000 чел.), суммарный коэффициент рождаемости на 2020 год составляет 1,84. 14,4 % населения — репатрианты, приехавшие после 1990 года; на 2014 год репатрианты из СНГ составляли 9 % населения.
На конец 2024 года около 21 % жителей составляют дети до 18 лет, около 19 % — пенсионеры. 80,4 % выпускников школ получили аттестат зрелости, 50,4 % населения имеют свидетельство о высшем образовании. Около 45 % выпускников школ начинают учиться в ВУЗах, что более чем вдвое выше, чем в Иерусалиме. Средняя зарплата на 2019 год составила 12 591 шекелей. Население богаче, чем в среднем по стране, особенно это верно для северного Тель-Авива. Несмотря на это, на начало XXI века около 13 % его жителей считались бедными, а 16 % получали помощь от муниципального отдела социальных услуг. Высок процент родителей-одиночек. Из городов с населением более 200 тыс. человек в Тель-Авиве было больше всего людей, занимающихся общественной или политической деятельностью — 27,2 %.
Характеризуется высоким уровнем маятниковой миграции, ежедневно в город приезжают на работу сотни тысяч человек.
Динамика численности населения города:

## Экономика

### Общая характеристика

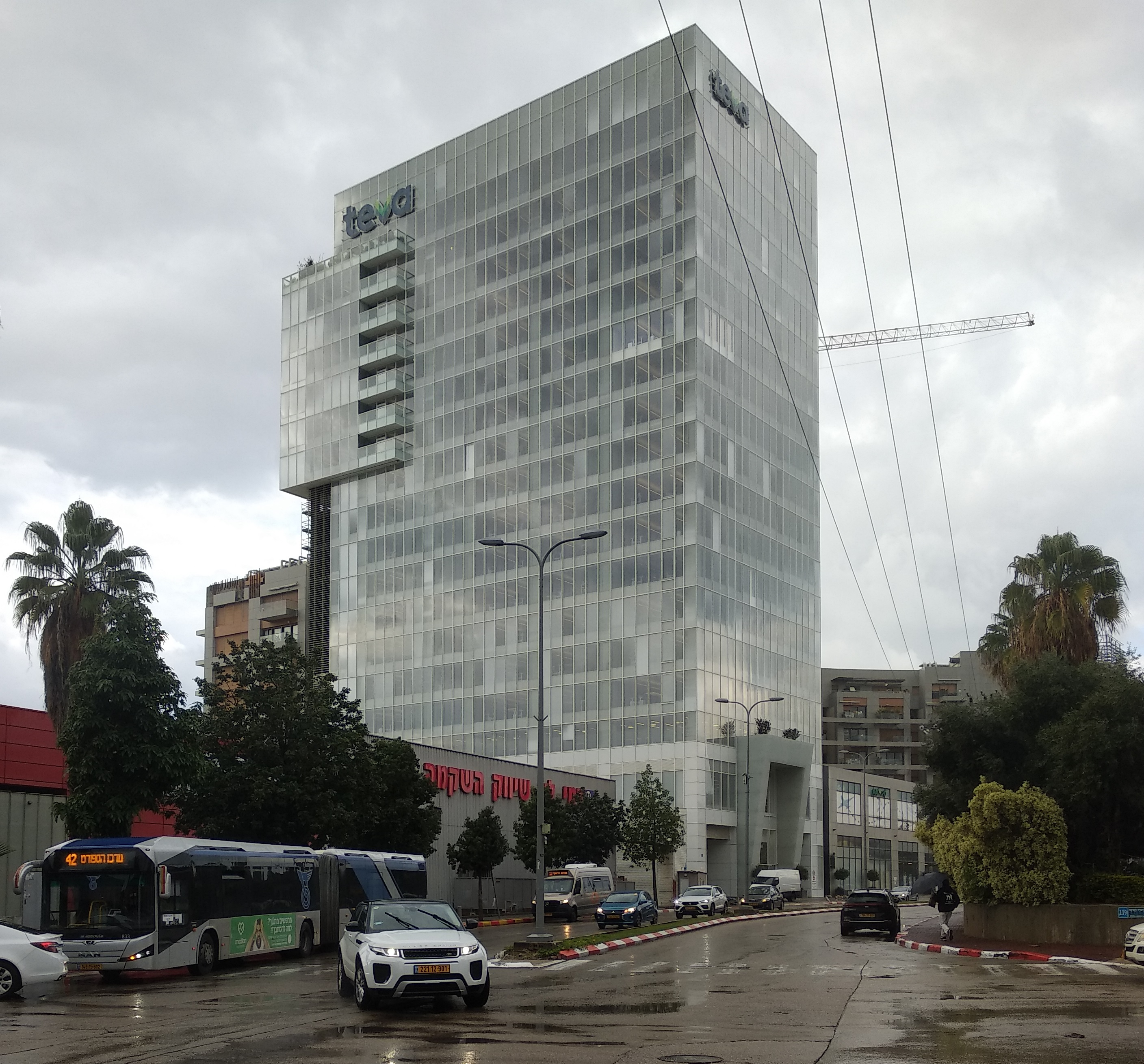
«Teva Pharmaceutical Industries»

Тель-Авив и окружающая его агломерация Гуш-Дан занимают центральное место в израильской экономике, наиболее развита сфера услуг. В городе сконцентрирована шестая часть рабочих мест страны, 2/5 мест в финансовой сфере и четверть мест в сфере высоких технологий. В тель-авивской агломерации на 2008 год сконцентрирована почти половина рабочих мест в стране. ВРП агломерации на 2012 год составлял 132 млрд долларов, то есть более половины ВВП страны. В Тель-Авиве находятся почти все штаб-квартиры банков и страховых компаний страны, там же расположена единственная биржа Израиля. Доля промышленности в городской экономике постепенно снижается, но в области высоких технологий Тель-Авив является центром мирового уровня, там действует множество стартапов. Кроме этого, важными отраслями промышленности являются химическая и пищевая. Город также является центром оптовой и розничной торговли. Некоторую роль в экономике Тель-Авива играет туризм, он занимает второе место после Иерусалима по количеству иностранных туристов (около 2 млн в 2017 году). Ведущими промышленными компаниями являются фармацевтические «Teva», «Perrigo», «Neurim» и «Phibro», а также «Shalon» (биохимическая защита) и «Supergum» (резиновые и пластмассовые изделия). Также Тель-Авив является центром израильской алмазообрабатывающей промышленности, одним из крупнейших в мире.

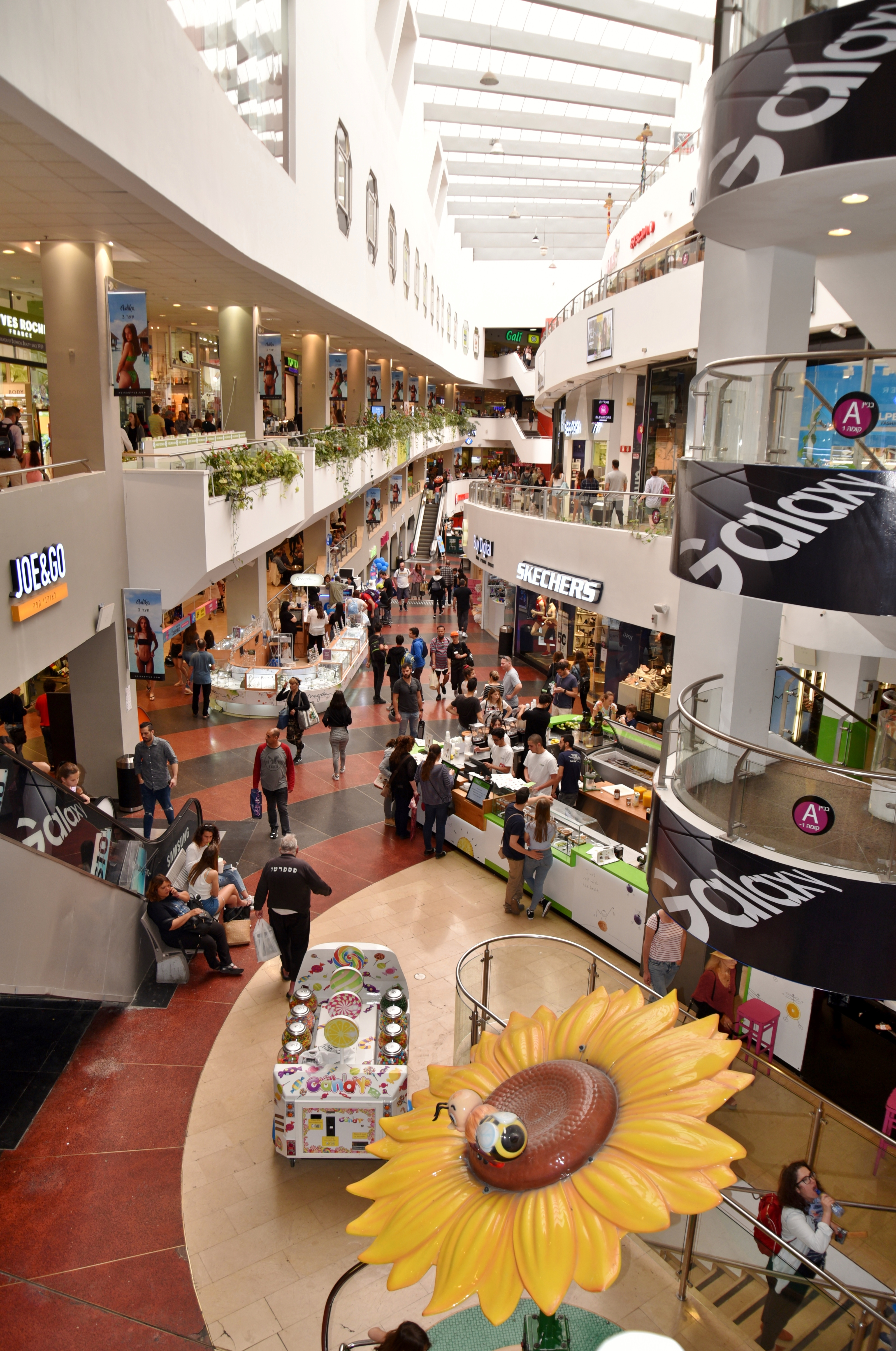
«Дизенгоф-центр»

Тель-Авив входит в т. н. «Форум 15», группу 15 богатейших городов страны, не получающих субсидий от государства. Бюджет города на 2025 год составил 9,16 млрд шекелей.
Тель-Авив занимает пятую строчку рейтинга Expert Market: город является одним из глобальных лидеров по количеству стартапов на квадратный километр (на втором месте по концентрации хай-тек компаний после Кремниевой долины). В 2024 году, несмотря на войну, город попал на 4 место в мире по привлекательности «хай-тек экосистемы». Город прилагает усилия по развитию высокотехнологичного сектора, в том числе вводя для них низкие налоги и открывая коворкинги. На 2023 год в городе действуют 2731 технологическая компания, 164 международных центра R&D, 346 инвестиционных офисов. На Тель-Авив приходится 33 % технологических компаний страны и 59 % стартапов стоимостью более $1 млрд, доля последних в Тель-Авиве — наивысшая из городов мира в 2023 году. Большинство компаний этого типа занимаются исследованиями в области искусственного интеллекта и машинного обучения.
На конец 2000-х годов Тель-Авив считался глобальным городом бета-категории (наравне с такими городами, как Берлин и Стокгольм). В 2024 году он занял 30-е место в рейтинге глобальных городов Oxford Economics Global Cities Index. Он уникален среди глобальных городов тем, что не является региональным узлом и не имеет экономических и прочих связей с соседними странами.
Изначально в Тель-Авиве не существовало промышленной зоны в современном понимании. Мелкие заводы и мастерские образуют редкую полосу, протянувшуюся от юго-запада (Яффа) до северо-востока города, приблизительно вдоль Яффского бульвара. Кроме того, подобные бизнесы расположены вдоль реки Аялон и дороги Тель-Авив-Петах-Тиква. Из-за роста цен на землю многие из них покидают этот район и продают землю застройщикам.
На северо-востоке города расположена большая промышленная зона Рамат-ха-Хаяль, где до недавнего времени были сосредоточены многие фирмы в сфере высоких технологий. Восточнее неё расположен парк высоких технологий «Атидим», основанный совместно муниципалитетом и Тель-авивским университетом. Также многие хай-тек компании расположены в пригородах — Герцлии и Нес-Ционе.
Основными торговыми зонами в городе являются ТЦ Рамат-Авив, тель-авивский порт, площадь ха-Медина, улица Дизенгоф и Дизенгоф-центр, район Лев-Тель-Авив, ТЦ Ган-ха-Ир, ТЦ Азриэли, ул. Шенкин и Неве-Цедек, а также блошиный рынок в Яффе. ТЦ Азриэли имеет 37 тыс. м² торговых площадей, там располагается 200 торговых заведений. Дизенгоф-центр имеет 45 тыс. м² торговых площадей, на которых располагаются 350 бизнесов. Он необычен и своей планировкой, и обилием небольших нишевых бизнесов. По оценкам, в городе сосредоточено около половины ресторанов страны, в том числе самые престижные. Также он играет большую роль в индустрии развлечений — там находятся многочисленные театры и кинотеатры.
Ранее центральный деловой район города занимал область вокруг нынешнего небоскрёба «Шалом Меир» и в районе Кирьи, также многие офисы были сконцентрированы в районе улиц Нахалат-Биньямин—Герцль. Позже подобные скопления образовались на месте бывшего района Маншия, вдоль улицы Шауль-ха-Мелех (на северо-западе города) и вдоль автострады «Аялон». Торговля и бизнес также сосредоточены в районах Флорентин, Монтефиори, Ракевет и на северо-западе Яффы. Немногим более скромная бизнес-активность наблюдается в районах Неве-Шаанан, Керем-Тейманим, на северо-востоке Яффы и в районе рынка Кармель и Центрального автовокзала. Старый центр города и район Ха-Цафон-ха-Яшан являются зонами развлечений и отдыха, где работает множество кафе, пабов и ресторанов. Также подобные зоны есть на окраине города.
Тель-Авив является и туристическим центром, в том числе в области делового туризма — в городе проводится множество международных конференций. Поэтому среди гостиничных номеров высока доля пятизвёздочных. Городские гостиницы расположены вдоль побережья. В 2010 и 2011 годах город вошёл в десятку «городов, которые стоит посетить» по рекомендации компании Lonely Planet, а журнал National Geographic включил его в десятку «лучших пляжных городов мира». По данным компании MasterCard, в 2012 году он стал самым посещаемым туристическим направлением на Ближнем Востоке и в Африке.
Стоимость жизни в Тель-Авиве — одна из самых высоких в мире, в 2021 году он был назван самым дорогим городом мира, обогнав Париж и Сингапур.
На конец 2023 года процент безработных в городе составил 2,5 % (в 2025 году — 4,7 % в Тель-Авивском округе). Процент занятых старше 15 лет в Тель-Авивском округе составил 66,1 % на начало 2025 года.

### Коммунальное хозяйство
Питьевую воду поставляет в основном национальная компания «Мекорот» (41 млн м³/год, 90 % всей воды) через Всеизраильский водопровод и водовод Яркон-Негев из Тивериадского озера и опреснительных станций; 10 % добывает муниципалитет из местных скважин. Город является одним из крупнейших потребителей воды в Израиле. Внутри города за водоснабжение с 2010 года отвечает муниципальная компания Мей-Авивим. До 1957 года для водоснабжения использовалась только грунтовые воды, поступающие из колодцев на территории города. К 1950-м годам местные запасы были исчерпаны, началось засоление водоносного горизонта, к концу 1950-х дошедшее на 3,5 км от берега. В 1958 году городской водопровод подсоединили к трубам из Рош-ха-Аин, где находятся источники, питающие Яркон. Постепенно всё больше воды поступало оттуда: в 1963 году 70 %, в 1987 — 94 % городской воды. В 2023 году общий расход воды муниципалитета составил 48 478 245 м³, из этого около 2/3 составило домашнее потребление. Средний расход воды на душу населения в Тель-Авиве составляет около 65 м³ в год.
Сточные воды Тель-Авива через центральный коллектор направляются на водоочистную станцию компании Шафдан в Ришоне-Леционе, отвечающую за очистку всех стоков Гуш-Дана. Сегодня к этой станции подсоединены 24 муниципалитета. Очищенная вода поступает в Негев, где используется для полива полей. Кроме очистки вод, компания также проводит инспекции источников сточных вод и предотвращает загрязнение воды.
Ежедневно в городе выбрасывают 1156 тонн мусора, что составляет 2,4 кг/день на жителя. Около трети мусора перерабатывается.
C 1938 по 2022 год основным источником электроэнергии в городе являлась расположенная устье Яркона электростанция Рединг. Согласно принятому в 2018 году решению, до 2021 Рединг должны были продать частному инвестору. В 2022 станция была временно закрыта для удаления асбеста, но после завершения работ в начале 2024 года было принято решение не восстанавливать работу станции, а заменить её накопительной электростанцией. В 2021 году Управление по электроэнергии предупреждало, что полное прекращение работы Рединга приведёт к перебоям с поставками электроэнергии в Тель-Авиве начиная с 2027 года. Существуют планы строительства новых электростанций в центральном Израиле, которые должны частично компенсировать остановку Рединга. Около 4 % электроэнергии производится в городе из возобновляемых источников.

## Органы власти и госучреждения

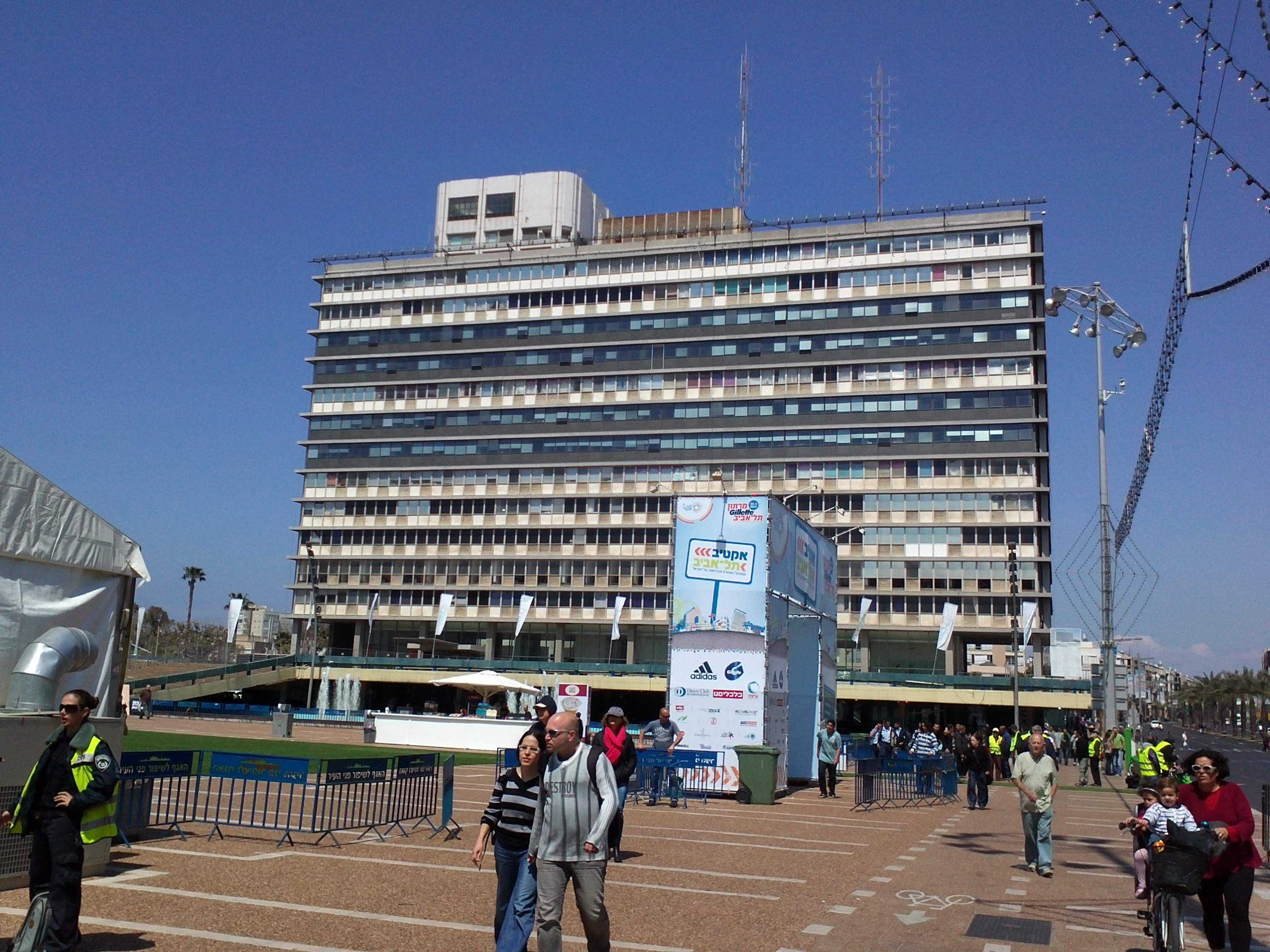
Муниципалитет Тель-Авива сегодня

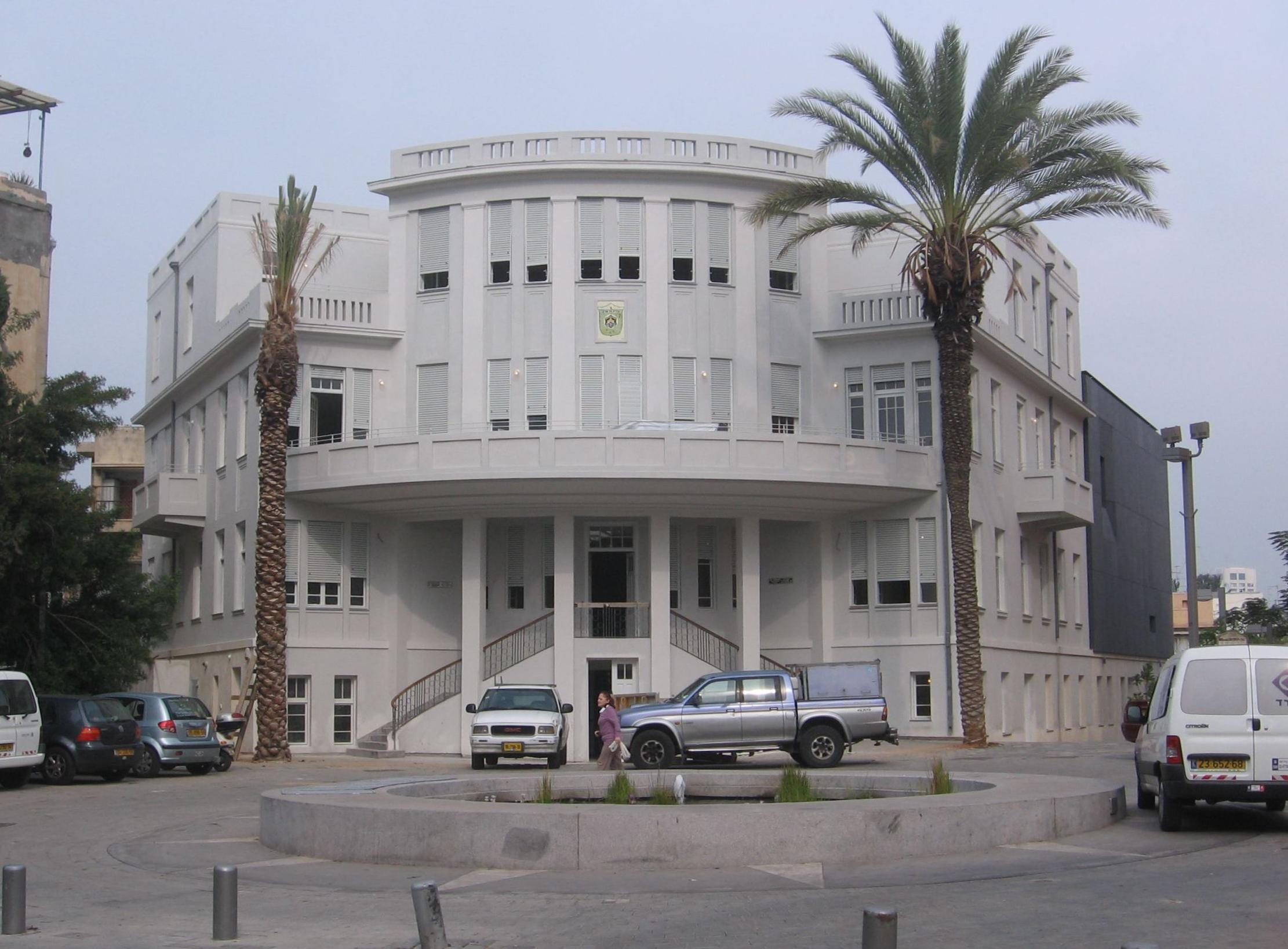
Муниципалитет Тель-Авива, 1925—1965

Городом руководит городской совет из 31 членов во главе с мэром. Нынешним мэром города является Рон Хульдаи. В горсовете Тель-Авива представлены следующие фракции (на 2025 год): «Тель-Авив 1» (партия мэра Хульдаи, 7 представителей), «Мерец» (5), «Еш Атид» (4), «Кулану-ха-Ир» (3), «Ха-Тель-Авивим» («тель-авивцы», 2), «ХЙ — Хилоним Йеруким» («зелёные светские», 2), ШАС (2), «Мааминим» («верующие», 2), «Ликуд» (1), «Гимлаим» («пенсионеры», 1), «Тиква хадаша» («новая надежда», 1), «Цеирим» («молодые», 1).
C 1925 по 1965 городской муниципалитет заседал в здании на улице Бялика, которое сегодня превращено в музей. В 1965 году мэрия переехала в нынешнее 12-этажное здание на площади Рабина (в то время называвшуюся «площадью Царей Израиля»). В 2024 году неподалёку от него было завершено новое 24-этажное здание, куда перешли часть отделений мэрии.
Тель-Авив всегда был оплотом либеральных сил, представляющих интересы среднего класса. Город был построен с помощью частного капитала и поддерживал автономию по отношению к сионистским центральным органам. Городские власти брали на себя многие функции, обычно являющиеся прерогативой правительства. Они финансировали городские системы образования и здравоохранения. Контраст усиливало доминирование в городе общих сионистов, в то время как в центральных органах еврейской общины преобладали социалисты. После основания государства город потерял былое значение. Тем не менее, и сегодня политический вес города в некоторых случаях позволяет ему участвовать в формировании политики в таких областях как образовании наравне с министерствами, а иногда и проводить собственную политику, идущую вразрез с государственной (например, в случае нелегальных мигрантов или сексуальных меньшинств, чьи права город открыто поддерживает). Иногда отрицательно настроенные по отношению к Израилю СМИ называют Тель-Авив его столицей.
В конце 1949 года кнессет и правительство перебрались из Тель-Авива в Иерусалим, но многие отделения министерств остались в Тель-Авиве.
В 1977 году правительство приняло решение перевести все отделения министерств (за несколькими исключениями, вроде министерства обороны, которое было решено оставить в городе) из Тель-Авива в Иерусалим, в 1980 году был принят соответствующий закон. В 2007 году правительство решило, что переход должен быть завершён до 2015 года, позже отодвинуло этот срок на 2019 год. По состоянию на 2021 год, лишь 12 отделений перешло в Иерусалим, ещё 141 отделение откладывают переход и остаётся в Тель-Авиве. В Тель-Авиве находится Генеральный штаб Армии обороны Израиля. Также там расположены большинство иностранных посольств.

### Список мэров
- Меир Дизенгоф — 1921[211] (1910[212]) — 1925[213]
- Давид Блох-Блюменфельд — 1925—1927[213]
- Меир Дизенгоф — 1927[213] — 1936[214]
- Моше Шлуш[ивр.] — 1936[комм. 4][214]
- Исраэль Роках — 1936[214]-1952[215]
- Хаим Леванон — 1953[216]-1959[217]
- Мордехай Намир — 1959[218]-1969[219]
- Йеошуа Рабинович — 1969[219]-1974[218]
- Шломо Лахат — 1974[220]-1993[220][221]
- Рони Мило — 1993—1998[222]
- Рон Хульдаи — 1998[223] — настоящее время

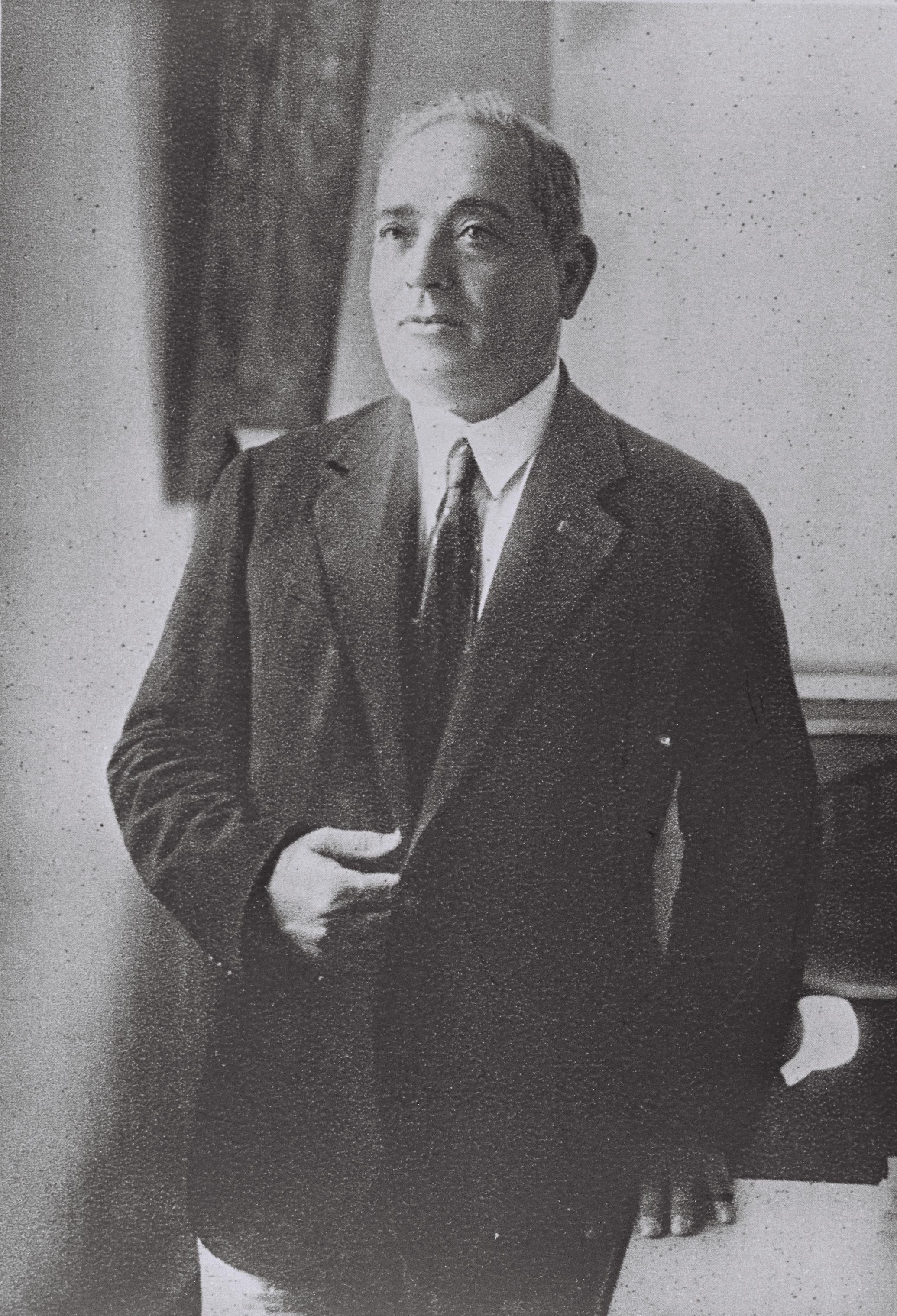
Меир Дизенгоф
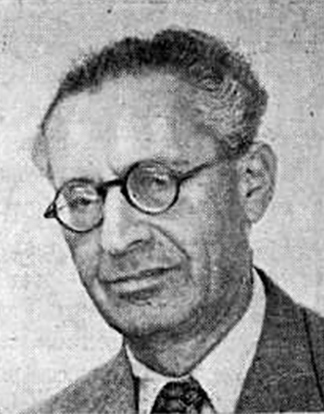
Давид Блох
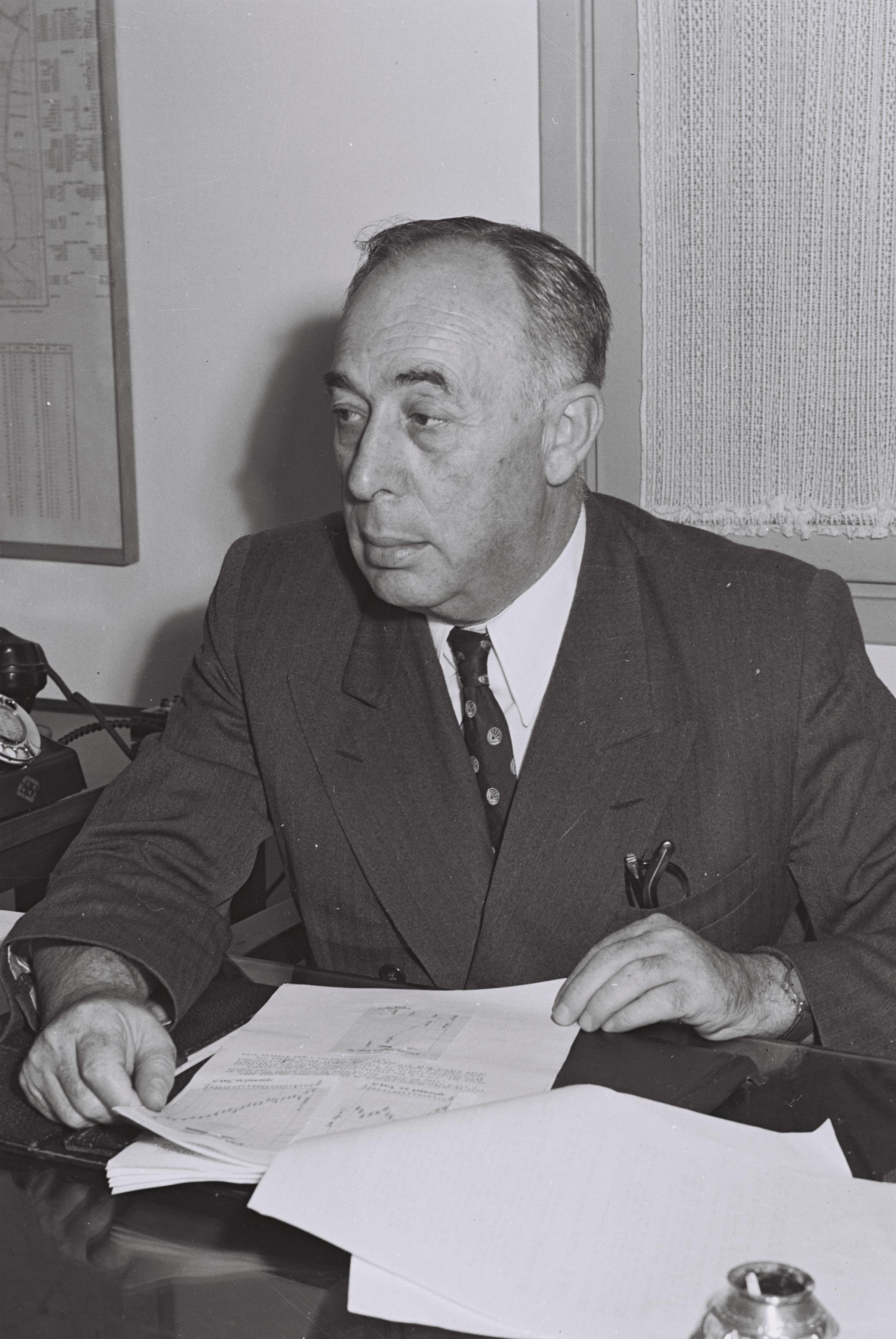
Исраэль Роках
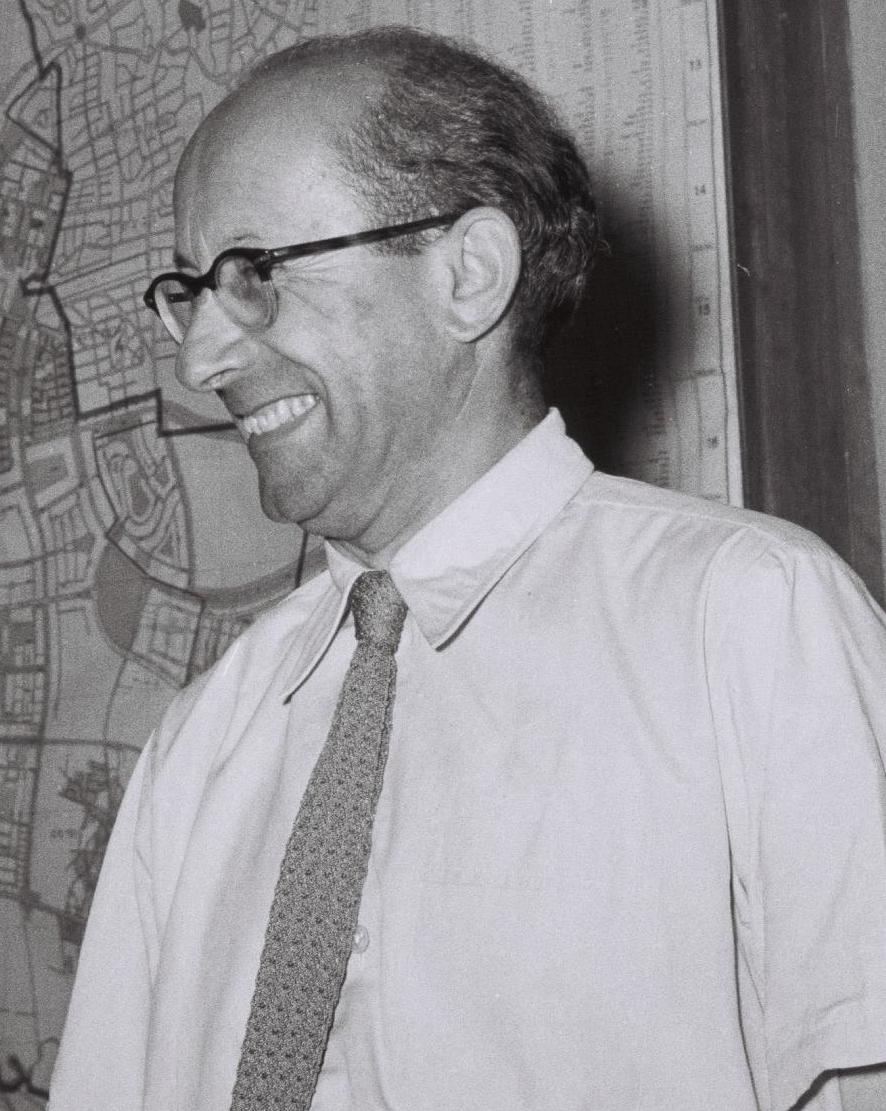
Хаим Леванон
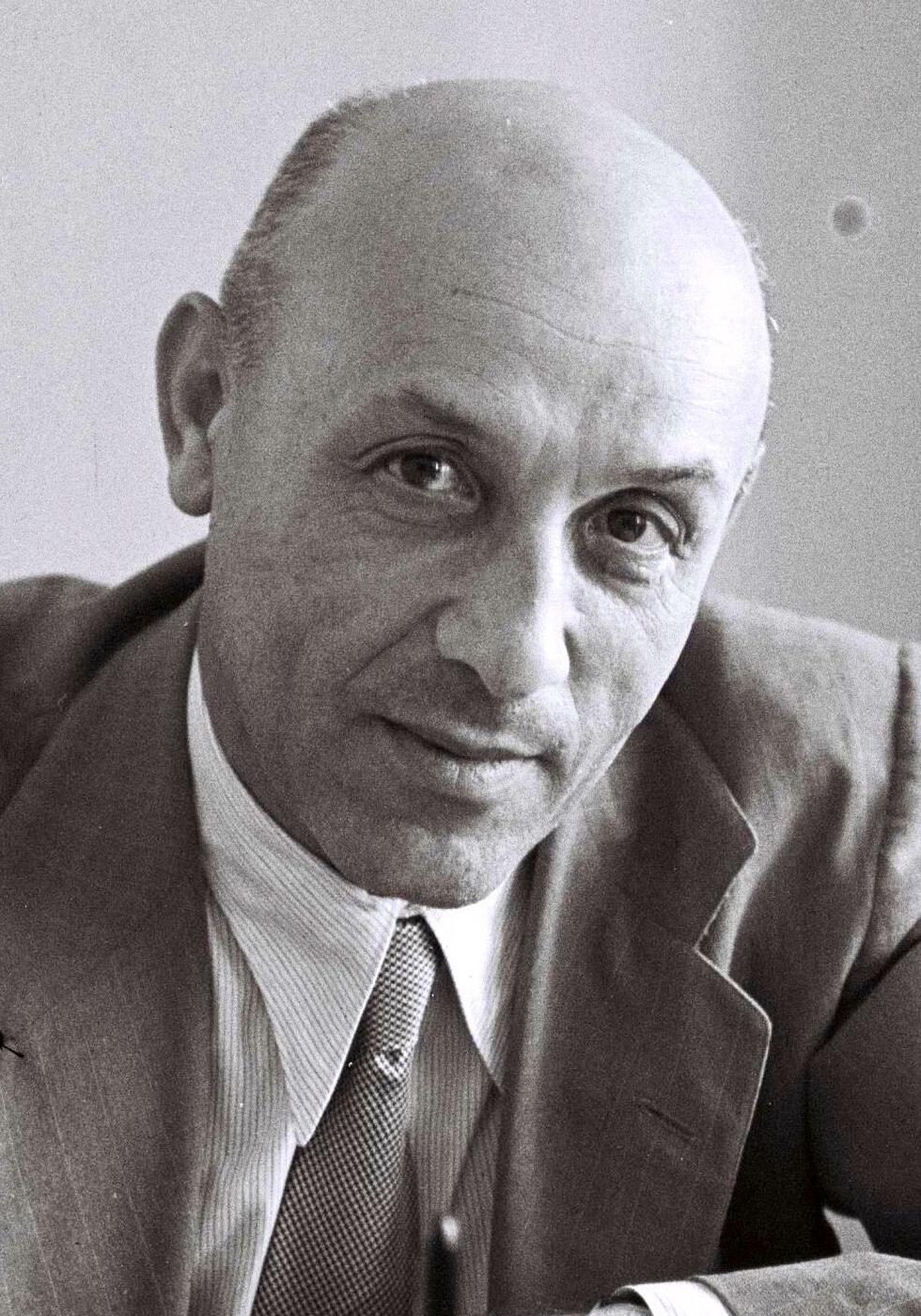
Мордехай Намир
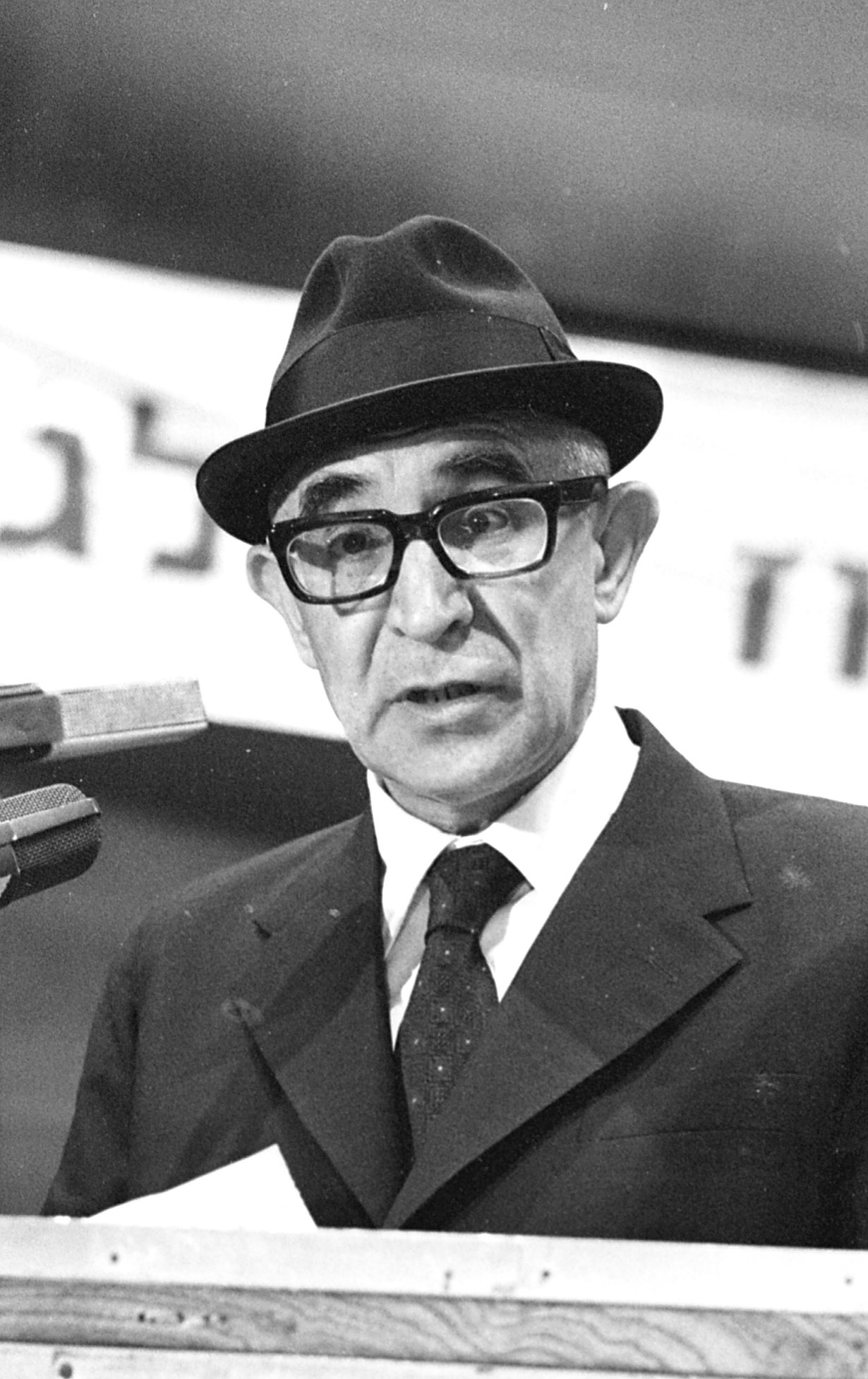
Йеошуа Рабинович
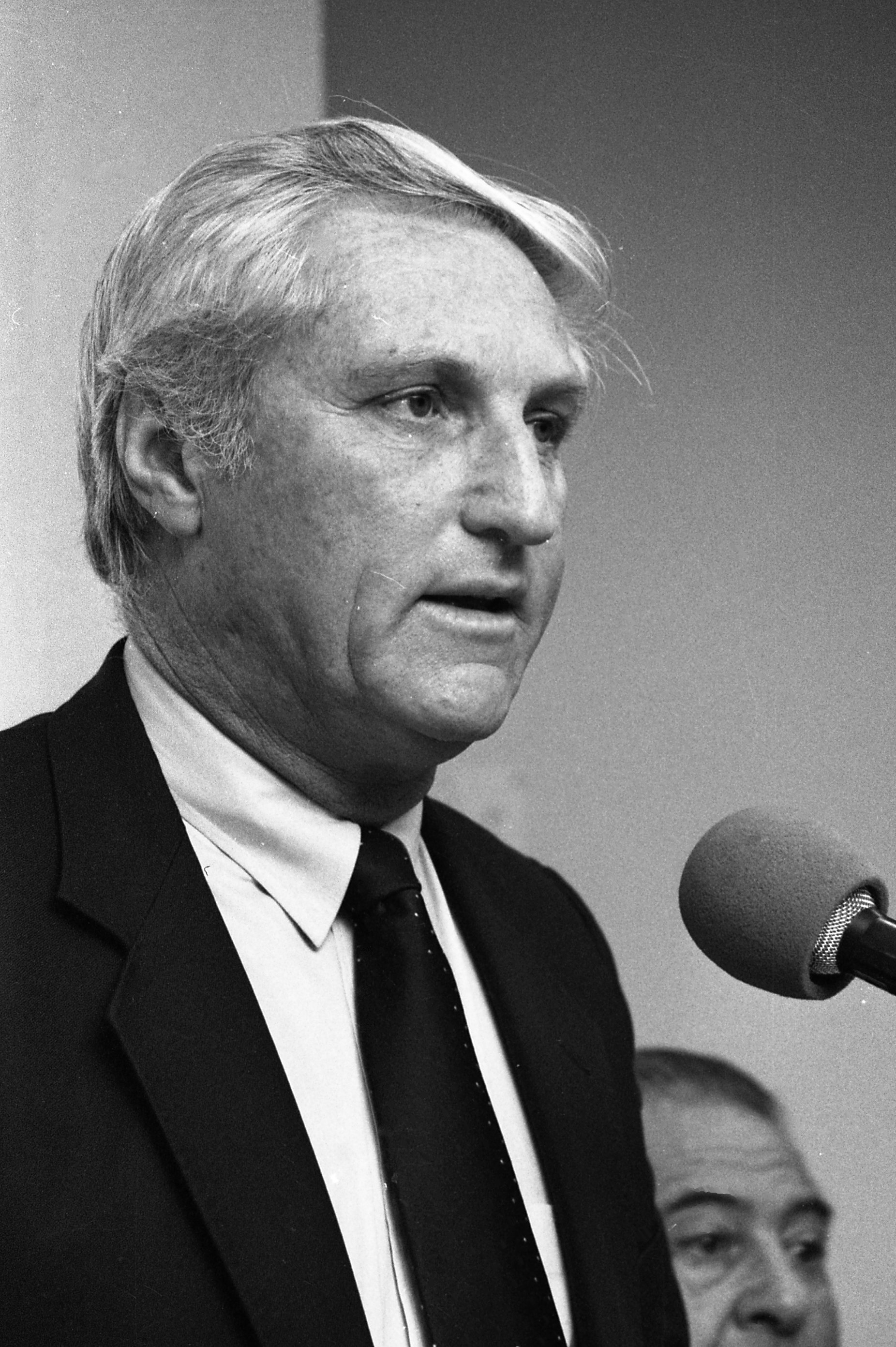
Шломо Лахат
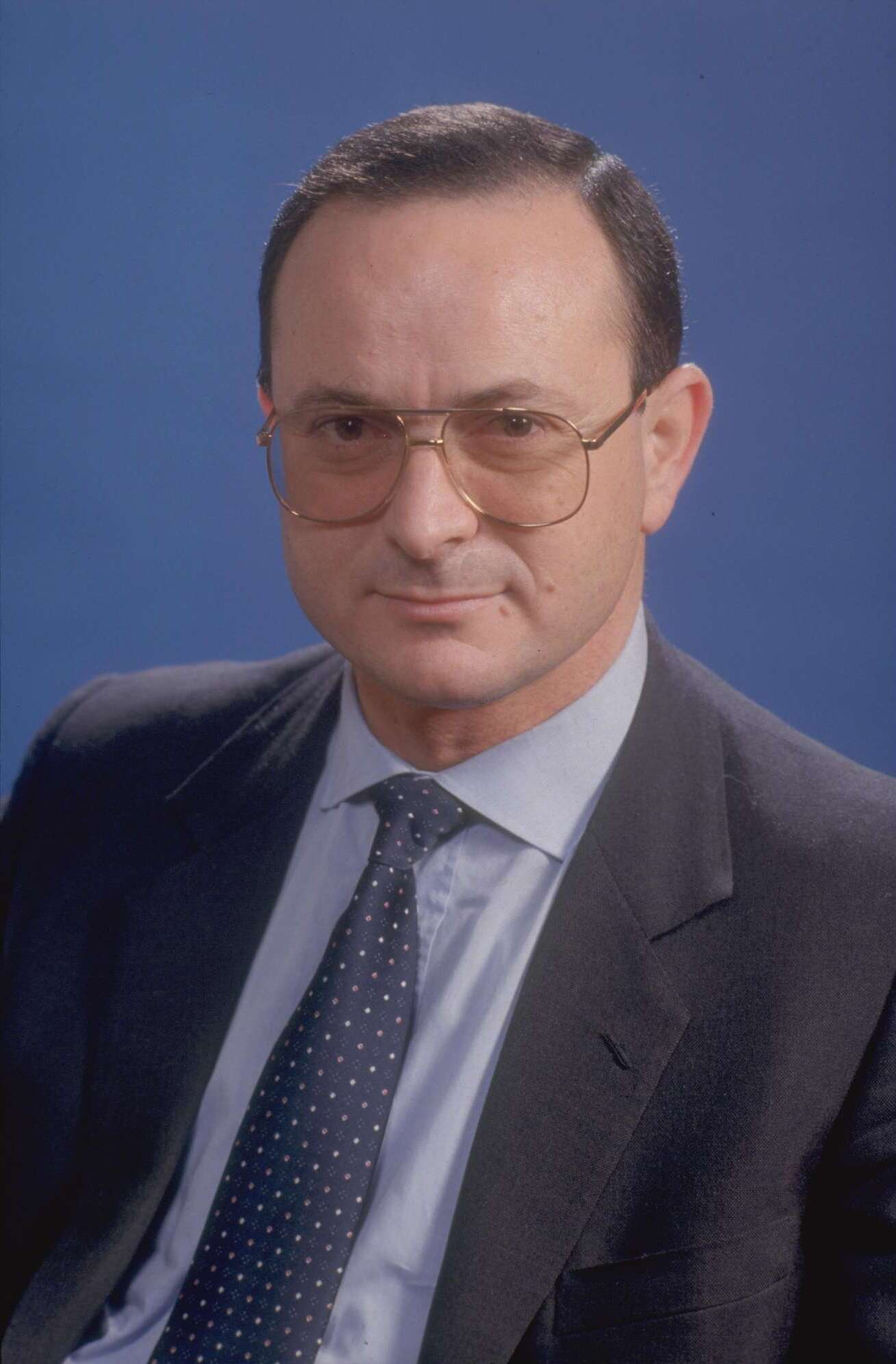
Рони Мило
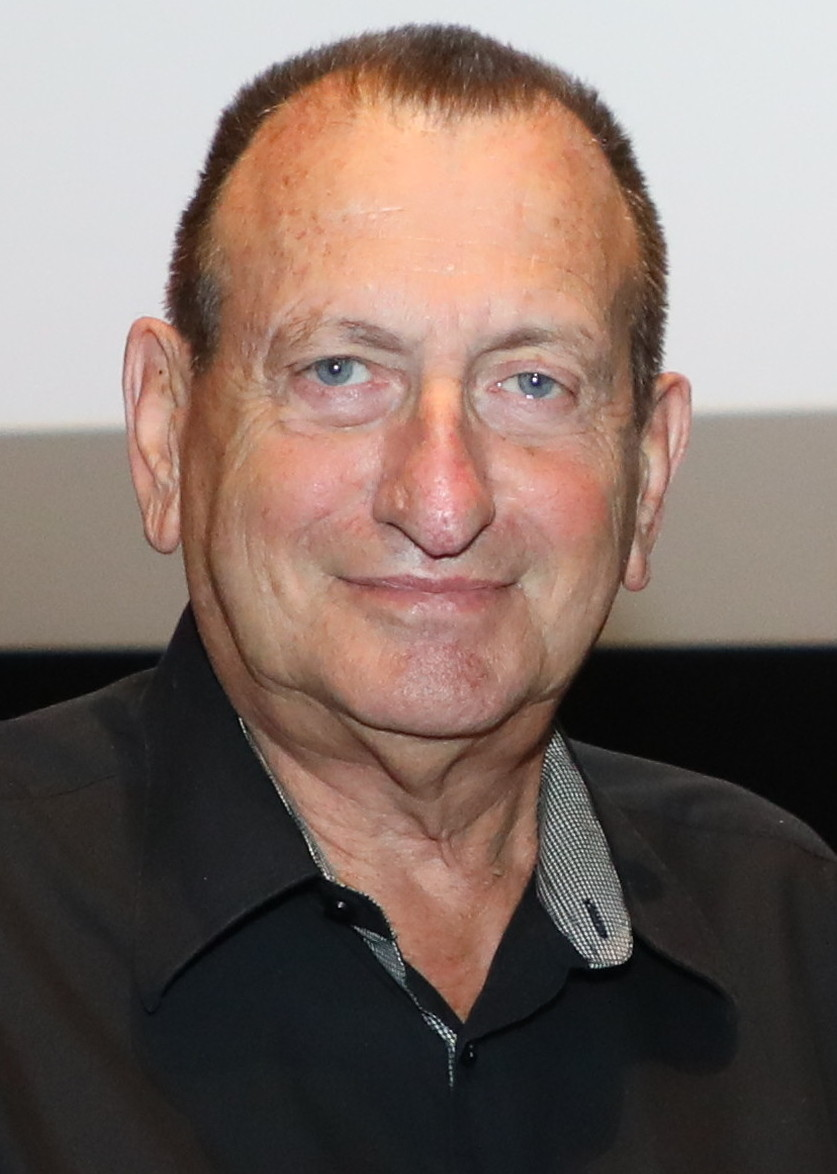
Рон Хульдаи

### Официальная символика

Современный герб

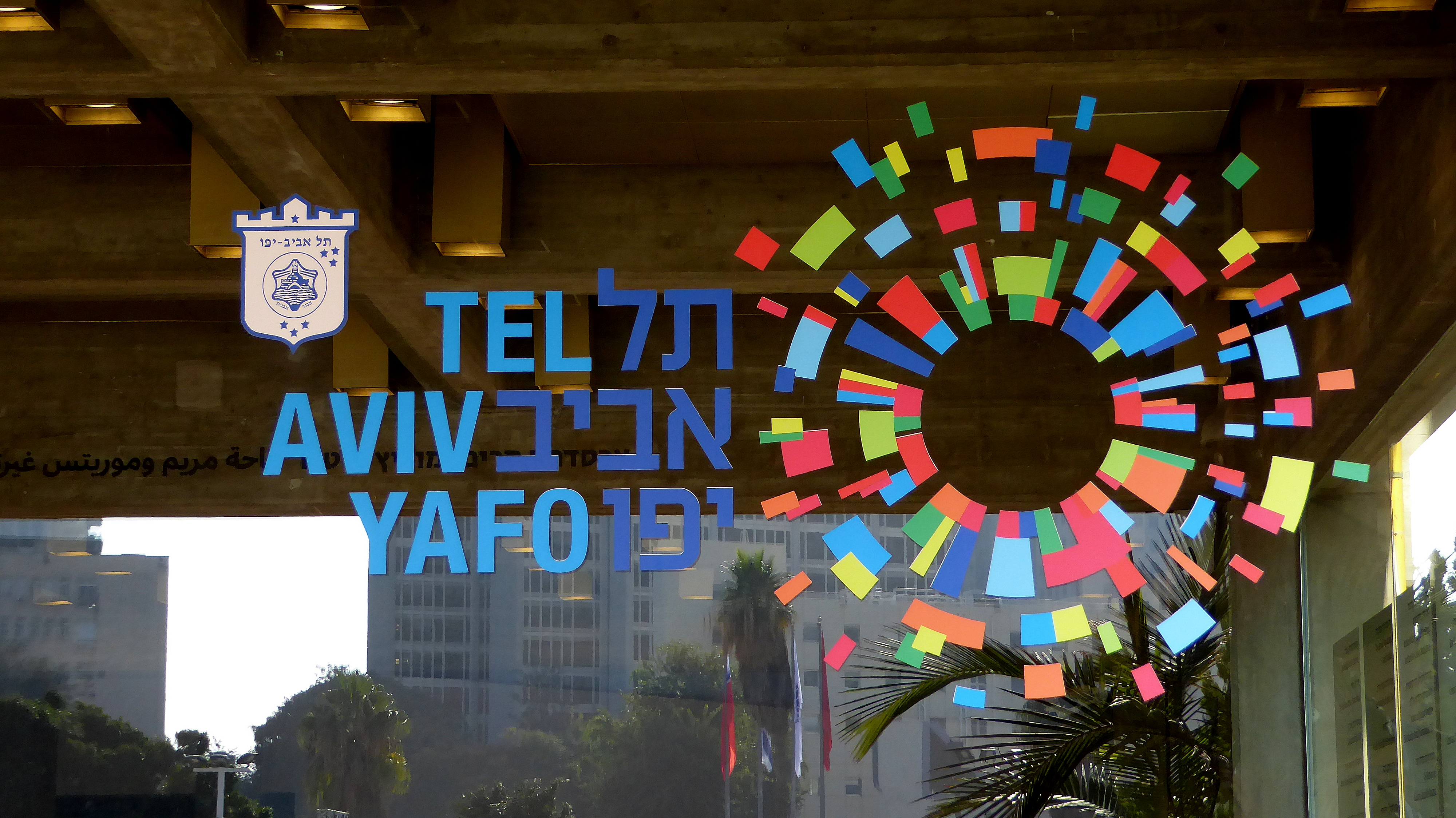
Логотип к столетию города

Первый вариант городского герба нарисовал художник Нахум Гутман в 1925 году по обращению горсовета. На геральдическом щите изображена шестиконечная звезда. В неё вписан маяк, испускающий лучи света. В основании маяка видны ворота в форме арки, а перед ними — море. Вокруг маяка — слова из библейского стиха «אֶבְנֵךְ֙ וְֽנִבְנֵ֔ית» (в синодальном переводе — «Я снова устрою тебя, и ты будешь устроена»
Иер. 31:4). Шестиконечную звезду окружают семь мелких звёзд, а над ней расположена надпись «עירית תל אביב» («Муниципалитет Тель-Авива»). Геральдический щит указывает на связь с Западом, шестиконечная звезда — еврейство, маяк символизирует спокойную гавань и призыв евреям диаспоры плыть на святую землю, чьими воротами является город. Библейский стих также растолковывается как призыв евреям возвращаться в землю обетованную. Семь звёзд взяты из сочинений Герцля и символизируют семичасовой рабочий день.
Старый герб изображён на израильской почтовой марке 1965 года.
Со временем в герб были внесены различные изменения: шестиконечная звезда вписана в круг, после объединения с Яффой изменилось название муниципалитета, под гербом были добавлены схематические очертания города.
В 2009 году, к празднованию столетия города, был принят юбилейный логотип, который разработал Барух Наэ. Абстрактный логотип символизирует глобальный и космополитический город, где открыты все возможности.

## Транспорт

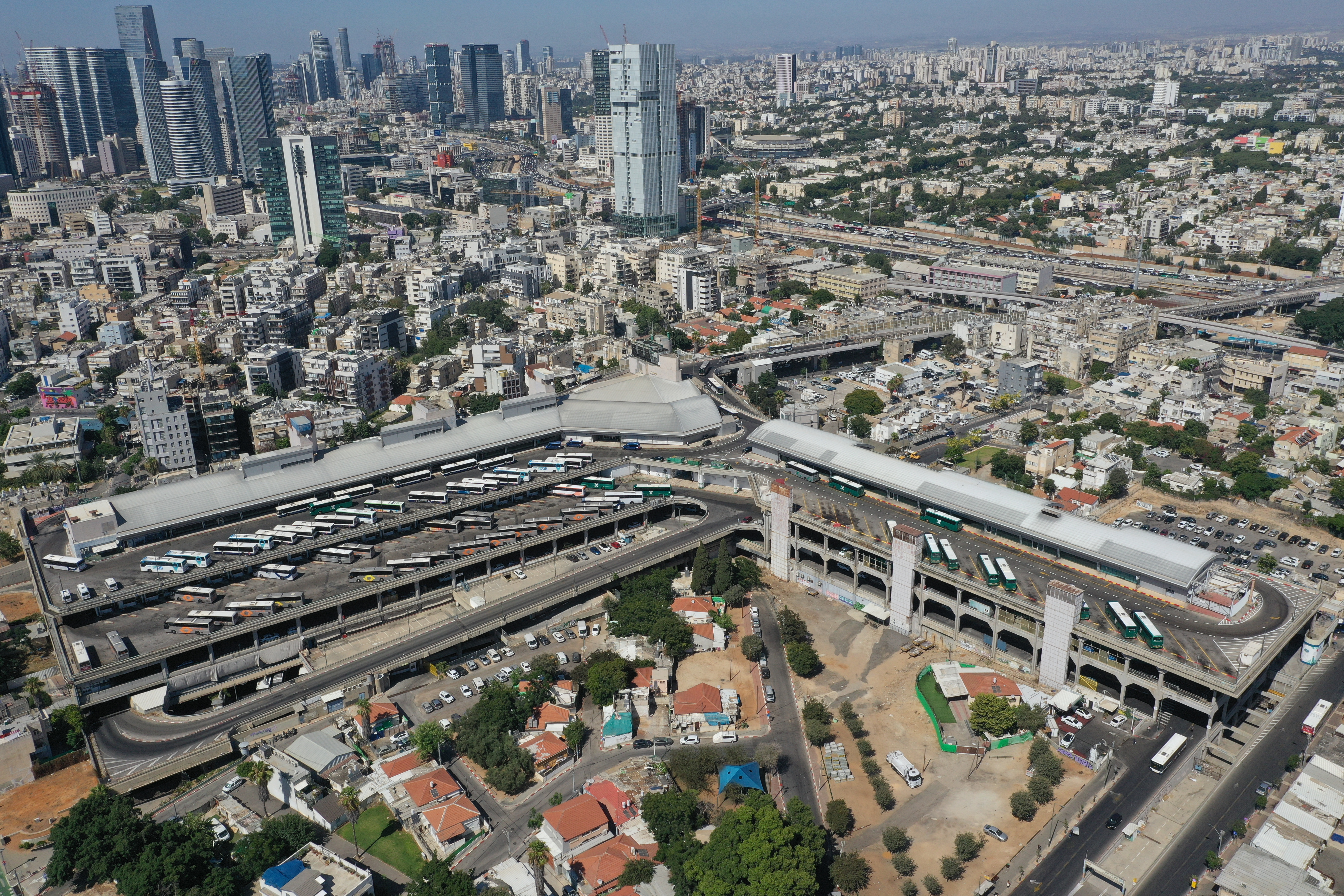
Центральный автовокзал

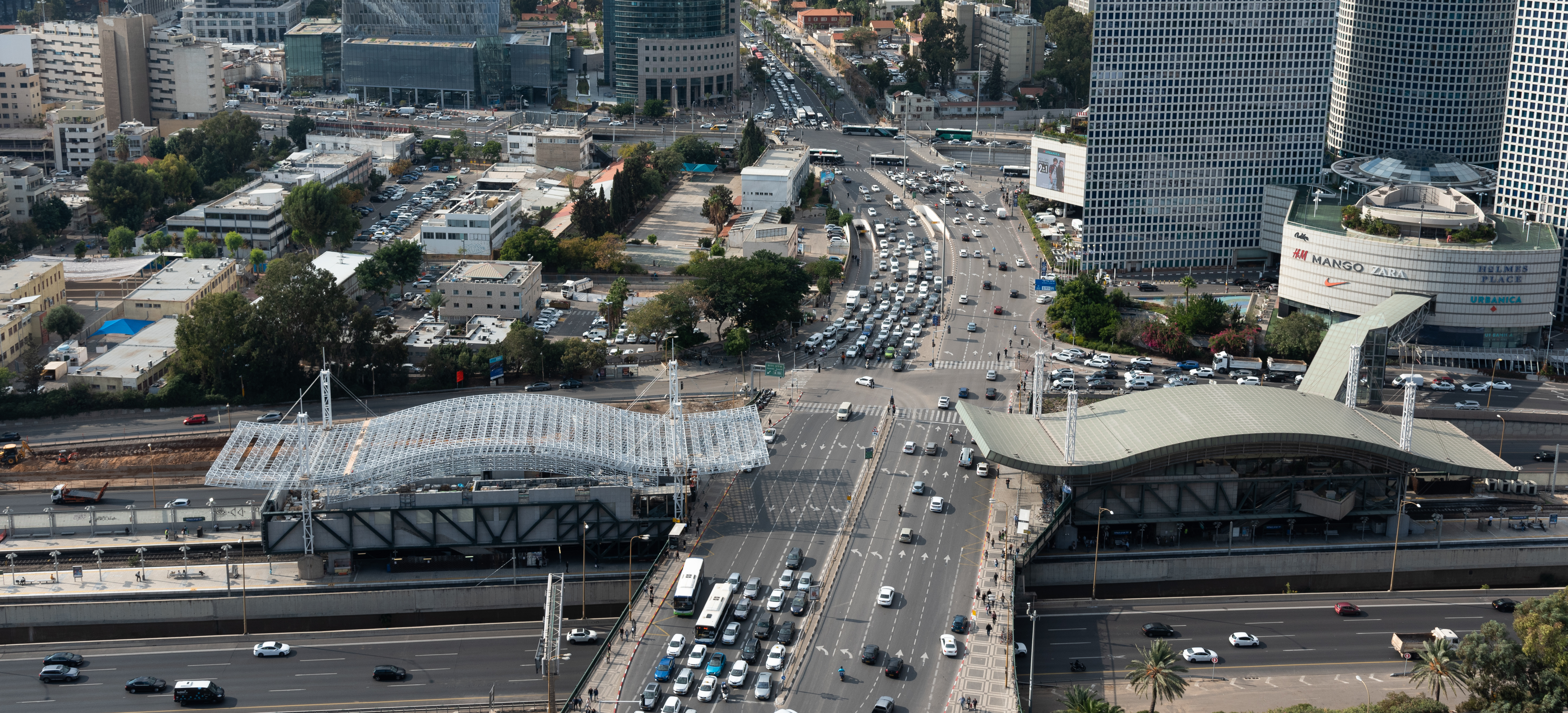
Вокзал Тель-Авив — Ха-Шалом

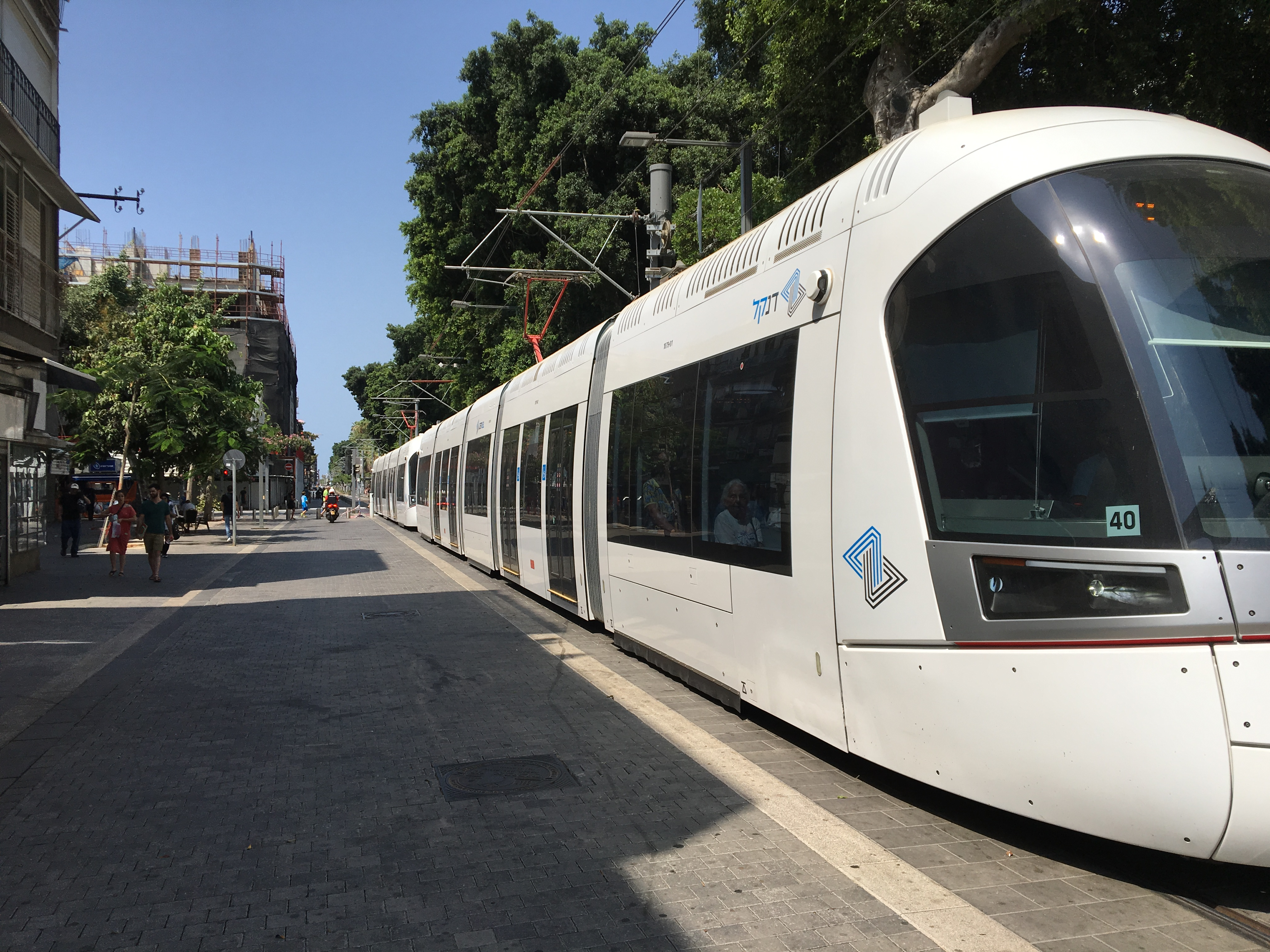
Поезд Красной линии «Данкаль»

Тель-Авив является важнейшим транспортным узлом Израиля. Основным средством передвижения в городе являются автомобили и автобусы. По состоянию на 2019 год 48 % перемещений совершается на личном автомобиле, 37 % — пешком, 8 % — на общественном транспорте и 2 % на велосипеде. В некоторых районах города более 80 % жителей ездят на работу на личном автомобиле (среднее по агломерации — 54,8 %). По официальным данным 2014 года, в городе ежедневно совершалось 6 млн поездок, из них 20 % на общественном транспорте. В 2010 г. средняя скорость общественного транспорта в Тель-Авиве составила 17 км/ч. Оплата проезда в общественном транспорте осуществляется с помощью карточки Рав-кав или через мобильные приложения.
Как и во всём Израиле, обычный общественный транспорт в городе не работает во время шаббата (еврейской субботы, то есть с вечера пятницы до вечера субботы), но в это время ходят бесплатные городские автобусы, всего 6 линий, которые также связывают Тель-Авив с Гиватаим, Рамат-ха-Шарон и Кирьят-Оно.
Согласно планам развития общественного транспорта на 2040 год, в городе должны будут действовать 5 трамвайных линий и две линии скоростного автобусного транспорта.

### Автотранспорт
Через Тель-Авив проходят многие автомобильные дороги, важнейшая из которых — автомагистраль «Аялон» (шоссе № 20), проходящая через восточную часть города с севера на юг вдоль русла одноимённой реки и имеющая 7 развязок на территории города. До завершения шоссе № 6 в 2004 году шоссе «Аялон» имело абсолютное преимущество в доступности. Автострада № 1 связывает Тель-Авив с Иерусалимом, а автострада № 5 ведёт в центральную часть Западного Берега. Крупнейшие магистральные улицы — шоссе Намир (идёт на север к автомагистрали № 2, ведущей в Хайфу), шоссе Менахем Бегин (на восток к Рамат-Гану, Бней-Браку и Петах-Тикве), улица Ибн-Габироль, пересекающая город с севера на юг, улица Арлозоров, пересекающая весь город с запада на восток, и также пересекающая весь город улица Бар-Лев/Лехи/Кибуц-Галуйот, за пределами города продолжающаяся как трасса № 461. На 2021 год в городе зарегистрировано 67 497 частных транспортных средств. Действует программа каршеринга. Для оплаты парковки в городе используются мобильные приложения Pango и Cello-Park. Длина дорожной сети составляет 843 км.
Городские автобусные перевозки в Тель-Авиве выполняют, в основном, три компании — кооператив «Дан», компания «Эгед» и компания «Метрополин». В марте 2025 года по итогам конкурса было решено, что 17 линий компании «Дан» на юге Гуш-Дана, включая Тель-Авив, перейдут к компании «Супербус» в следующем году. Междугородные перевозки осуществляются компанией «Эгед» с двух автобусных терминалов — центрального автовокзала в южной части города и «терминала 2000» в северной его части (около ж/д вокзала Тель-Авив-Центр), а также с 9 малых терминалов: Атидим, Западного, Клячкин (университетский), Эзорей-Хен, Кирьят-Хинух, Рединг, Кармелит, Вольфсон и Таясим. Центральный автовокзал страдает от множества проблем, что приводит к его неэффективности.
В 2024 году город объявил о планах проложить за ближайшие 5 лет 46 км полос для общественного транспорта, доведя их суммарную длину до 120 км.
В городе действуют такси, которые сегодня можно вызвать, используя мобильные приложения «Gett», «Raxi» и «Yango». Также есть маршрутные такси («Монит шерут»), перевозящие по 10 пассажиров.
Долгое время развитие города проходило спонтанно, без какого-либо плана, поэтому его дорожная сеть не отвечает современным требованиям. Большинство улиц не проходят через весь город, а обрываются на полпути. Кроме того, многие улицы в городе очень узкие. Поэтому Тель-Авив страдает от автомобильных пробок. В середине 1990-х годов ежедневно в город въезжало около полмиллиона автомобилей, при этом парковочных мест имелось менее 150 тысяч. По данным за 2020 год, в Тель-Авиве был самый высокий показатель пострадавших в автомобильных авариях — 2,8 чел./1000 жителей. Из 286 погибших в авариях по стране, на Тель-Авив приходится 13 человек.

### Железнодорожный транспорт
Тель-Авив является центром системы железных дорог Израиля. Магистраль проходит вдоль восточной границы города с севера на юг. В городе есть четыре железнодорожные станции: «Тель-Авив — Университет», «Тель-Авив — Центр», «Тель-Авив — Ха-Шалом», «Тель-Авив — Ха-Хагана». Оттуда поезда следуют на юг (в Беер-Шеву), в Иерусалим, Хайфу (Нагарию). Кроме того, на юге города, на границе с Бат-Ямом и Холоном, расположена железнодорожная станция Холон — Вольфсон. Линии, соединяющие Тель-Авив с севером страны, являются самыми загруженными в Израиле. Железнодорожная сеть в районе города значительно расширилась в начале 2000-х годов. На 2008 год ежедневно в Тель-Авив приезжают более 205 тыс. человек. На 2023 год суммарный годовой пассажиропоток городских железнодорожных станций составляет 37 млн человек.
С 2023 года в городе действует одна линия легкорельсовой транспортной системы «Данкаль», проходящая по маршруту Бат-Ям — Яффа — Тель-Авив — Рамат-Ган — Бней-Брак — Петах-Тиква. На 2025 год ещё две линии (зелёная и фиолетовая) находятся в стадии строительства, их запуск запланирован на 2028 год.
Около нынешней станции Савидор Мерказ строится транспортный терминал, объединяющий автобусный, железнодорожный и легкорельсовый линии.
В 2025 году началось строительство первой линии метрополитена. Всего запланировано построить 3 линии, имеющие в сумме 109 станций.

### Воздушное сообщение
В черте города ранее существовал городской аэропорт им. Дова Хоза («Сде-Дов»), обслуживавший внутриизраильские гражданские рейсы в Эйлат, а также военные транспортные рейсы на авиабазы ВВС Израиля. Закрыт в 2020 году, территория передана под жилую застройку. Аэропорт имени Давида Бен-Гуриона находится на расстоянии 20 км от Тель-Авива и является главными воздушными воротами Израиля.

### Прочее
В городе есть 183 км велосипедных дорожек, в 2024 году было объявлено о планах проложить за ближайшие 5 лет ещё 67 км. Действует автоматическая сеть проката велосипедов «Тель-Офан». В прошлом в городе действовали два порта (яффский и тель-авивский), но оба были закрыты в 1965 году. Сегодня из яффского порта выходят суда на увеселительные плавания.

## Здравоохранение

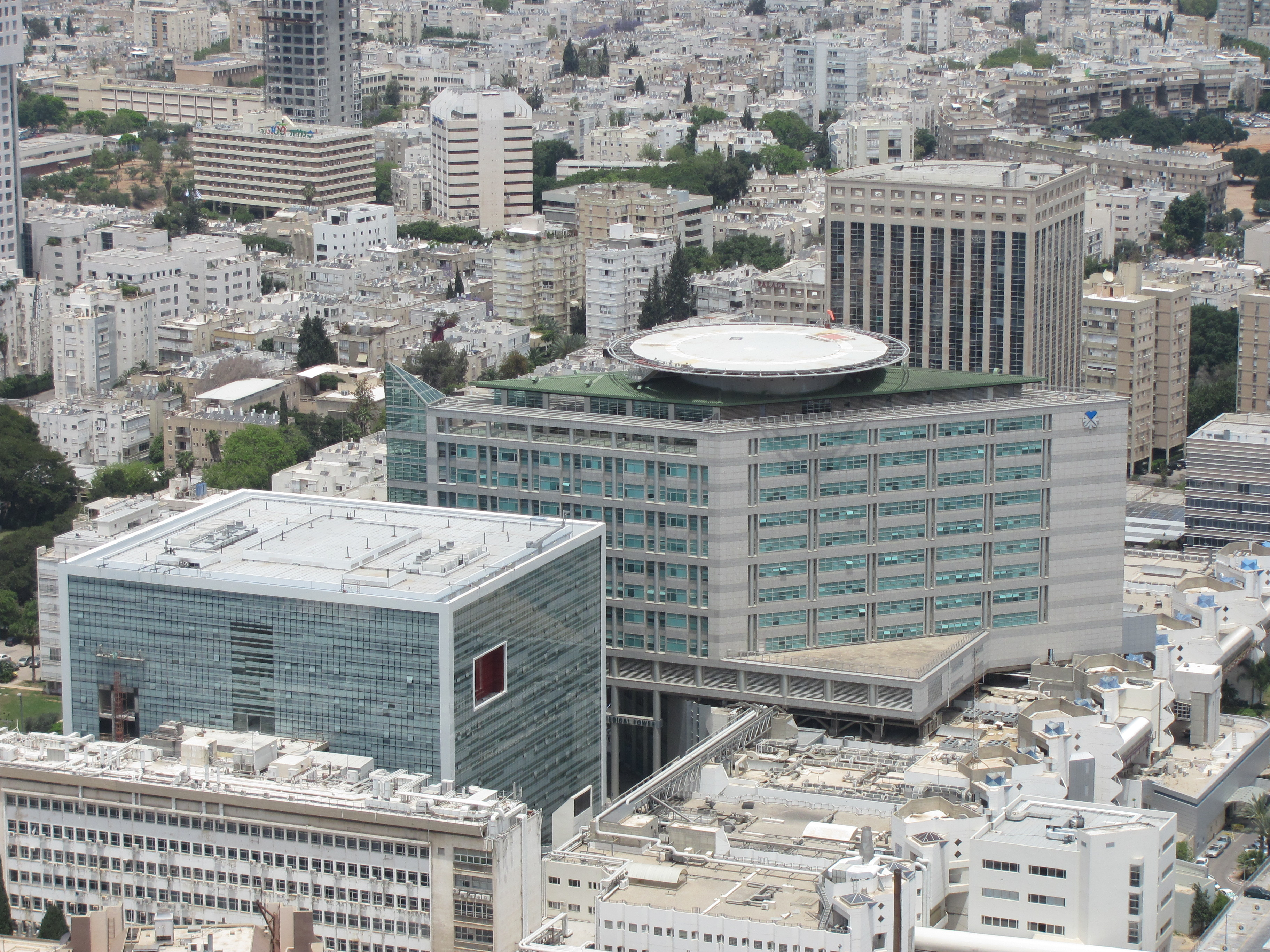
Медицинский центр имени Сураски

В Тель-Авиве действуют отделения всех больничных касс Израиля — Маккаби (обслуживает более 50 % населения города), Клалит (обслуживает около 40 % населения), Меухедет и Леумит. В городе есть 5 станций скорой помощи (Маген Давид Адом).
В городе действуют три больницы. Медицинский центр имени Сураски (старое название — больница «Ихилов») находится в центре города, и является главной городской больницей Тель-Авива и второй по размеру больницей страны. Кроме больницы общего профиля (имеющей крупнейший в мире центр срочной медицинской помощи) медицинский центр включает в себя педиатрический госпиталь «Дана», клинику женского здоровья и родильный дом «Лис», реабилитационную клинику «Сураски». Количество больничных мест составляет около 1500, ежегодно в больнице в среднем проводится 48 000 операций и совершается 108 000 госпитализаций. В 2023 году Ихилов стал первой больницей в мире, которая ввела в процесс медицинской сортировки программу искусственного интеллекта, которая опрашивает пациентов и передаёт врачу первичный анамнез. В том же году открыта особая реабилитационная клиника для раненных солдат и подготовлен защищённый от ракетных ударов подземный госпиталь на 700 больных, который при необходимости разворачивают на месте автостоянки. Является ведущей больницей (referral center) по онкологии, травматологии, пересадке органов, нейрохирургии, и некоторым другим областям.
Госпиталь «Ассута» в северном Тель-Авиве является самой большой частной больницей в Израиле. Кроме того, в городе действует реабилитационная больница «Реут». Также жители лечатся в больнице «Шиба» в Рамат-Гане.
В тель-авивской агломерации работают несколько ведущих больниц страны. 21,4 % коек неотложной помощи страны расположены в Тель-Авивском округе, который, вместе с Хайфским округом, занимает первое место по количеству больничных мест на душу населения. Среднее расстояние до ближайшей больницы составляет около 4 км.
Средняя продолжительность жизни в городе за период 2017—2021 годы составляет 83,1 лет, что близко к среднему по стране. На 2022 год в городе на 1000 чел. приходится 4,97 врачей, что гораздо выше, чем среднее по стране (3,2). На 2019 год самая высокая продолжительность жизни в Израиле из крупных городов — 86,4/82,6 — зарегистрирована в Рамат-Гане, восточном пригороде Тель-Авива.

## Образование

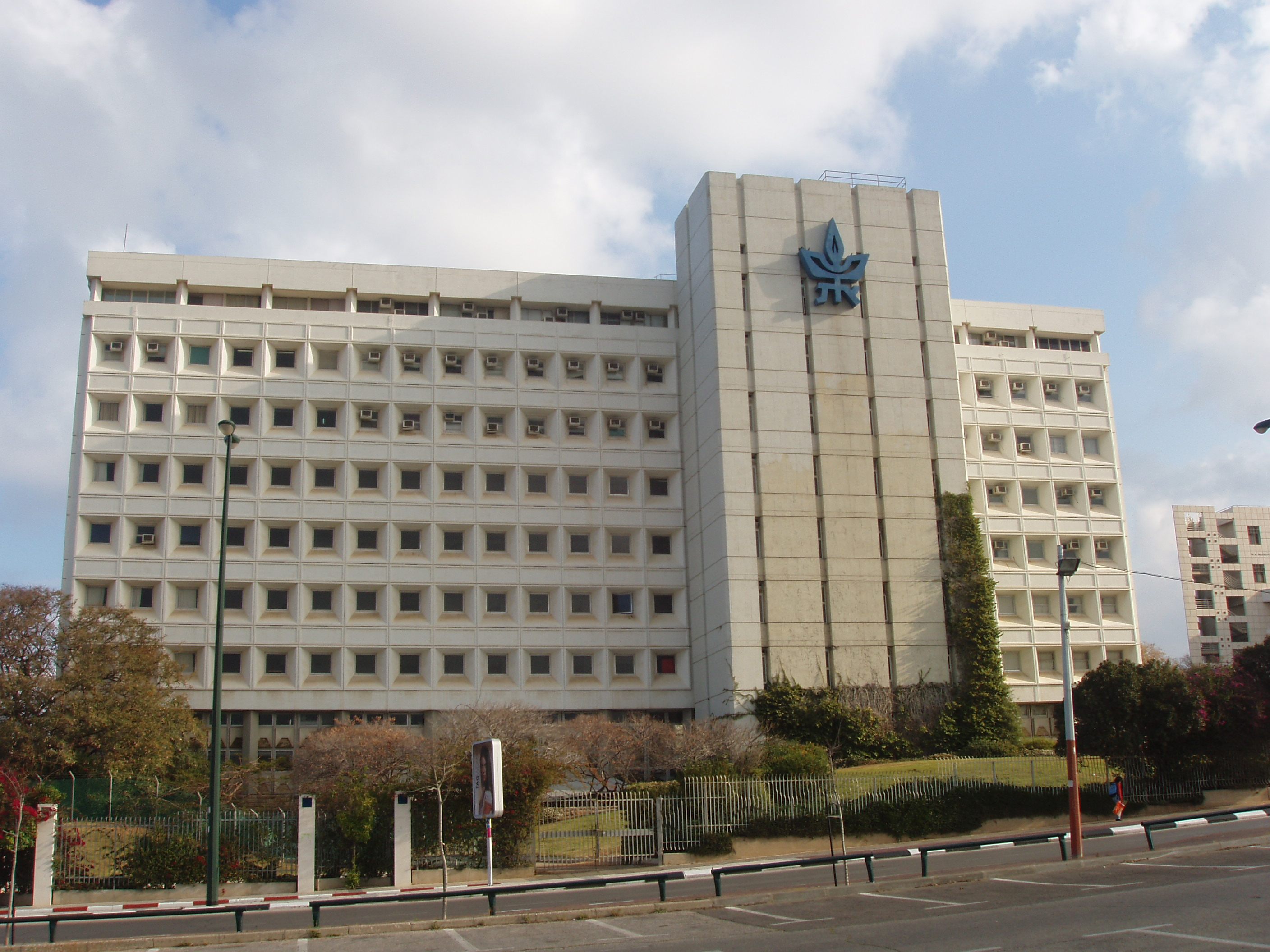
Тель-Авивский университет

На севере города расположен Тель-Авивский университет — крупнейший центр науки и высшего образования в стране. Там обучается более 30 тыс. студентов на девяти факультетах, в 29 школах и 98 отделениях; действует одна из 4 в стране медицинских школ. По многим международным рейтингам, за 2021—2025 годы университет занимает первое или второе место в Израиле. Кроме того, в тель-авивской агломерации действуют университет Бар-Илан в Рамат-Гане и институт Вейцмана в Реховоте. С 1980-х в городе появилось много колледжей. Сегодня в Тель-Авиве действуют такие профессиональные колледжи, как Академический колледж Тель-Авива-Яффо, «Ридман», готовящий специалистов в области альтернативной медицины, педагогические колледжи «Семинар-ха-Кибуцим» и «Левински», колледж альтернативной медицины «Махут», инженерный колледж «Афека», «Атид», школа инженерии «Шенкар», школа искусств «Миншар», Колледж управления, академическая школа сестринского дела им. Шейнбрун. Всего в городе 11 академических учреждений высшего образования.
В городе на 2022 год действует около 300 детских садов, 112 начальных и 84 средние школы, а также 4 частные школы (в Яффе). Городская средняя школа «Ирони Хэй (Тель-Авив)» входит в число лучших в стране по результатам экзаменов 2022 года.
Кроме обычных школ, в городе есть, например, демократическая школа «Кехила», где учеников не делят на классы, и каждый ребёнок сам выбирает себе учебную программу. Также есть школы, работающие по системе Монтессори, антропософские и вальдорфские школы. В начальной школе «Бикурим» обычные дети учатся вместе с учениками с инвалидностью. В ботаническом саду Тель-Авива расположена «Школа природы, окружающей среды и общества» («ивр. בית ספר לטבע, סביבה וחברה‎») с усиленным изучением биологии и экологии.
В Яффе действует двуязычная еврейско-арабская школа «Кулана яхад», чья учебная программа учитывает традиции обеих культур, и сеть двуязычных детских садов. Также существует школа «ха-Ярден», где все ученики — дети мигрантов и людей без гражданства. Сеть учебных заведений «ОРТ» располагает в городе двумя средними школами и двумя колледжами («Орт-Сингаловски» и «Орт-Дан-Гурме»). Из религиозных учебных заведений в городе действуют 13 йешив, включая иешиват-хесдеры, и несколько колелей.

## Спорт

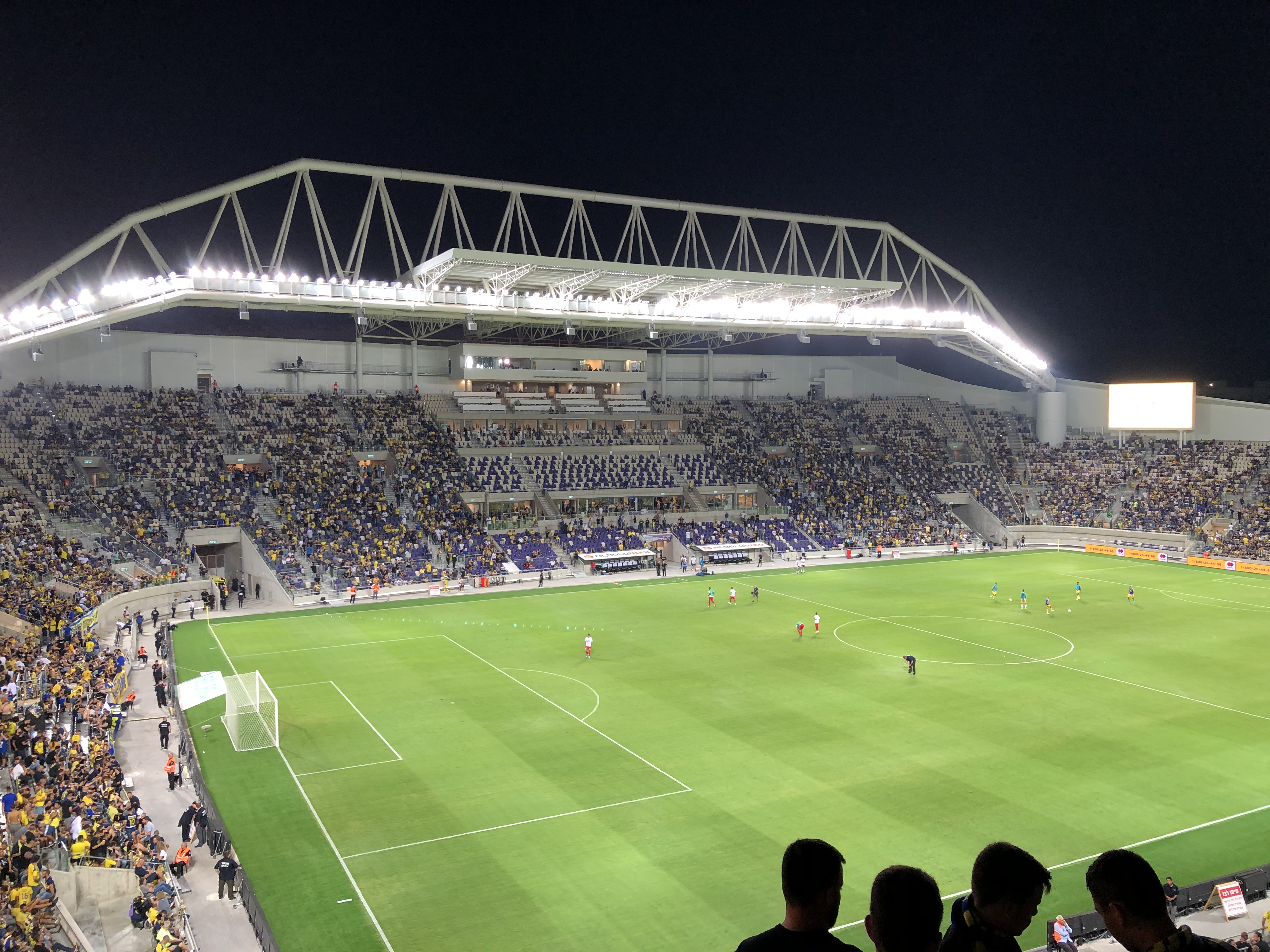
Стадион «Блумфилд»

В Тель-Авиве и его окрестностях расположены крупнейшие спортивные арены страны — национальный стадион в Рамат-Гане (пригороде Тель-Авива), вмещающий 41,5 тыс. зрителей (крупнейший в Израиле) и расположенный в самом городе стадион «Блумфилд», имеющий 29,4 тыс. мест (крупнейший в стране чисто футбольный стадион). Также в городе имеются спортивные залы «Яд-Элияху» (10,3 тыс. мест, крупнейший в стране баскетбольный стадион), зал имени Усышкина, зал спортивной школы имени 11 жертв Мюнхена. На севере города построен спортивный зал «Квуцат-Шломо». Неподалёку находится многофункциональный «Национальный спортивный центр», где, кроме полей и залов для различных видов спорта, находится офис руководства израильского олимпийского комитета. Другой крупный многофункциональный спортивный центр площадью 15 тыс. м² открылся в порту города. В городе также есть два теннисных центра (один из них в Яффе). Стадионами «Блумфилд», «Яд-Элияху» и «Квуцат-Шломо» заведует городская «Компания дворцов спорта» (ивр. חברת היכלי הספורט תל-אביב יפו‎).
Для жителей в городе есть 140 км дорожек для бега и ходьбы, 158 км велосипедных дорожек и множество спортивных площадок и залов. Всего в Тель-Авиве более 800 спортивных объектов.
В городе базируются баскетбольный клуб «Маккаби» (домашний стадион — «Яд-Элияху») — сильнейшая команда страны, 55-кратный чемпион Израиля и 6-кратный обладатель титулов чемпионов Европы среди клубов (1977, 1981, 2001, 2004, 2005 и 2014), и баскетбольный клуб «Хапоэль», в 2025 году выигравший Кубок Европы по баскетболу.
В Тель-Авиве есть два крупных футбольных клуба, обычно играющих в Премьер-лиге: самый титулованный клуб Израиля — 23-кратный чемпион страны и двукратный победитель Кубка азиатских чемпионов «Маккаби» и 13-кратный чемпион страны «Хапоэль». Также в Тель-Авиве действуют футбольные клубы «Шимшон» и «Бней-Иехуда».
В Тель-Авиве в 1911 году было основано второе (после иерусалимского гимнастического общества «Бар-Гиора») спортивное общество страны — «Маккаби». В 1932 году в городе была проведена первая Маккабиада (всемирные игры еврейских спортсменов), которая с тех пор проводится регулярно.
Сегодня в городе действует несколько клубов и школ в водных видах спорта, включая греблю и сёрфинг.
Всего в Тель-Авиве действует более 50 спортивных обществ в 43 видах спорта, включая 16 видов спорта для людей с ограниченными возможностями. Большим спортом занимаются около 11 тыс. человек. Кроме того, 15 тыс. школьников занимаются в спортивных школах.
Ежегодно проводится «Тель-авивский марафон», включающий в себя, кроме основного забега, полумарафон, 10-км и 5-км забеги. Кроме того, каждый год проводится ночной забег на 10 км.
В Тель-Авиве проводились также европейские чемпионаты по виндсёрфингу, пляжному волейболу, десятиборью и футбольный чемпионат среди молодёжных команд (до 4 различных соревнований такого уровня в год).

## Культура и искусство

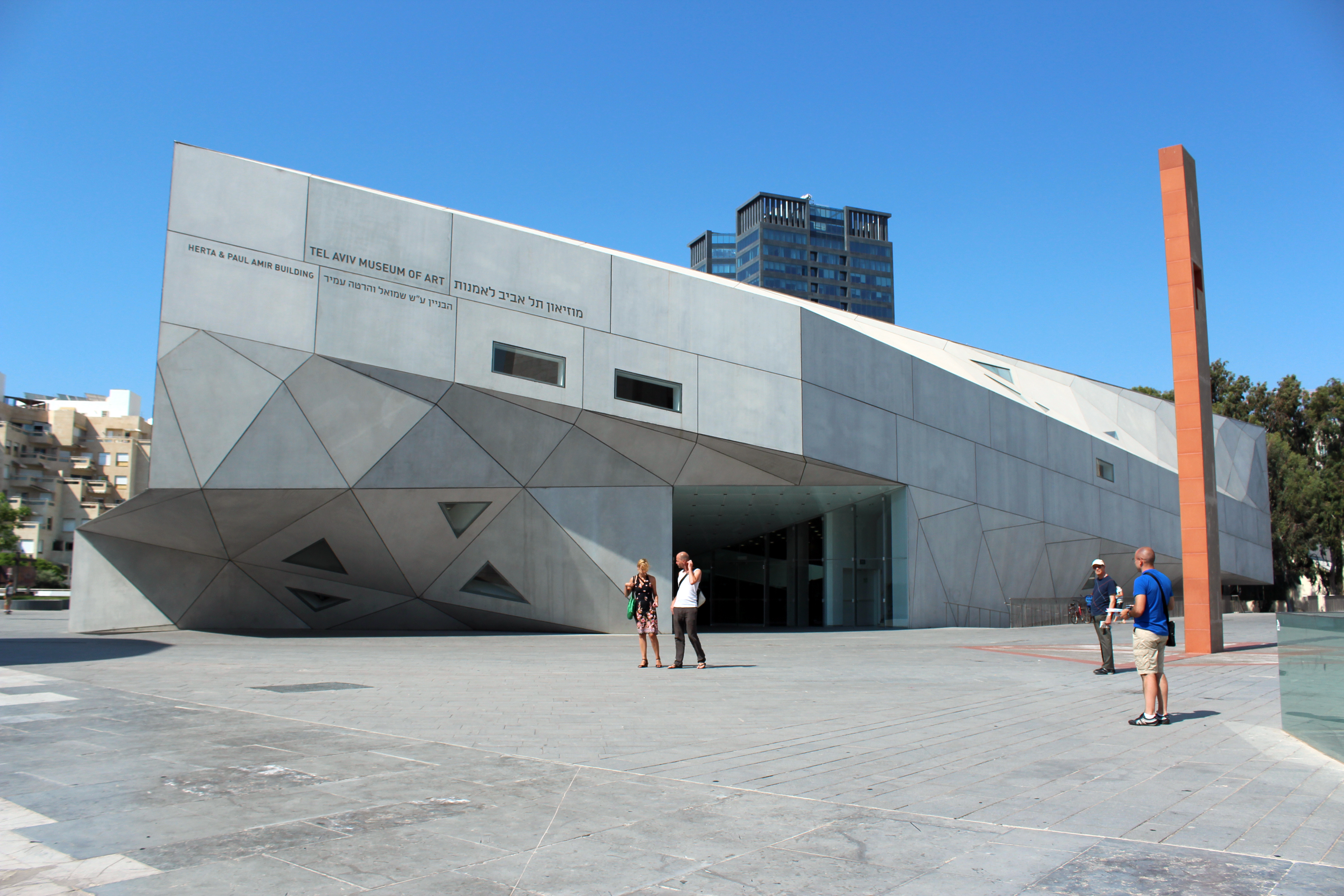
Музей изобразительных искусств

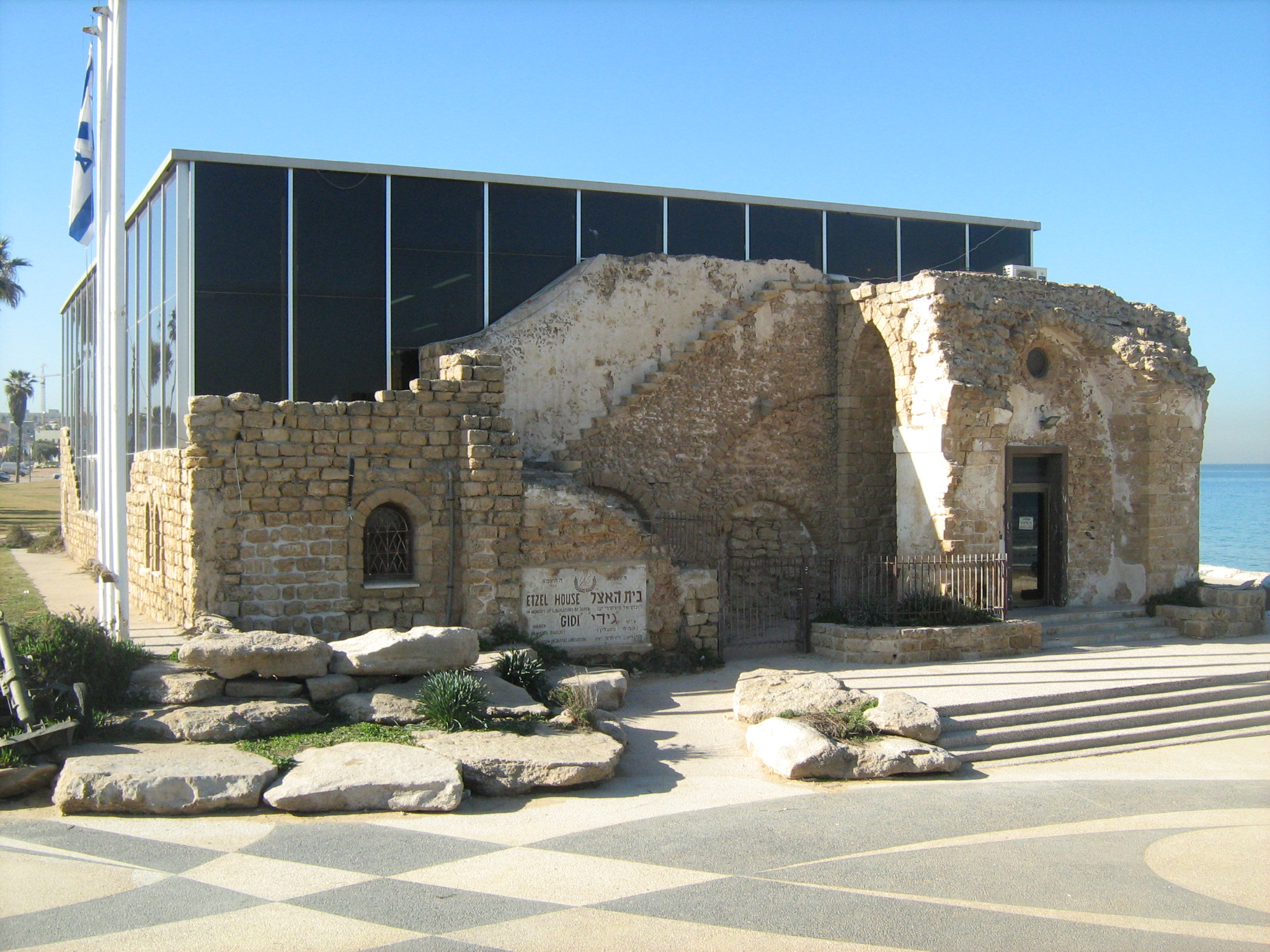
Музей Иргуна

Тель-Авив является центром культурной жизни и индустрии развлечений Израиля. В городе находятся важнейшие учреждения науки и культуры. На район Тель-Авива приходится около четверти посещений музеев в Израиле, там идёт 57 % спектаклей в стране, а в самом Тель-Авиве — более трети всех спектаклей и выставок.
В Тель-Авиве есть многочисленные музеи и галереи. Тель-Авивский музей искусств, основанный в 1926 году, стал одним из первых в стране. Одним из самых значительных музеев Израиля является Музей Эрец-Исраэль, состоящий из множества павильонов, расположенных в разных частях города. Там представлены искусство, археология (включая находки доизраильской эпохи), история, наука. Из музеев, описывающих новейшую историю страны, выделяются три музея, посвящённые еврейским подпольным организациям подмандатной Палестины — Хагане, Иргуну и Лехи. Несколько небольших музеев посвящено политическим и культурным деятелям, таким как Бен-Гурион, Жаботинский и Бялик. В Музее еврейского народа, расположенном в Тель-Авивском университете, представлены макеты и фотоматериалы из истории и культуры евреев других стран.

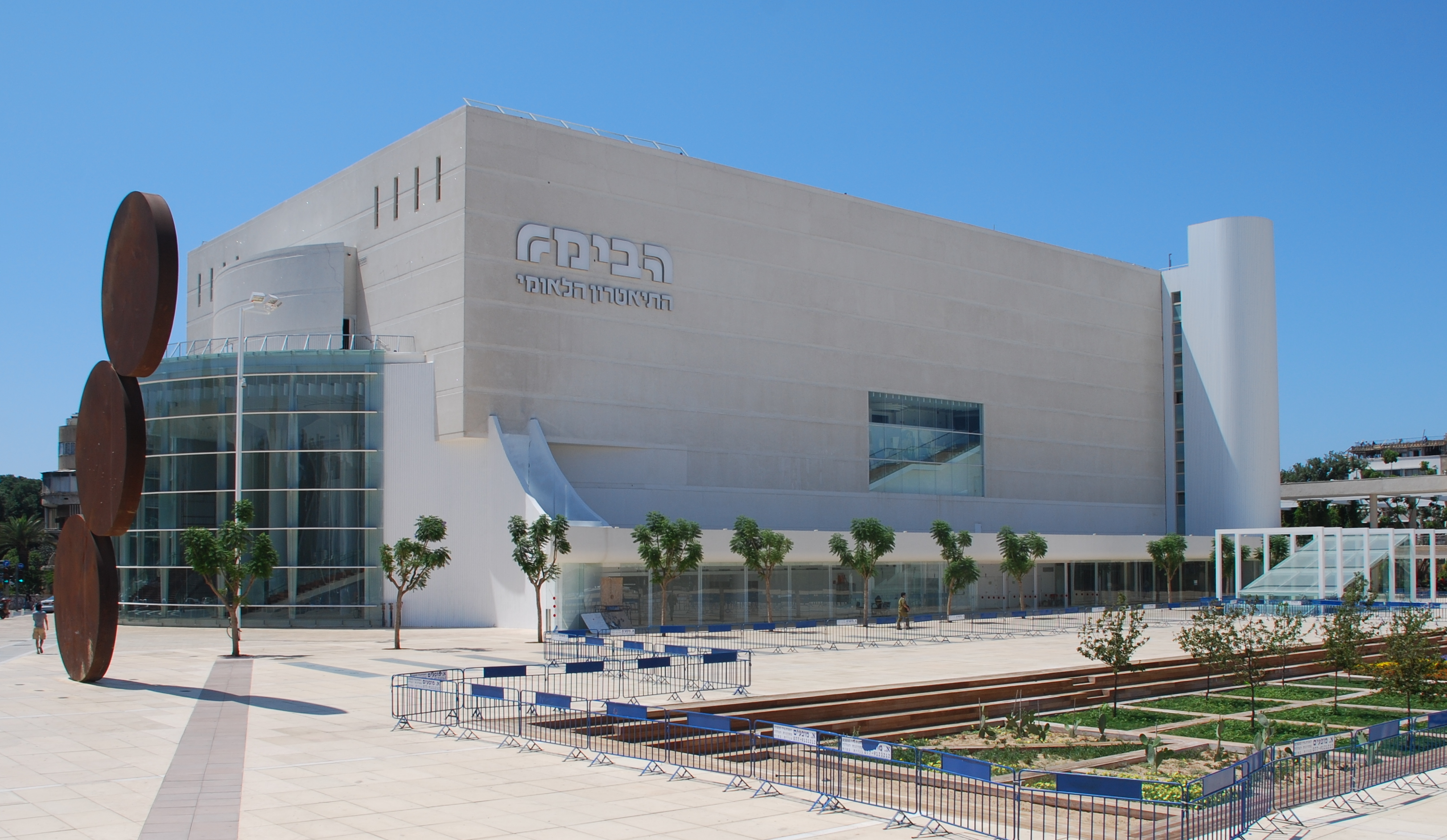
Театр «Хабима»

В Тель-Авиве базируется большинство театров Израиля, включая «Хабима», «Камерный театр» и «Гешер». В 1925 году в городе был основан связанный с Гистадрутом пролетарский театр «Охел», а в 1931 там обосновался театр «Хабима». В 1944 году в Тель-Авиве был основан третий крупный театр — «Камери» («Камерный театр»), где использовался язык, более понятный молодому поколению. В 1970 году в городе появился театр для детей и юношества, образованный на базе детского филиала при «Камери». В 1981 году в Яффе начал работать театр «Симта» («Закоулок»), с 1984 года в рамках фестиваля «Яффские ночи» там проводится Неделя израильской пьесы. В 1978 году Гистадрут создал культурно-просветительский центр «Бейт-Лесин», не имеющий постоянной труппы. В 1987 году Ш. Ацмон основал театр на идиш «Идишпиль», ставящий как классику еврейской драматургии, так и пьесы современных авторов в переводе на идиш. Начало 1990-х годов было ознаменовано открытием театра «Гешер» («Мост») под руководством переехавшего из Москвы Евгения Арье, он даёт спектакли на русском и иврите и добился признания у широкой израильской публики. Действует авангардный театр «Цавта».
В Тель-Авиве находится большинство редакций крупнейших газет на иврите («Гаарец», «Маарив», «Едиот Ахронот» и «The Marker», бесплатная ежедневная газета «Исраэль Хайом»). В 1975 году там начал выходить русскоязычный литературный журнал «Время и мы», с 1991 года выходит также юмористический журнал «Балаган» и детское приложение к нему — «Балагаша».
В Тель-Авиве базируется важнейшие музыкальные учреждения — Израильский филармонический оркестр и Израильская опера,— и большинство танцевальных ансамблей страны. Из музыкальных коллективов есть также Филармонический хор Тель-Авива, основанный в 1942 году и Камерный хор, основанный в 1978, и детский хор имени Цадикова при совете профсоюзов. В городе действует Израильский балет. Крупными концертными залами города являются Аудитория им. Чарльза Бронфмана, где выступает филармонический оркестр, Центр сценических искусств, где расположены Израильская опера и Камерный театр, музыкальный центр им. Фелиции Блюменталь, центр танца Сюзан Даллаль. Крупные концерты также проводятся в парке Ха-Яркон, баскетбольном дворце Менора-Мивтахим и на стадионе Блумфилд.
Тель-Авив славится своей ночной жизнью. Там работает множество ночных и танцевальных клубов, а также музыкальные клубы. Известны музыкальные клубы «Барби», «Заппа», «Баскула», «Левонтин 7» и «Бар-Гиора», а также джаз-клуб «Шаблуль». Очень популярна транс-музыка. Тель-Авив также является региональным центром культуры для сексуальных меньшинств, а ежегодный гей-парад является крупнейшим в Азии (на 2018 год).
Тель-Авив располагает сетью из 24 городских публичных библиотек. Центральная библиотека, Бейт Ариэла, основанная в 1886 году, является старейшей библиотекой Израиля, её книжные фонды насчитывают около 300 тыс. экземпляров.
В городе расположена также Центральная музыкальная библиотека, располагающая крупным собранием книг, связанных с еврейской музыкой.
В Тель-Авиве действует Синематека, где показывают шедевры мирового кино. В городе проходят ежегодные кинофестивали.

## Архитектура

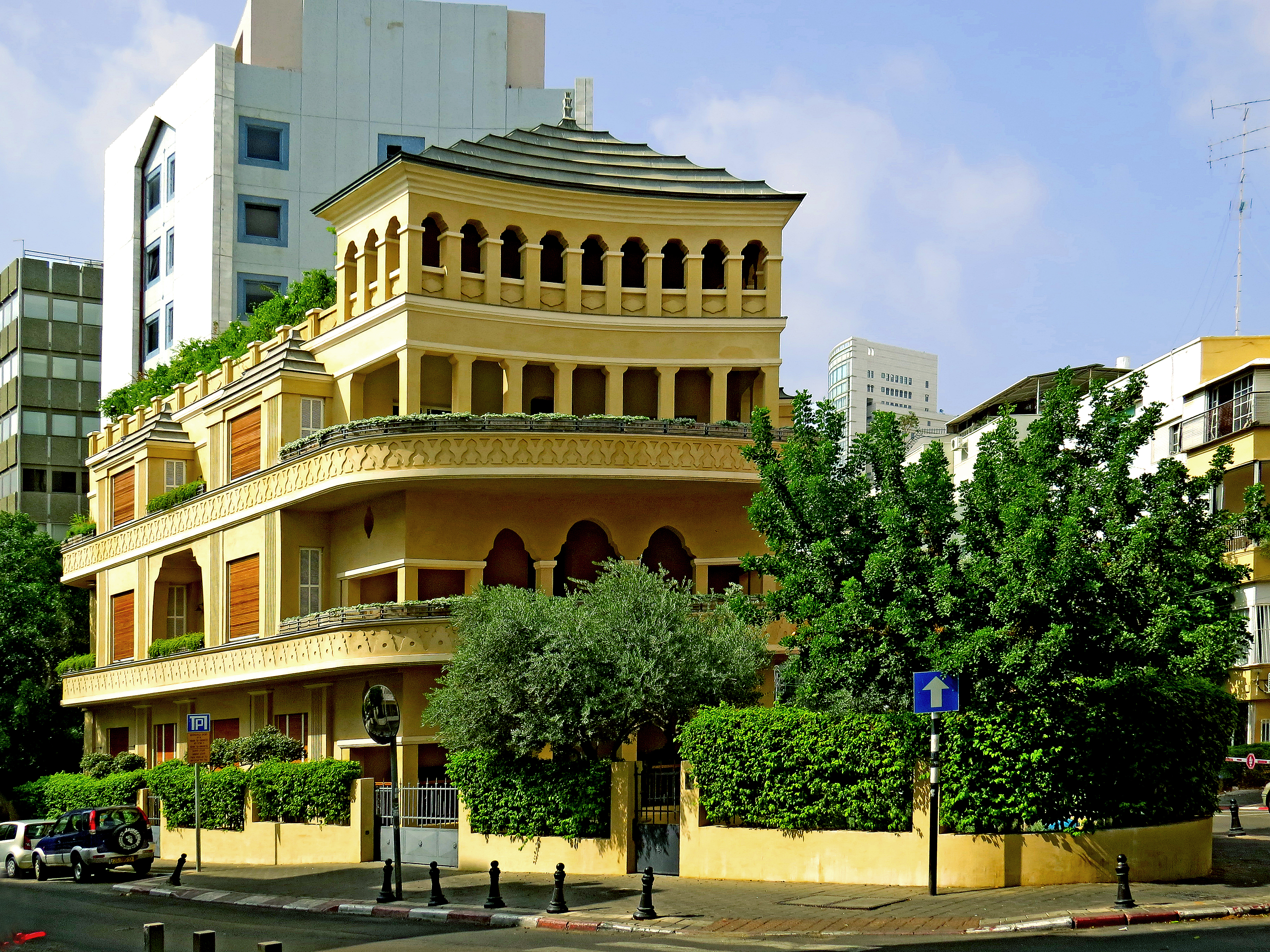
Эклектика. «Дом-Пагода», 1925, Александр Леви

В архитектуре Тель-Авива можно выделить несколько периодов. Старейшие здания города расположены в Яффе и относятся к османской эпохе (в основной массе к XIX веку, хотя сохранились и некоторые строения XVII века). Традиционная архитектура города в основном представляет собой смесь османских и арабских элементов. В 1920-е годы большинство домов молодого Тель-Авива строили в эклектическом стиле, популярном в Европе в XIX веке, и в данном случае сочетавшего мотивы восточной и западной архитектуры. Зачастую ни строители, ни планировщики не имели достаточного образования, поэтому первые дома демонстрируют случайное смешение стилей и элементов. Один из самых заметных примеров этого является «Дом-Пагода» архитектора Александра Леви, где многие элементы играют лишь декоративную роль. Некоторые дома с восточными мотивами напоминают популярный в начале XX века югендштиль. В эти годы при помпезности стиля использование некачественных и дешёвых материалов и способов строительства придавало фасадам театрально-ненастоящий вид.

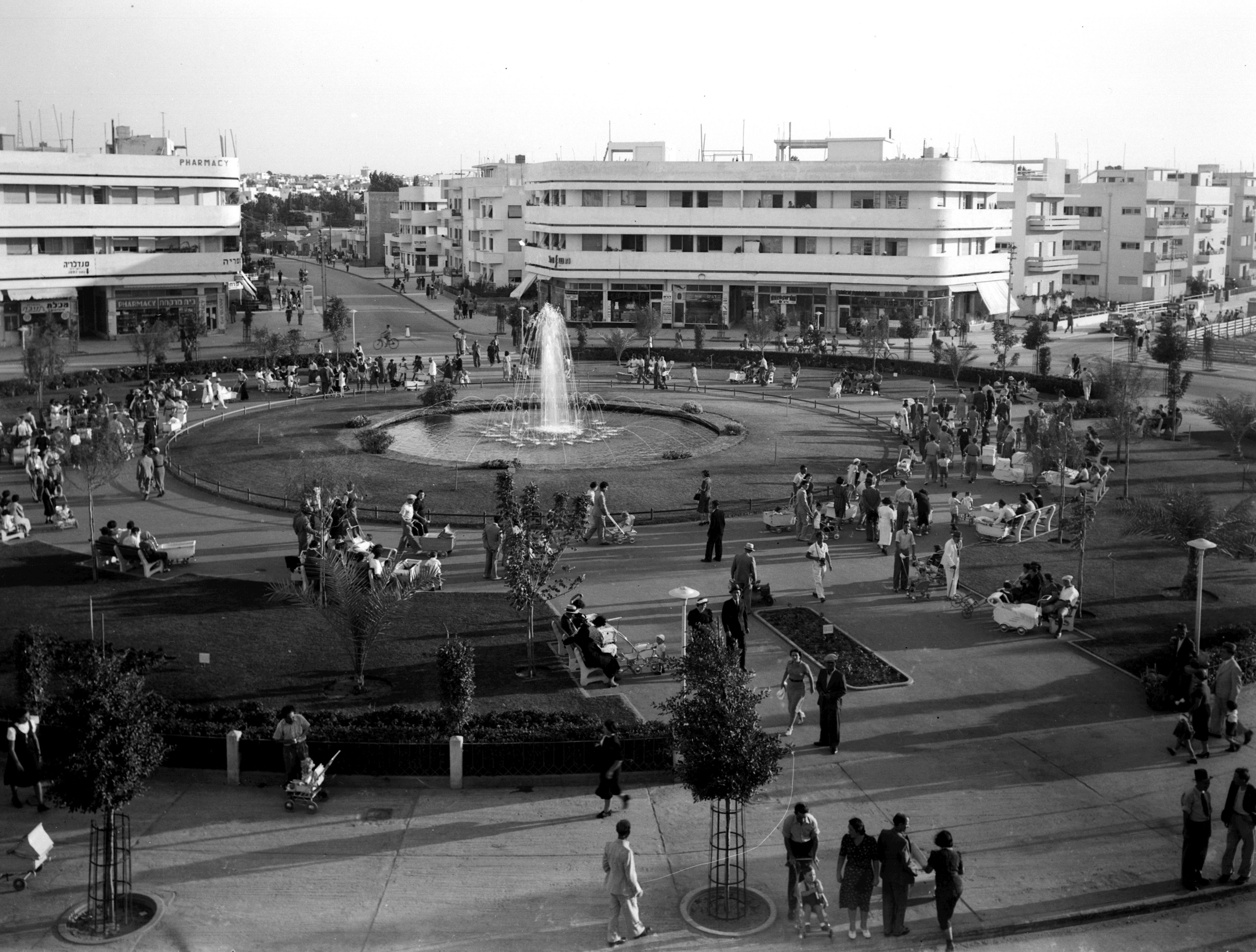
Интернациональный стиль. Площадь Дизенгоф, 1934-38, Женя Авербух

В 1930-е в Тель-Авиве начал распространяться модернистский интернациональный стиль, лишённый украшений и излишеств, где господствовали функциональность и прямые линии. Здания в этом стиле построены из бетона и бетонного кирпича, имеют плоские крыши и светлые оштукатуренные фасады. Он был привезён архитекторами, получившими образование в Европе и иммигрировавшими или вернувшимися в Палестину, и адаптирован ими к местным условиям — например, постулированные Ле Корбюзье ленточные окна плохо подходили для жаркого климата и были заменены удлиненными полосами балконов и открытых лоджий. В городе сохранилось около 4000 зданий в интернациональном стиле, что считается самой высокой концентрацией подобных строений в мире. В 2003 году их ценность была признана ЮНЕСКО, присвоившему «Белому городу» статус Всемирного наследия. В 1926 году шотландский градостроитель Патрик Геддес подготовил генеральный план города, воплощавший идеал «города-сада». Тель-Авив является городом, наиболее полно воплотившим в жизнь планы Геддеса.

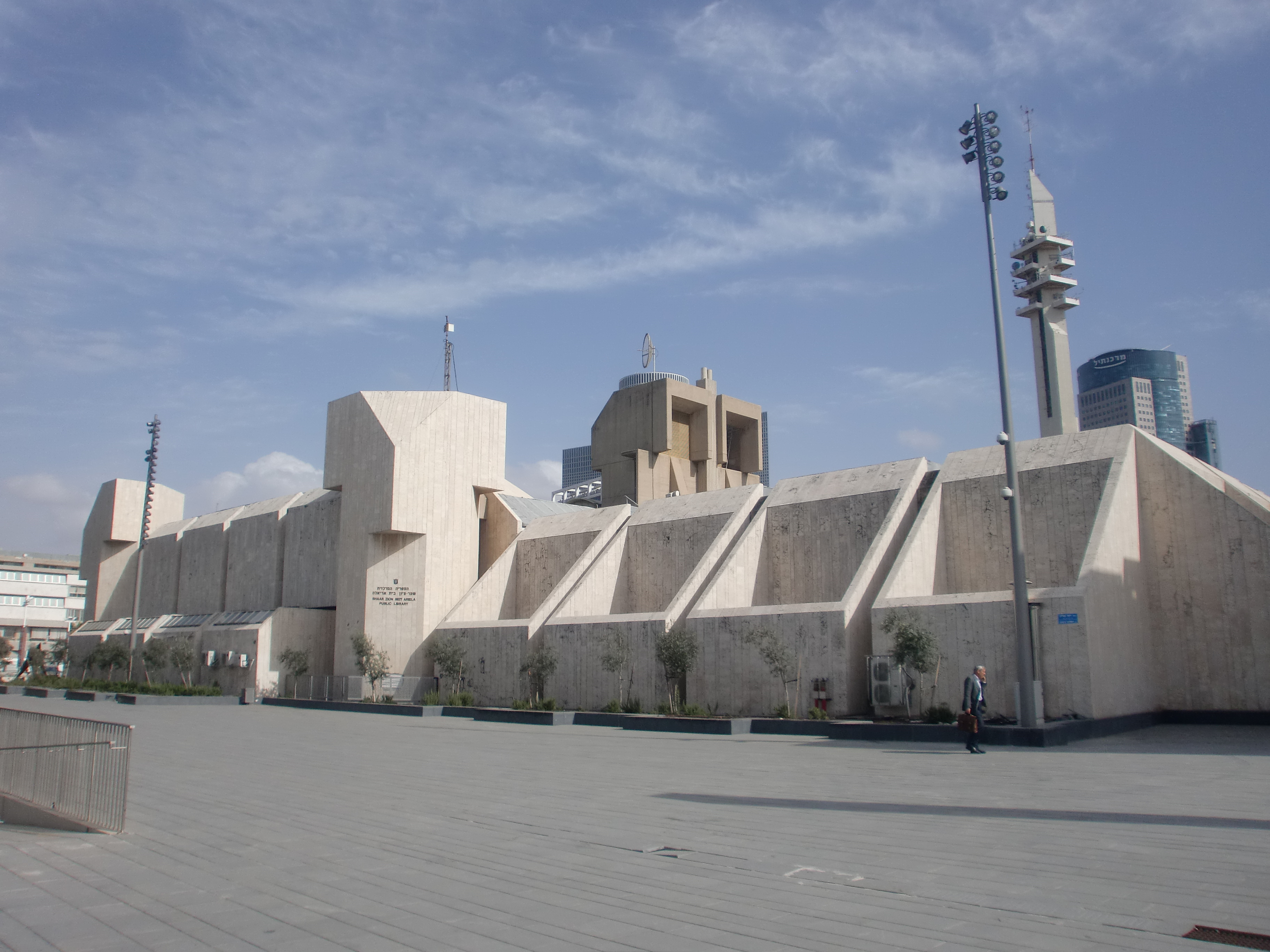
Брутализм. Библиотека «Бейт-Ариэла», 1977, Гиора Гамерман и Моше Лупенфельд

Господство интернационального стиля закончилось в конце 1940-х годов, хотя некоторые более поздние здания продолжают его традицию. В 1950-е, а особенно в 1960-е годы на смену международному стилю в Израиле пришёл брутализм, для которого характерны большие площади открытого бетона, выражающие мощь и агрессивность.
В 1960-е годы город постепенно стал расти ввысь. В большинстве высотных зданий на первых этажах располагались супермаркеты, а над ними жилые этажи. В 1966 году на месте снесённой гимназии «Герцлия» был построен офисный небоскрёб «Шалом Меир», имевший 34 этажа и высоту 142 метра. Он оставался самым высоким зданием страны до 1987 года.
С конца 1970-х в городе стал распространяться постмодернизм.
В 1970-е и 1980-е постепенно по всему городу стали строить небоскрёбы. Многие небоскрёбы сосредоточены вдоль скоростного шоссе «Аялон». В 1990-е там появились нео-модернистские башни Азриэли абстрактно-геометрических форм (круглая, треугольная и квадратная), которые стали символом Тель Авива и монументальным ориентиром для прибывающих в город на машине или поезде. Несмотря на высотное строительство, на начало XXI века большинство зданий в городе имеют лишь 3-4 этажа.

## Тель-Авив в израильской культуре
С первых лет Тель-Авив воспринимался как главный культурный центр евреев в Палестине. Несмотря на многие провинциальные черты, город часто сравнивали сначала с Парижем и Берлином, а позже — Нью-Йорком и Лондоном. В первые годы важную роль играл сионистский образ первого современного еврейского города, а также атмосфера невинности и новизны, окружающая его. В 1950-е годы, после образования государства, Тель-Авив потерял прежний политический и символический статус, а также утратил образ воплощения сионистской мечты и стал восприниматься как обычный большой город, к тому же потерявший привлекательность. Начиная с 1980-х важную роль в культуре страны стала играть ночная жизнь города, и в 1989 году был официально принят лозунг «Город, который никогда не спит». В 1990-е годы появился интерес к международному стилю т. н. Белого города Тель-Авива, что в итоге привело к его признанию объектом Мирового наследия ЮНЕСКО. Сегодня признаётся его роль и как локомотива израильской экономики, и как культурного центра страны, и её «ворот на запад». Часто отмечается и многообразие тель-авивской жизни, смешение культур и свобода. Некоторые утверждают, что Тель-Авив предлагает жителям израильскую идентичность, свободную как от арабских, так и от иудейских религиозных традиций.

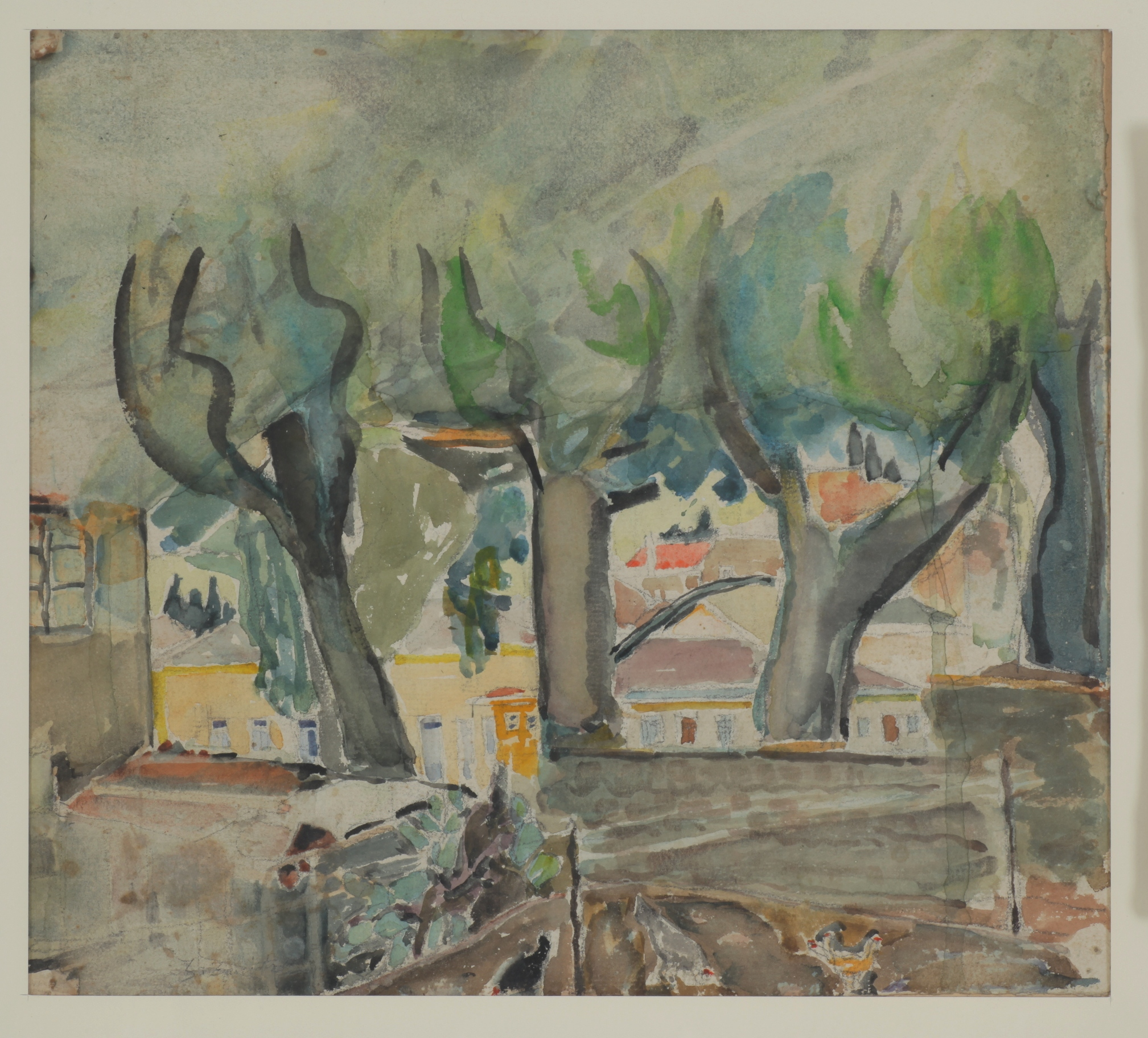
Иосиф Зарицкий, «Тамариски в Тель-Авиве», 1925

Тель-Авив редко становился объектом интереса художников. Важнейшими художниками, в чьих работах отражены его виды, являются Нахум Гутман, Реувен Рубин, Йосеф Зарицкий и Давид Риб. С 1980-х город стали изображать фотохудожники.
Тель-Авив рано стал фигурировать в поэзии. Образ города в произведениях часто зависел от идеологической позиции автора. Город часто появлялся в стихах Авраама Шлёнского, Натана Альтермана, Меира Визельтира, Натана Заха и Давида Авидана. Уже с опубликованной в 1936 году «Книги Тель-Авива» Алтера Друянова все описания города в литературе пронизаны ностальгией. Необычным является то, что многие описания Тель-Авива как большого города в литературе появились ещё в его первые годы и предвосхищали реальность. Из знаменитых книг про Тель-Авив можно упомянуть «Недавно» Шая Агнона (1946), описывающую молодой город глазами эмигранта, и «Памятную записку» Яакова Шабтая (1977), где описывается послевоенный период, когда город находился в относительном упадке. В конце XX века в литературе, описывающей город, всё чаще появляются такие темы, как одиночество, отчуждённость, потерянность. Постепенно Тель-Авив всё чаще начинают описывать приёмами, применяемыми для заграничных мегаполисов, особенно в американской литературе. С одной стороны, это противопоставляется сионистскому видению, с другой — служит доказательством успеха Тель-Авива как современного города.

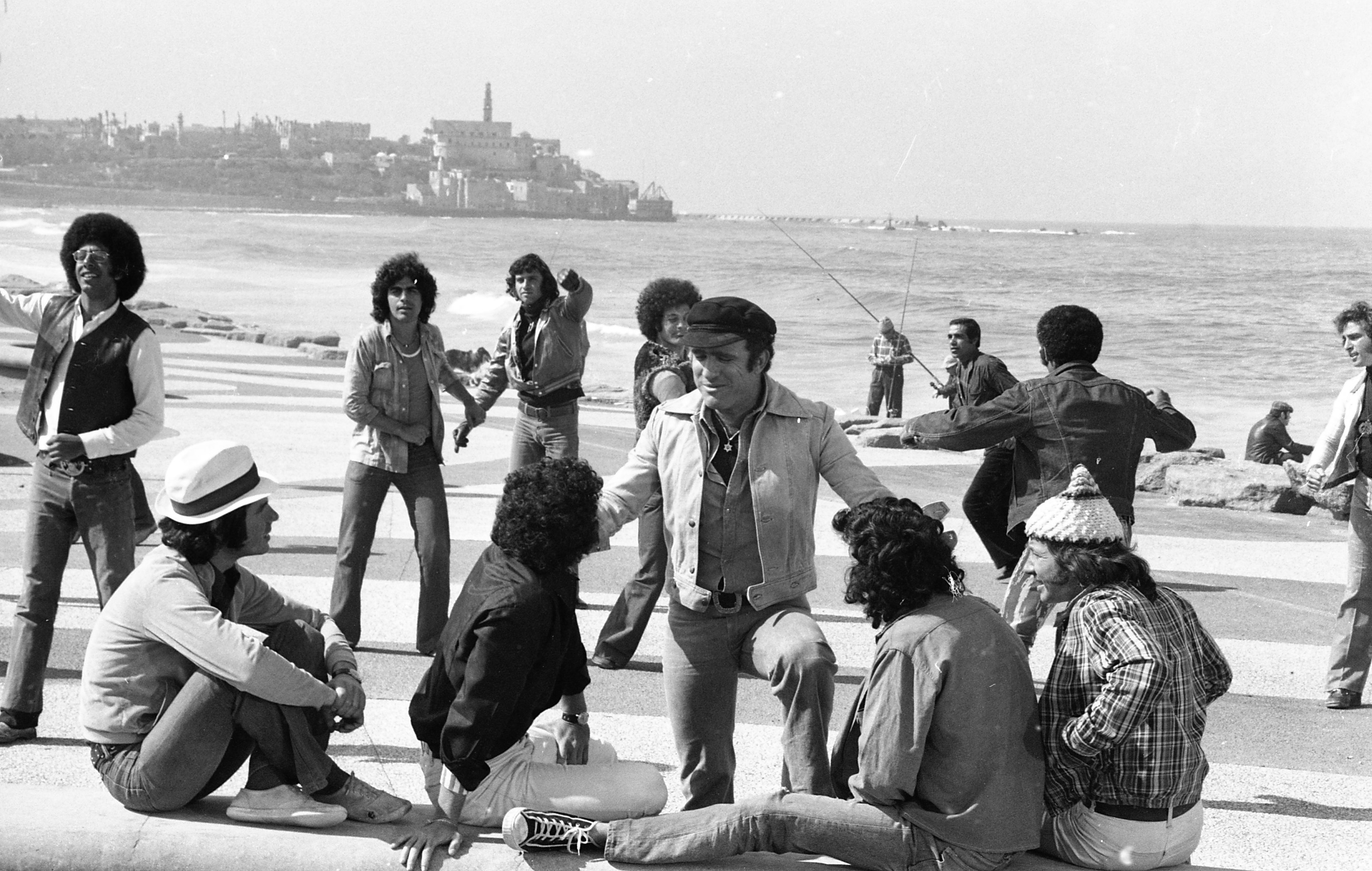
Съёмки фильма «Казаблан», 1973

Израильское кино неразрывно связано с Тель-Авивом; там было снято большинство фильмов страны и разворачиваются их события. С 1960 по 1990 годы 55 % снятых в Израиле фильмов происходили в Тель-Авиве или же Тель-Авив играл в них центральную роль. Часто он представал в них спокойным и уютным, а также свободным от идеологии местом. Тель-Авив воплощал в себе изменившиеся ценности израильского общества, отходящего от сионизма первых лет существования государства. Во многих из этих фильмов город состоит лишь из развлечений и удовольствий, а работа героев, как правило, не показана. Начиная с 1970-х годов, город предстаёт как более мрачное место, полное конфликтов, иногда кроме ночной жизни показаны его трущобы и преступность. С другой стороны, в бурекас-фильмах город предстаёт как место, где герои разного происхождения могут успешно сосуществовать и имеют возможность влиться в нормальную израильскую жизнь. С конца 1980-х тель-авивский аполитичный и деидеологизированный стиль жизни становится естественным. В фильмах заметен постнациональный и постсионистский подход к описанию жизни, они легитимизируют гедонизм и вседозволенность.
В израильской культуре важную роль играет символическое противостояние Тель-Авива и Иерусалима. Иерусалим символизирует исторические корни, в то время как Тель-Авив — новое начало для евреев на Святой земле. Во времена британского мандата говорили: «Иерусалим — город прошлого, Хайфа — город будущего, а Тель-Авив — город настоящего». С 1980-х это противопоставление усилилось, Тель-Авив и Иерусалим всё более считались воплощениями взаимоисключающих моделей израильской идентичности. Тель-Авив считается символом светского, либерального и просвещённого Израиля, а Иерусалим — религиозного, отсталого и фанатичного.

## Религия

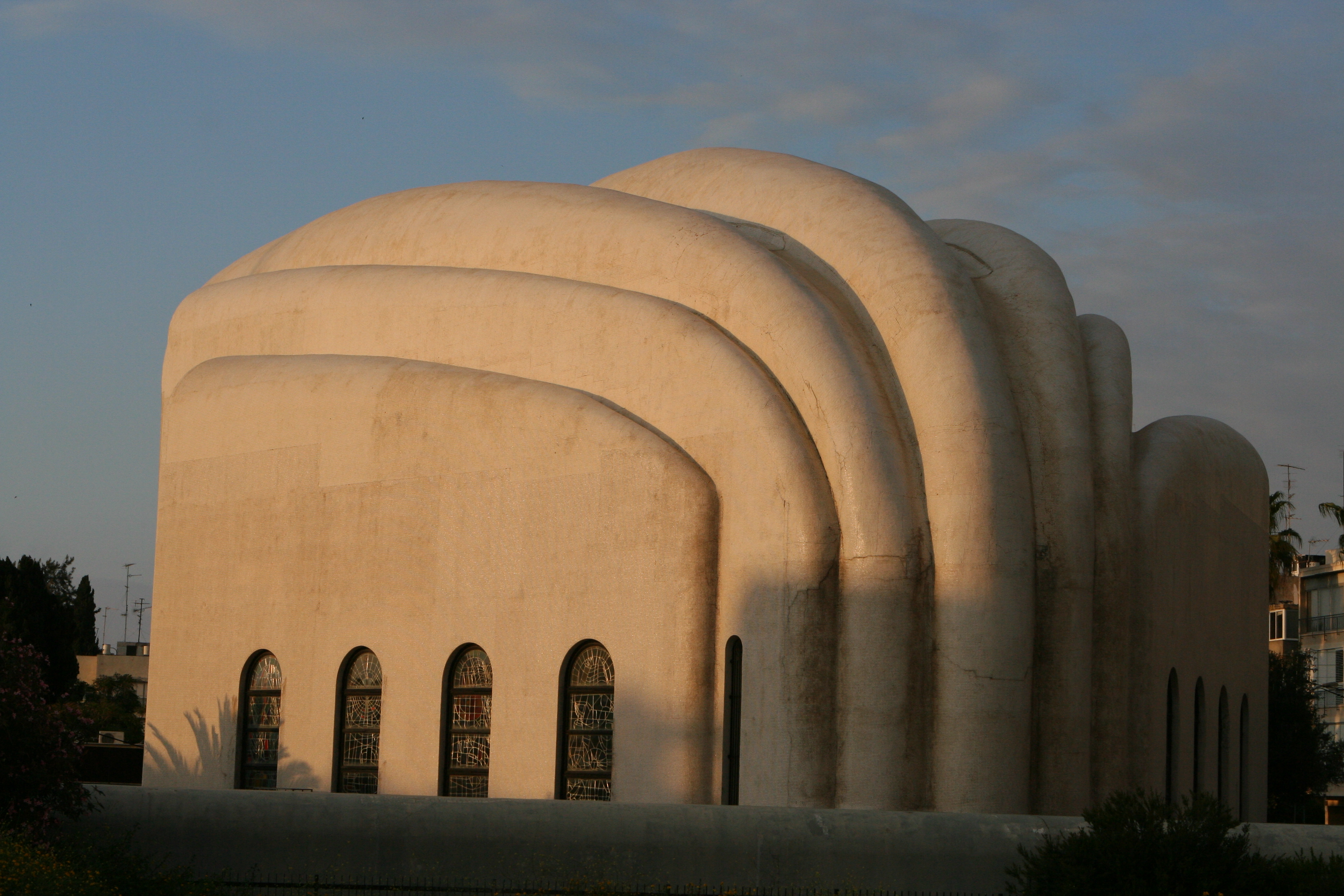
Синагога «Хейхаль Йехуда» салоникской общины

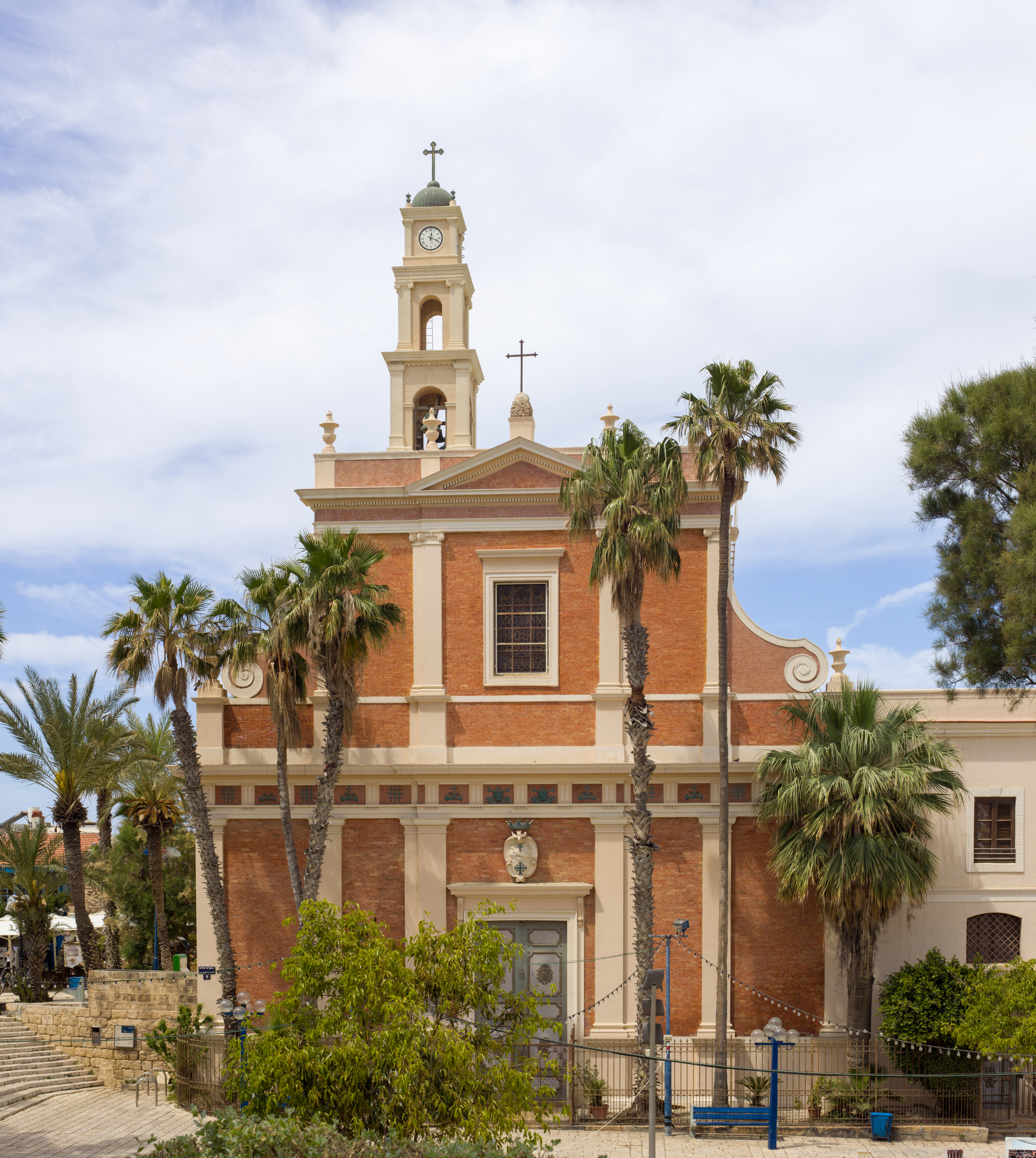
Церковь Святого Петра

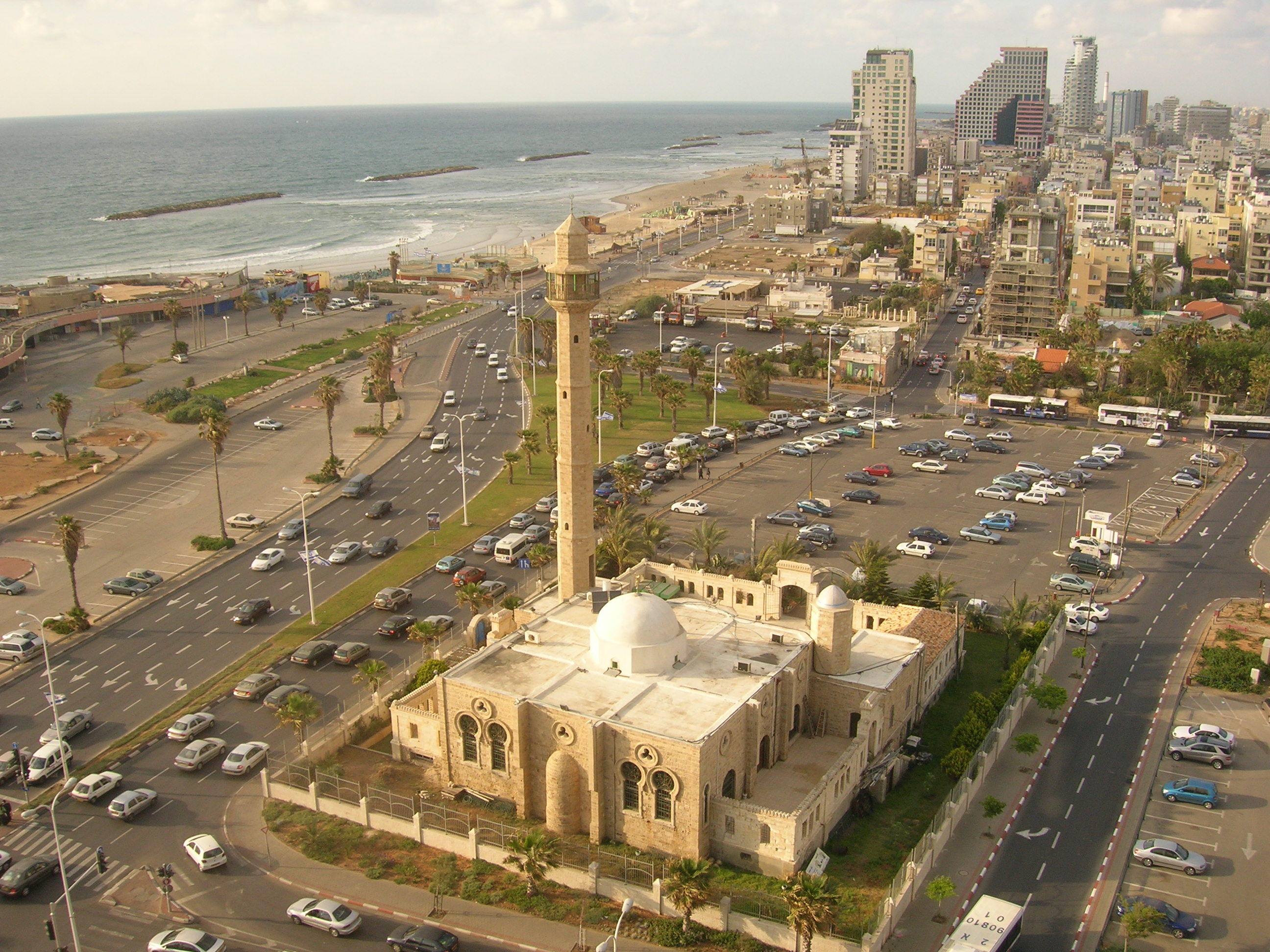
Мечеть Хасан Бек

По всему городу насчитывается около 500 синагог (по данным 2018 года — 544), 150 из них действуют только по субботам и праздникам. В Тель-Авиве есть реформистские и консервативные синагоги, и даже синагоги, где принимают сексуальные меньшинства. С начала XXI века в городе стали появляться светские центры изучения Библии Также есть общины мессианских евреев, движений нью-эйдж и прочих. На 2013 год в городе действуют 17 микве (из них 15 без лицензии).
Лишь 49 % ресторанов в городе являются кошерными (в Иерусалиме — 90 %). Религиозными нуждами еврейского населения занимается Религиозный совет города. Должность городского раввина вакантна с 2017 года.
В Тель-Авиве действуют много церквей, большинство из них — в Яффе. Францисканская церковь Святого Петра с прилегающим к ней монастырём расположены на самой вершине яффского холма, на месте, где ранее стояла крепость крестоносцев. На крутом склоне холма, над портом, расположен армянский монастырь. Он ведёт свою историю от XVII века, когда там было построено подворье с гостиницей для паломников-армян. Чуть южнее на том же склоне находится греческое подворье (православное), включающее в себя монастырь Святых Архангелов. Оно является центром самой крупной христианской конфессии в городе. Чуть южнее стоит их главная церковь — церковь Святого Георгия. Главной католической церковью Яффы является церковь Святого Антония с высокой часовой башней, построенная в 1934 году и расположенная чуть южнее старого города. Католический комплекс включает в себя школу «Терра Санта» и клуб. У грекокатоликов есть церковь Сайдат-аль-Бишара (то есть девы Марии), она построена в 1928 году. Рядом находится и маронитская церковь Св. Антония. У коптов, одной из самых малочисленных конфессий в городе, есть небольшая церковь Св. Антония на юге города. На главной улице Яффы находится шотландская пресвитерианская церковь и протестантский центр. На юге Тель-Авива, расположено русское православное подворье с монастырём и церковью Святого Петра и Тавифы, расположенное там, где по преданию была похоронена праведная Тавифа. Особенно выделяется высокая колокольня, будто приставленная к основному объёму церкви. Также в Яффе есть лютеранская церковь Иммануила.
На начало 2000-х годов, когда в стране, по оценкам, находилось около 240 тыс. иностранных рабочих, в южном Тель-Авиве действовало около 50 церквей, которые посещали иностранные рабочие из Африки. Кроме того, там действовали около 10 латиноамериканских церквей различных конфессий. С тех пор многие из них закрылись, в основном из-за усилий властей по выдворению нелегальных иммигрантов.
В городе действует 6 мечетей (большинство из них в Яффе, крупнейшая — Махмудия). На набережной Тель-Авива расположена большая мечеть Хасан Бек. Кроме того, в городе действует центр сайентологии.
Под управлением городской хевра кадиша — 6 еврейских кладбищ, 4 из которых расположены в пределах города — Кирьят-Шауль, Трумпельдор, старое кладбище в Яффе и Нахалат-Ицхак (на границе с Гиватаимом). Самое старое из кладбищ за пределами Яффы — кладбище Трумпельдора — появилось в 1902 году, задолго до основания самого Тель-Авива.

## Города-партнёры
Данные приведены согласно сайту мэрии Тель-Авива-Яффы по состоянию на начало 2025 года:
| Город                | Страна           | Вид партнёрства                                       | С года                                                                    |
| -------------------- | ---------------- | ----------------------------------------------------- | ------------------------------------------------------------------------- |
| Алма-Ата             | Казахстан        | город-побратим                                        | 1999                                                                      |
| Барселона            | Испания          | соглашение о дружбе и сотрудничестве                  | 1998 (приостановлено в 2023, восстановлено в 2024, приостановлено в 2025) |
| Белград              | Сербия           | соглашение о сотрудничестве                           | 1990                                                                      |
| Берлин               | Германия         | совместная декларация                                 | 2025                                                                      |
| Бонн                 | Германия         | соглашение о сотрудничестве                           | 1983                                                                      |
| Будапешт             | Венгрия          | соглашение о сотрудничестве                           | 1989                                                                      |
| Буэнос-Айрес         | Аргентина        | город-побратим                                        | 1988                                                                      |
| Варшава              | Польша           | соглашение о сотрудничестве                           | 1992 (расширено в 2009)                                                   |
| Вена                 | Австрия          | соглашение об экономическом сотрудничестве            | 2005                                                                      |
| Гуанчжоу             | Китай            | соглашение о дружеских связях и сотрудничестве        | 2017                                                                      |
| Провинция Гуандун    | Китай            | меморандум о взаимопонимании                          | 2014                                                                      |
| Измир                | Турция           | город-побратим                                        | 1996                                                                      |
| Инчхон               | Республика Корея | город-побратим                                        | 2000                                                                      |
| Иокогама             | Япония           | соглашение о дружеских связях                         | 2012                                                                      |
| Канны                | Франция          | соглашение о дружбе                                   | 1993                                                                      |
| Кёльн                | Германия         | соглашение о сотрудничестве                           | 1979                                                                      |
| Кишинёв              | Молдова          | город-побратим                                        | 2000                                                                      |
| Лодзь                | Польша           | соглашение о сотрудничестве                           | 1994                                                                      |
| округ Майами-Дейд    | США              | меморандум о взаимопонимании                          | 2017                                                                      |
| Милан                | Италия           | город-побратим                                        | 1994                                                                      |
| Монреаль             | Канада           | соглашение о дружеских связях                         | 2016                                                                      |
| Москва               | Россия           | соглашение о сотрудничестве                           | 2001                                                                      |
| Московская область   | Россия           | меморандум о взаимопонимании                          | 2014                                                                      |
| Нью-Йорк             | США              | соглашение о взаимопонимании, дружбе и сотрудничестве | 1996                                                                      |
| Панама               | Панама           | соглашение о дружеских связях                         | 2013                                                                      |
| Париж                | Франция          | соглашение о сотрудничестве                           | 1985 (расширено в 2010)                                                   |
| Пекин                | Китай            | соглашение о взаимопонимании, дружбе и сотрудничестве | 1995 (расширено в 2006 и 2014)                                            |
| Салоники             | Греция           | город-побратим                                        | 1994                                                                      |
| Сан-Антонио          | США              | соглашение о дружеских связях                         | 2011                                                                      |
| Санкт-Петербург      | Россия           | соглашение о сотрудничестве                           | 2011                                                                      |
| Сеул                 | Республика Корея | договор о сотрудничестве и обмене                     | 2019                                                                      |
| София                | Болгария         | город-побратим                                        | 1992                                                                      |
| Тулуза               | Франция          | город-побратим                                        | 1962                                                                      |
| Филадельфия          | США              | город-побратим                                        | 1967                                                                      |
| Фрайбург-им-Брайсгау | Германия         | соглашение о сотрудничестве                           | 2015 (меморандум о взаимопонимании с 2012)                                |
| Франкфурт-на-Майне   | Германия         | соглашение о сотрудничестве                           | 1980                                                                      |
| Чикаго               | США              | меморандум о взаимопонимании                          | 2017                                                                      |
| Чунцин               | Китай            | меморандум о взаимопонимании                          | 2014                                                                      |
| Эссен                | Германия         | соглашение о сотрудничестве                           | 1992                                                                      |

### На иврите
- ספר תל אביב (иврит) / אלתר דרויאנוב. — תל אביב: ועדת ספר תל אביב, 1936.
- זאב וילנאי. תל-אביב-יפו - הגדולה בערי ישראל (иврит). — ירושלים: הוצאת אחיעבר, 1965. — 310 p.
- אריה יצחקי, עמיחי מזר, שלמה מוסמן. מדריך ישראל (השרון דרום מישור החוף וצפון הנגב) (иврит) / דוד אלון (עורך). — ירושלים: כתר, משהב"ט- הוצ"ל, 1979. — С. 200—231.
- תל אביב ואתריה (иврит) / גדעון ביגר ואלי שילר. — ירושלים: אריאל, 1987.
- ‏מדריך ישראל החדש: אנציקלופדיה, מסלולי טיול‏‎ (иврит) / יואב רגב. — 2001. — Т. 9: מישור החוף הדרומי, פלשת. — С. 195—224. — ISBN 965-07-0874.
- משה צימרמן. תל אביב מעולם לא הייתה קטנה (иврит). — חולון: משרד הבטחון - ההוצאה לאור, 2001. — ISBN 965-05-1113-x.
- יעקב שביט וגדעון ביגר[ивр.]. ההיסטוריה של תל־ אביב (иврит). — תל־ אביב: הוצאת רמות, אוניברסיטת תל־ אביב, 2001. — Vol. משכונות לעיר (1909-1936).
- חיים פיירברג, יעקב שביט וגדעון ביגר. ההיסטוריה של תל־ אביב (иврит). — תל־ אביב: הוצאת רמות, אוניברסיטת תל־ אביב, 2007. — Vol. מעיר-מדינה לעיר במדינה (1936-1952). — ISBN 978-965-274-436-4.
- יעקב שביט וגדעון ביגר. ההיסטוריה של תל־ אביב (иврит). — תל־ אביב: הוצאת רמות, אוניברסיטת תל־ אביב, 2013. — Vol. עיר מתחדשת (1952-1973). — ISBN 978-965-472-274-436-4.
- יעקב שביט וגדעון ביגר. ההיסטוריה של תל־ אביב (иврит). — תל־ אביב: הוצאת רמות, אוניברסיטת תל־ אביב, 2002. — Vol. עיר מטרופולין (1974-1993). — ISBN 965-274-360-7.
- תל אביב-יפו : מפרבר גנים לעיר עולם : מאה השנים הראשונות (иврит) / ברוך קיפניס. — חיפה: פרדס, 2009. — ISBN 978-965-7171-81-3.
- ‏101שנים לתל אביב: העיר העברית הראשונה‏‎ (иврит) / אלי שילר וגבריאל ברקאי. — ירושלים: אריאל, 2012.
- ‏הרשויות המקומיות בישראל 2020: מבוא, לוחות השוואה, תרשימים, מפות, נספחים, פרופיל כלל ארצי ומגזרי. פרסום מס' 1879‏‎ (иврит). — ירושלים: הלשכה המרכזית לסטטיסטיקה, 2022.

### На английском
- LeVine Mark[англ.]. Overthrowing geography: Jaffa, Tel Aviv, and the struggle for Palestine, 1880-1948 (англ.). — University of California Press, 2005. — ISBN 0-520-23994-6.
- Barbara Mann. A place in history: modernism, Tel Aviv, and the creation of Jewish urban space (иврит). — Stanford, California: Stanford University Press, 2006. — ISBN 0-8047-5018-1.
- Mixed towns, trapped communities: Historical narratives, spatial dynamics, gender relations and cultural encounters in Palestinian-Israeli towns (англ.) / Monterescu D, Rabinowitz D, editors. — Aldershot: Ashgate Publishing, 2007. — ISBN 978-0-7546-4732-4.
- Hatuka T. Violent acts and urban space in contemporary Tel Aviv: Revisioning moments (англ.). — Austin: University of Texas Press, 2010. — ISBN 78-0-292-72185-2.
- Tel-Aviv, the First Century: Visions, Designs, Actualities (англ.) / Azaryahu M, Troen SI, editors. — Bloomington: Indiana University Press, 2012. — ISBN 978-0-253-35694-9.
- Rotbard S[англ.]. White city, black city: Architecture and war in Tel Aviv and Jaffa (англ.). — London: Pluto Press, 2015.
- Samantha Wilson. Israel (англ.). — 3. — Bradt Travel Guides, 2018. — P. 121—124. — ISBN 978-1-78477-087-7.